# Rheinanlagen (Koblenz)

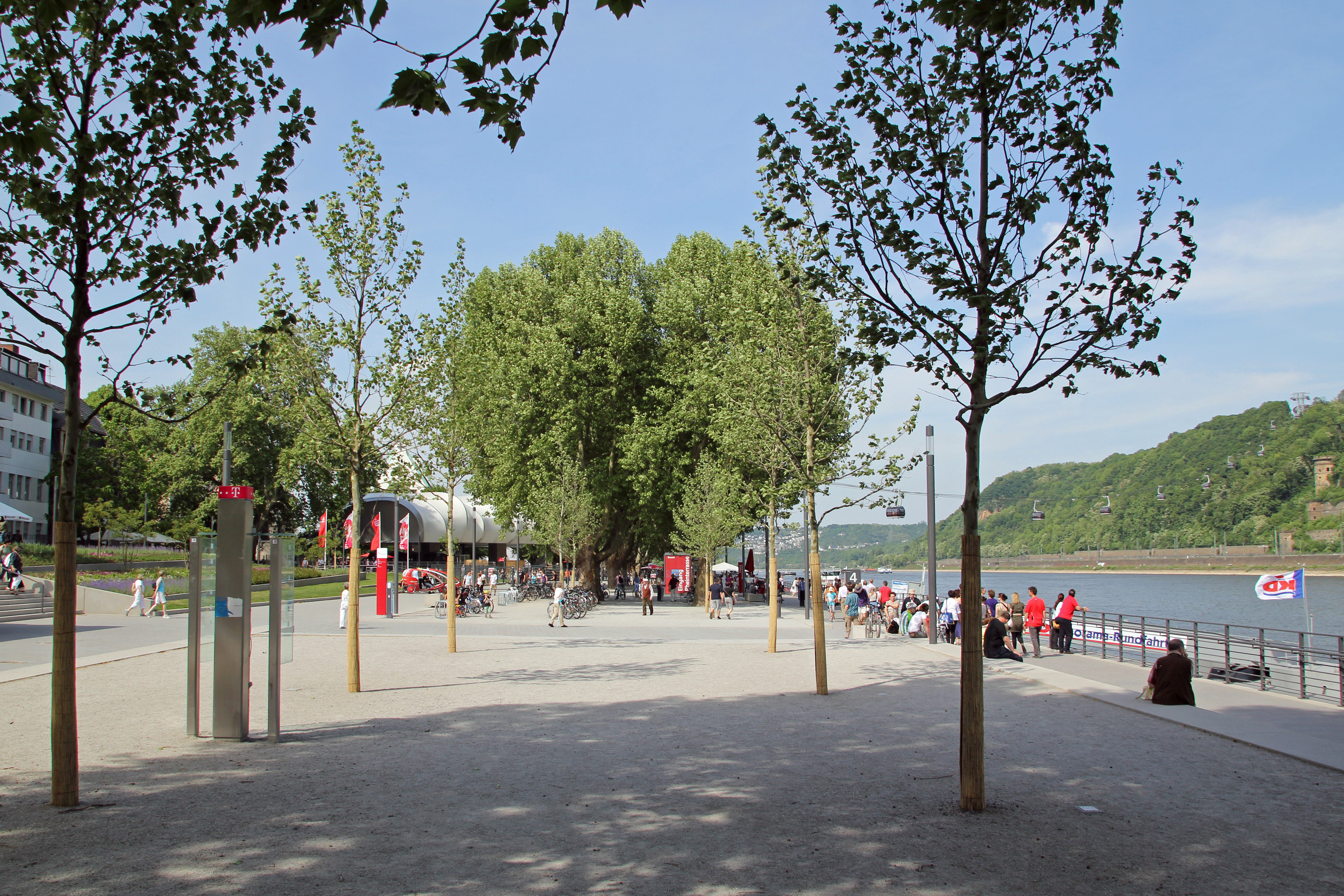
Der nördliche Abschnitt der Rheinanlagen ist das Konrad-Adenauer-Ufer

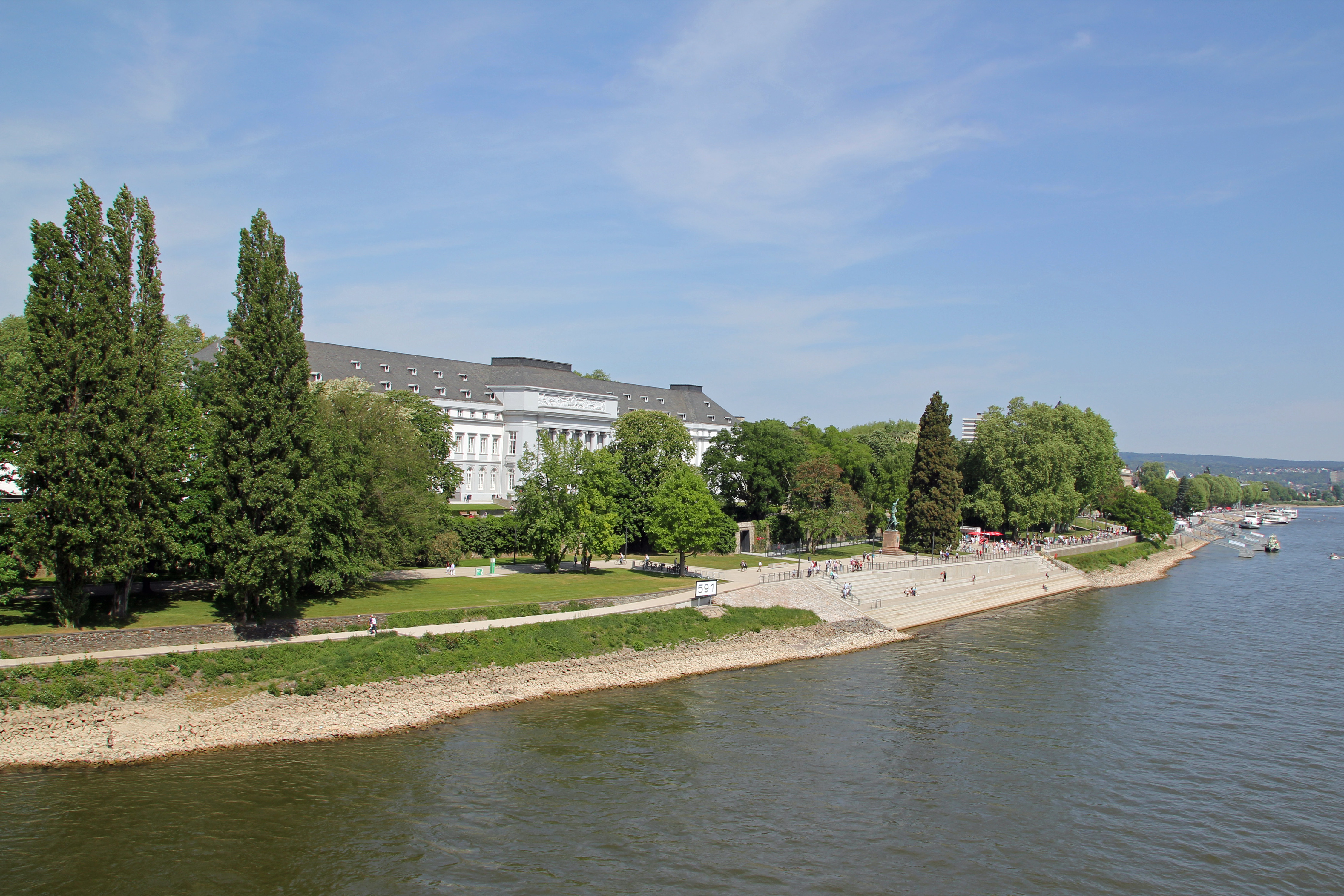
Die Rheinanlagen beim Kurfürstlichen Schloss mit den Schlossstufen

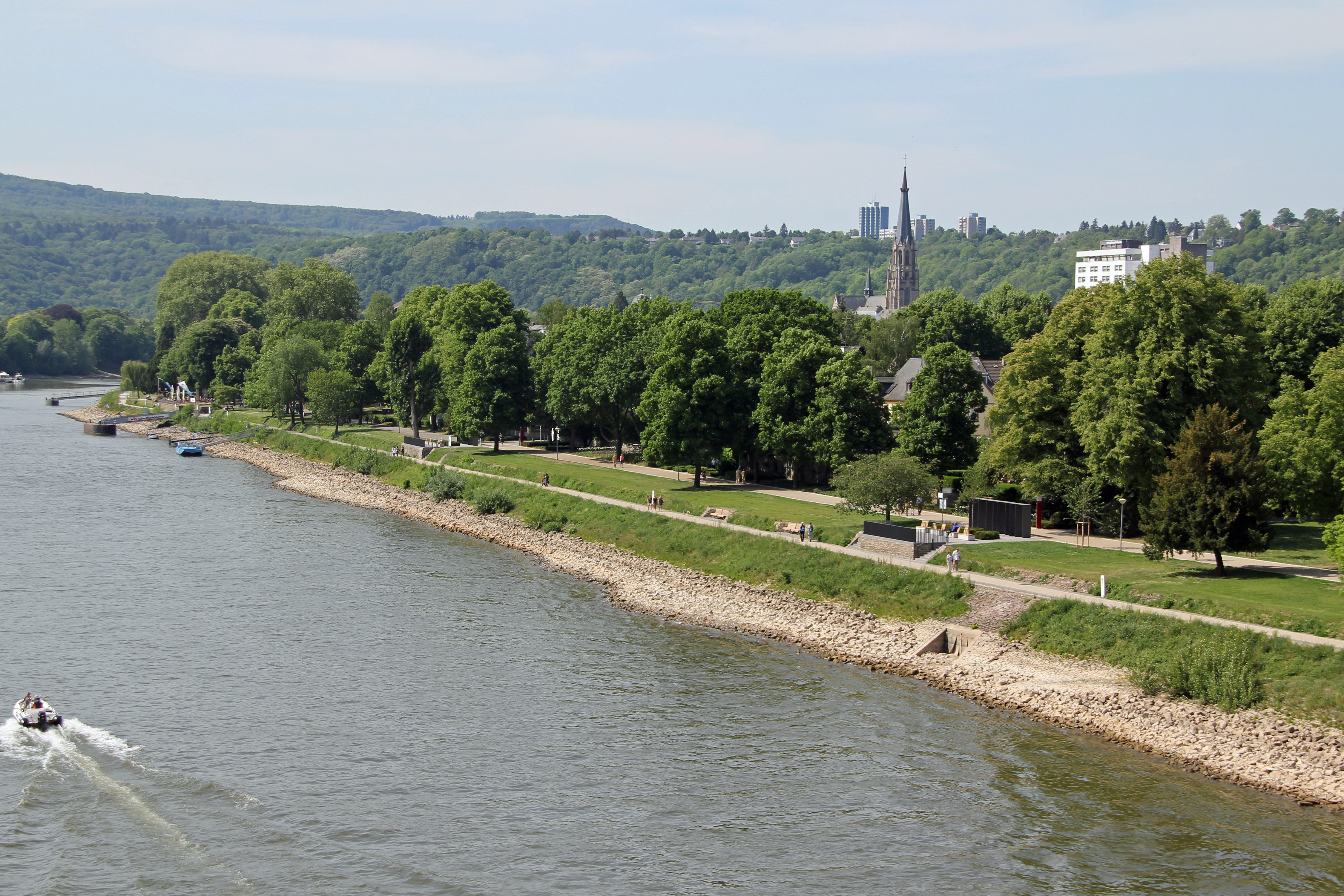
Die Kaiserin-Augusta-Anlagen sind der südliche Abschnitt der Rheinanlagen

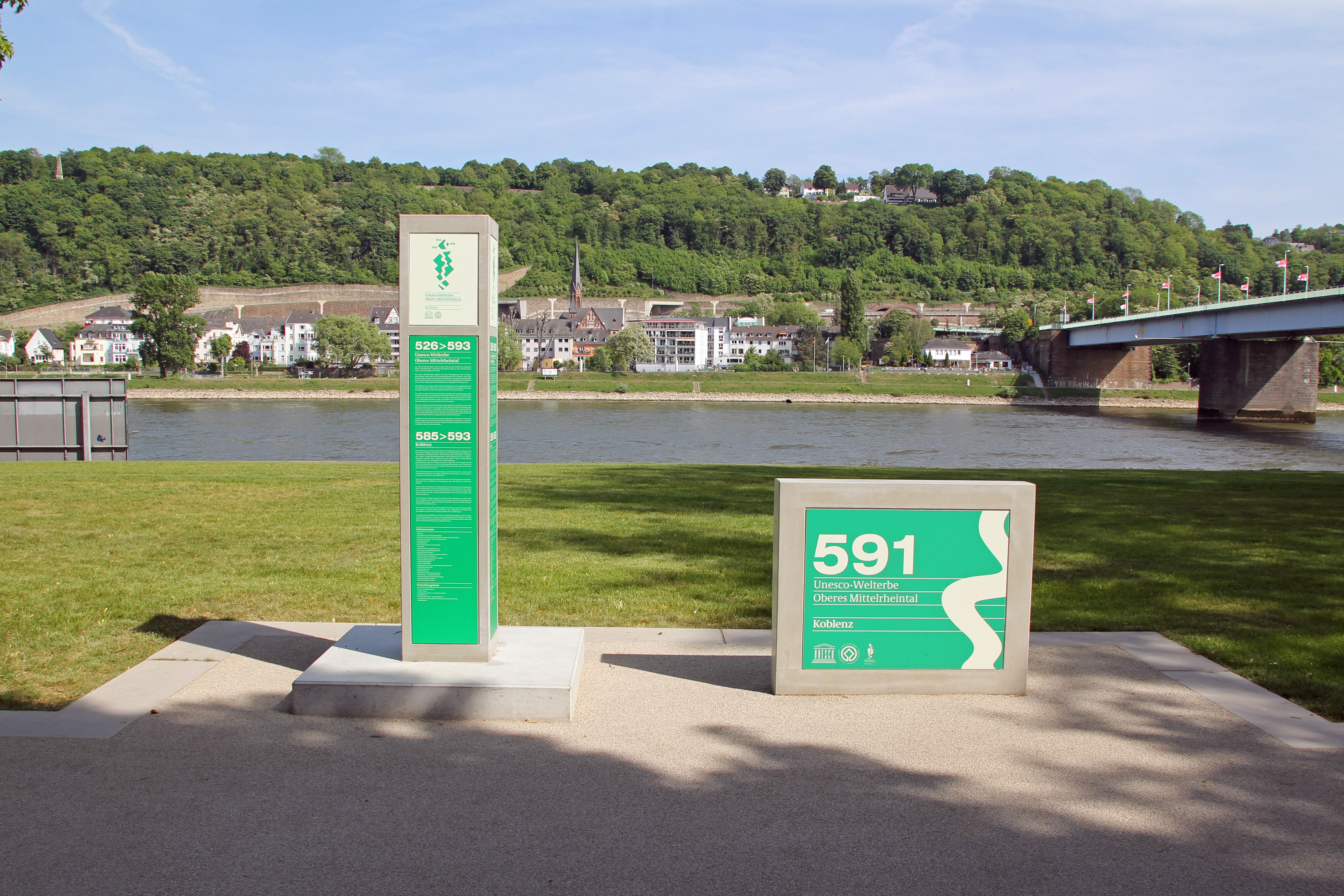
Die Rheinanlagen befinden sich im UNESCO-Welterbe Oberes Mittelrheintal

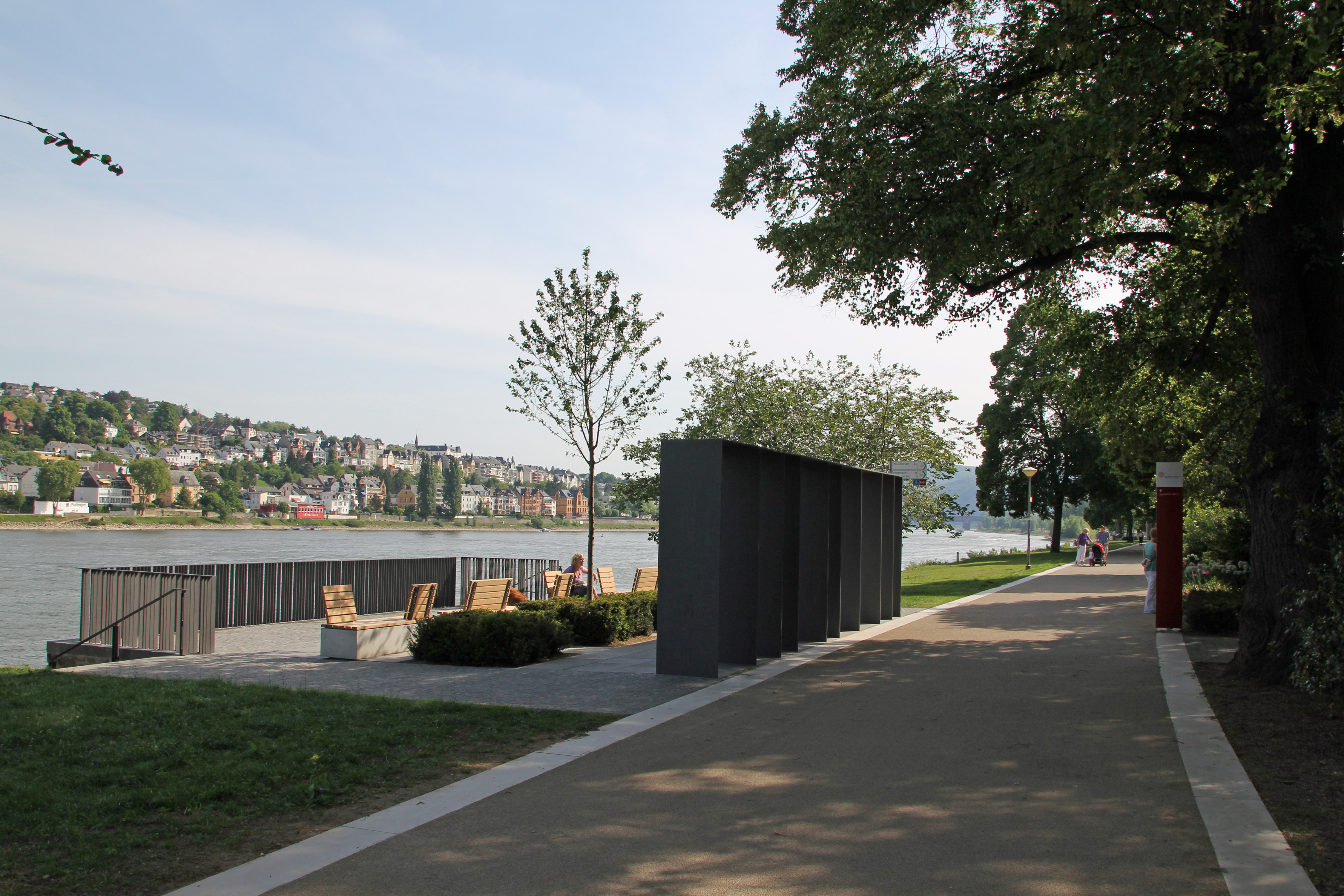
Sitzgelegenheiten in den Kaiserin-Augusta-Anlagen

Die Rheinanlagen sind ein 3,5 km langer Park mit Promenade am linken Ufer des Rheins in Koblenz.
Sie bestehen aus dem Konrad-Adenauer-Ufer und den Kaiserin-Augusta-Anlagen.
Die ursprünglichen Rheinanlagen, die heutigen Kaiserin-Augusta-Anlagen, sind ein Werk von Peter Lenné, der sie zwischen 1856 und 1861 im Auftrag von Prinzessin Augusta, der Gemahlin des Prinzen und späteren Deutschen Kaisers Wilhelm von Preußen, als englischen Landschaftsgarten gestaltete. Sie führten von der Oberwerther Brücke (Mozartstraße) rheinabwärts bis zur damaligen Stadtmauer unmittelbar vor dem Kurfürstlichen Schloss.
Nachdem 1902 die Stadtmauern niedergelegt worden waren, wurde der Abschnitt zwischen Kurfürstlichem Schloss und dem 1897 errichteten Deutschen Eck als Promenade bebaut. Wegen Konrad Adenauers Engagement für die Wiederherstellung der deutschen Demokratie wurde dieser Teil im Januar 1976 nach ihm benannt.
Die Rheinanlagen wurden mehrfach umgestaltet und erweitert. Im Zweiten Weltkrieg wurden sie bei Luftangriffen verwüstet, wobei viele Objekte der prunkvollen Ausstattung verloren gingen. Nach dem Wiederaufbau in den 1950er-Jahren wurden die Anlagen in den 1970er-Jahren ein weiteres Mal umgestaltet. Die letzte umfangreiche Sanierung und Restauration wurde zur Bundesgartenschau 2011 durchgeführt. Seit 2002 sind die Rheinanlagen von Koblenz Teil des UNESCO-Welterbes „Oberes Mittelrheintal“.

## Lage

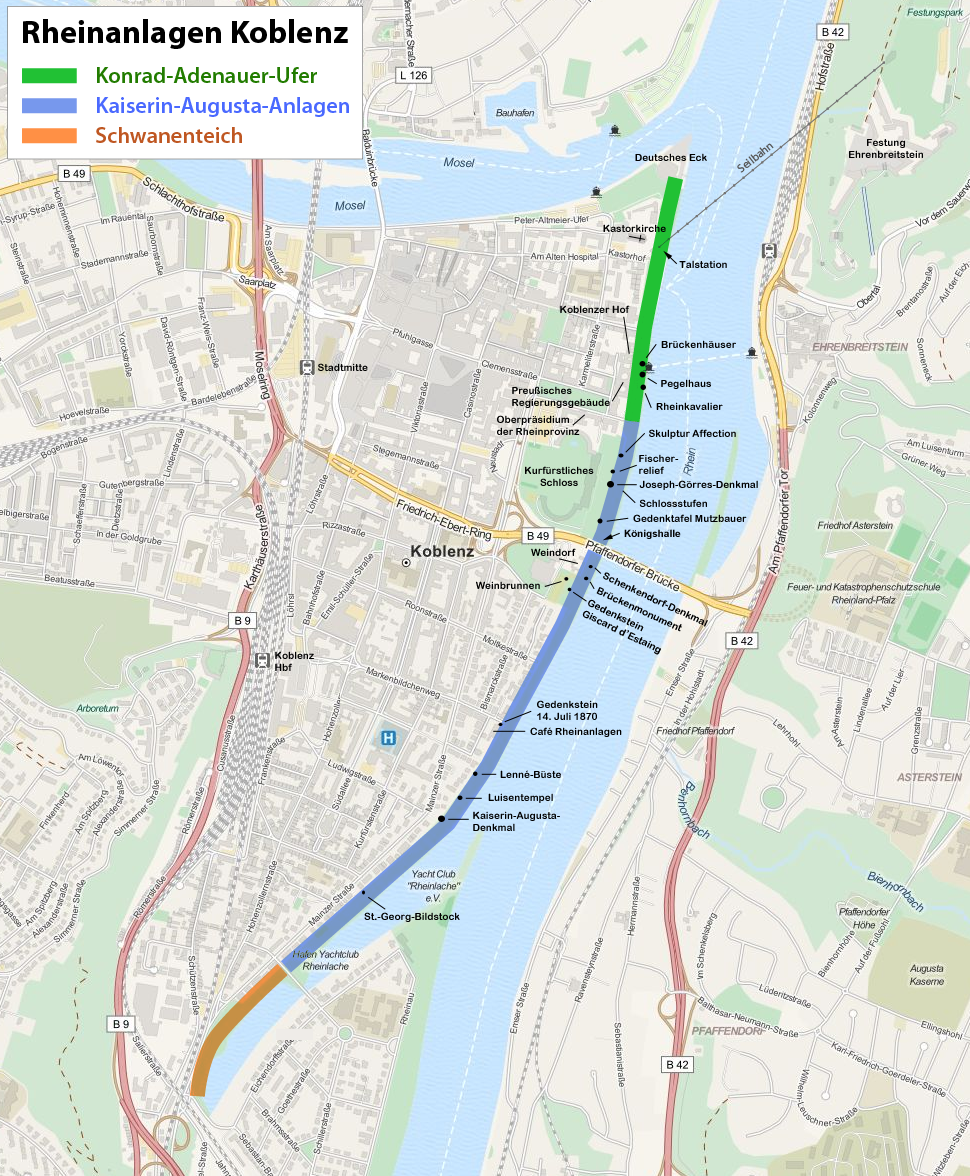
Übersichtskarte der Rheinanlagen

Die Rheinanlagen verlaufen in Nord-Süd-Richtung am linken Rheinufer in Koblenz und haben eine Gesamtlänge von 3,5 km. Dabei durchqueren sie die Stadtteile Altstadt und Südliche Vorstadt. Das nördliche Ende bildet das Deutsche Eck. Von hier verlaufen die Promenaden auf etwa 1 km südwärts über das Konrad-Adenauer-Ufer bis zur Höhe der Stresemannstraße.
Hier beginnt mit den Kaiserin-Augusta-Anlagen der zweite und ältere Abschnitt. Diese verlaufen auf etwa 2 km Länge bis zur Höhe der Mozartstraße, die über eine Brücke zum Stadtteil Oberwerth führt. Ab der Höhe des Kaiserin-Augusta-Denkmals beginnt die Rheinlache, ein alter Rheinarm, der die Südliche Vorstadt von der Halbinsel Oberwerth trennt.
Südlich der Mozartstraße beginnt der sogenannte Schwanenteich, der den südlichsten Abschnitt der Rheinanlagen bildet, mit einer Länge von etwa 500 Metern. Die Promenade endet in Höhe der Sebastian-Bach-Straße am Bahndamm, von wo die linke Rheinstrecke zur Horchheimer Eisenbahnbrücke abzweigt.

## Geschichte

### Der Parc Lezay in der französischen Besatzung

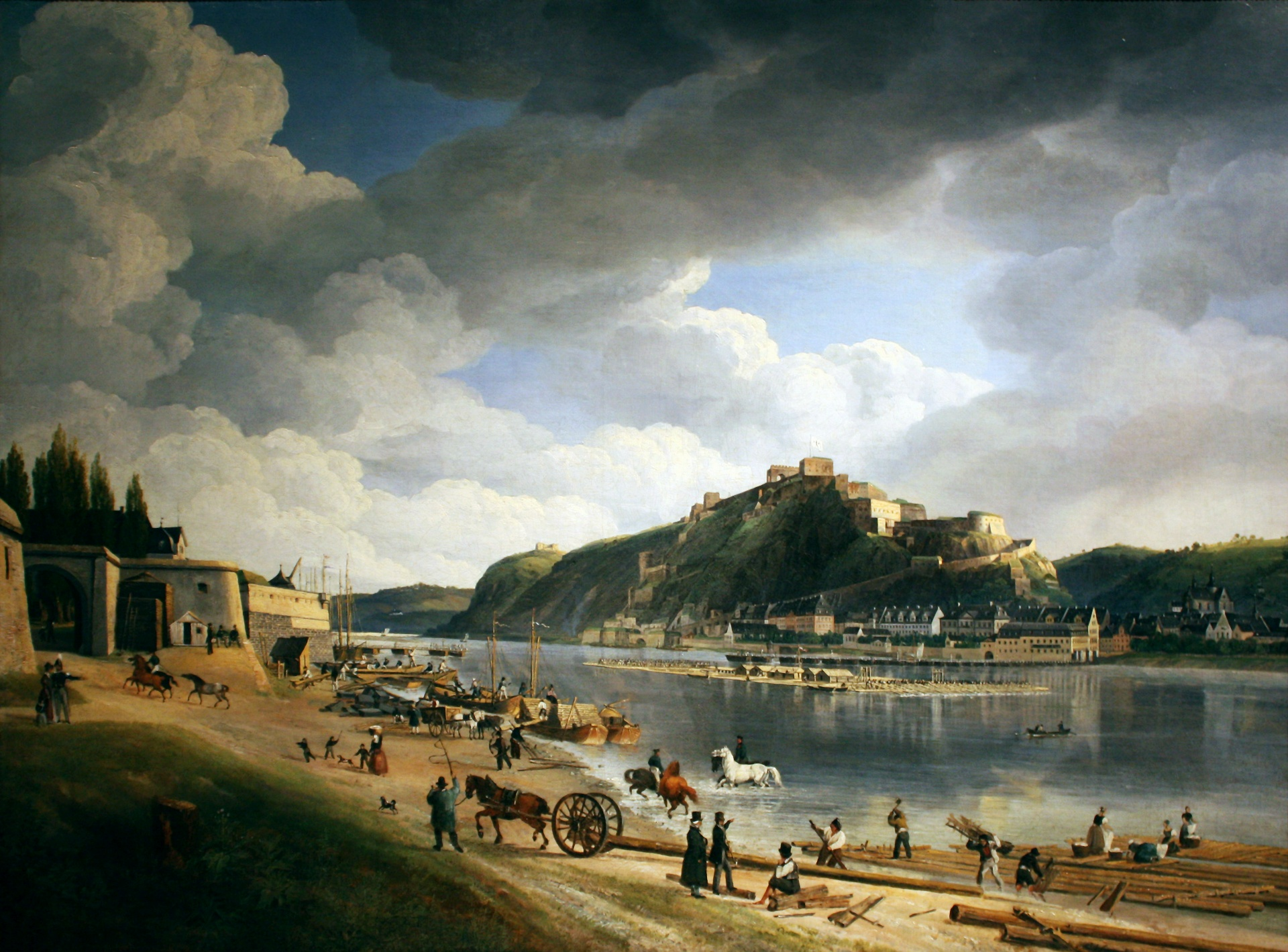
Das Rheinufer südlich des Rheinkavaliers (links) Anfang des 19. Jahrhunderts, im Hintergrund die neu errichtete preußische Festung Ehrenbreitstein, Gemälde von Johann Adolf Lasinsky 1828

Der Gedanke eines Parks am linken Rheinufer wurde erstmals von Adrien de Lezay-Marnésia ab 1809 verwirklicht. Er war bereits der vierte Präfekt (oberster Verwaltungsbeamter) des 1798 eingerichteten französischen Rhein-Mosel-Départements, dessen Hauptort die vier Jahre zuvor während der Koalitionskriege eroberte Stadt Koblenz wurde. Lezay-Marnésia investierte besonders in das Straßennetz sowie den Obstanbau. In allen Mairien (Bürgermeisterämtern) des Departements wurden ab 1809 Baumschulen für Ziergehölze und Obstpflanzungen eingerichtet. Zu diesem Zweck trat die französische Regierung den Küchengarten des Kurfürstlichen Schlosses am linken Rheinufer in Koblenz ab und übergab ihn der Stadt. Diese Baumschule kultivierte unter anderem Ziergehölze und Waldbäume, sodass der Eindruck eines Parks entstand. Am Rheinufer befand sich außerhalb der Stadt wie auf der gegenüberliegenden Seite nur ein Leinpfad, auf dem Pferdegespanne Rheinschiffe flussaufwärts treidelten.
Ein weiterer Park entstand außerhalb der Stadt ebenfalls im Jahr 1809 in ca. 1 km Entfernung rheinaufwärts. Ermuntert durch Lezay-Marnésia erwarb der damalige Maire (Bürgermeister) Johann Dominik Gayer das sogenannte Galgenfeld inklusive des verwilderten Weingartens des 1802 aufgegebenen Benediktinerinnenklosters Oberwerth, um dort den ersten öffentlichen Park der Stadt anzulegen. Der Park wurde durch Lezay-Marnésia als ein forstbotanischer Garten nach Art der Gärten von Antoine de Jussieu angelegt. Primär wurden Weißdornbüsche, Magnolien, Judas- und Obstbäume, Grau- und Silber-Pappeln und Besenginsterbüsche gepflanzt. Durch die verschlungenen Wege entstand der Eindruck einer größeren räumlichen Ausdehnung. Dieser Park erstreckte sich insgesamt etwa vom heutigen Kaiserin-Augusta-Denkmal (damals Mainzer Straße) rheinaufwärts bis zur Laubach, was dem Park zunächst den Namen Plantation de Laubach einbrachte. Um die Pflege kümmerten sich wohlhabende Beamte und Bürger der Stadt. Der Park wurde parzellenweise an diese verteilt, während sich die Besitzer verpflichteten, ihre Parzelle auf eigene Kosten im Sinne Lezay-Marnésias zu pflegen.
Lezay-Marnésia konnte weitere Pläne nicht ausführen, da er am 1. März 1810 nach Straßburg versetzt wurde. Zwei Tage nach seiner Abreise wurde die Plantation de Laubach nach Stadtratsbeschluss in Parc Lezay umbenannt. Schon Lezay-Marnésias Nachfolger Jean Marie Thérèse Doazan wollte den Park nicht erhalten und veranlasste den Verkauf. Maßgeblich dafür war, dass mit Lezay-Marnésia auch viele seiner Beamten die Stadt verließen und dem Parc Lezay zahlreiche Spender fehlten. Der dann geplante Kauf des Parks durch die Stadt Koblenz wurde nicht genehmigt, sodass das gesamte Gelände versteigert werden musste. Das Galgenfeld selbst ging zunächst wieder in städtische Obhut, wurde aber auch 1813 als Gemeindegut verkauft.

### Neuanfang ab 1856

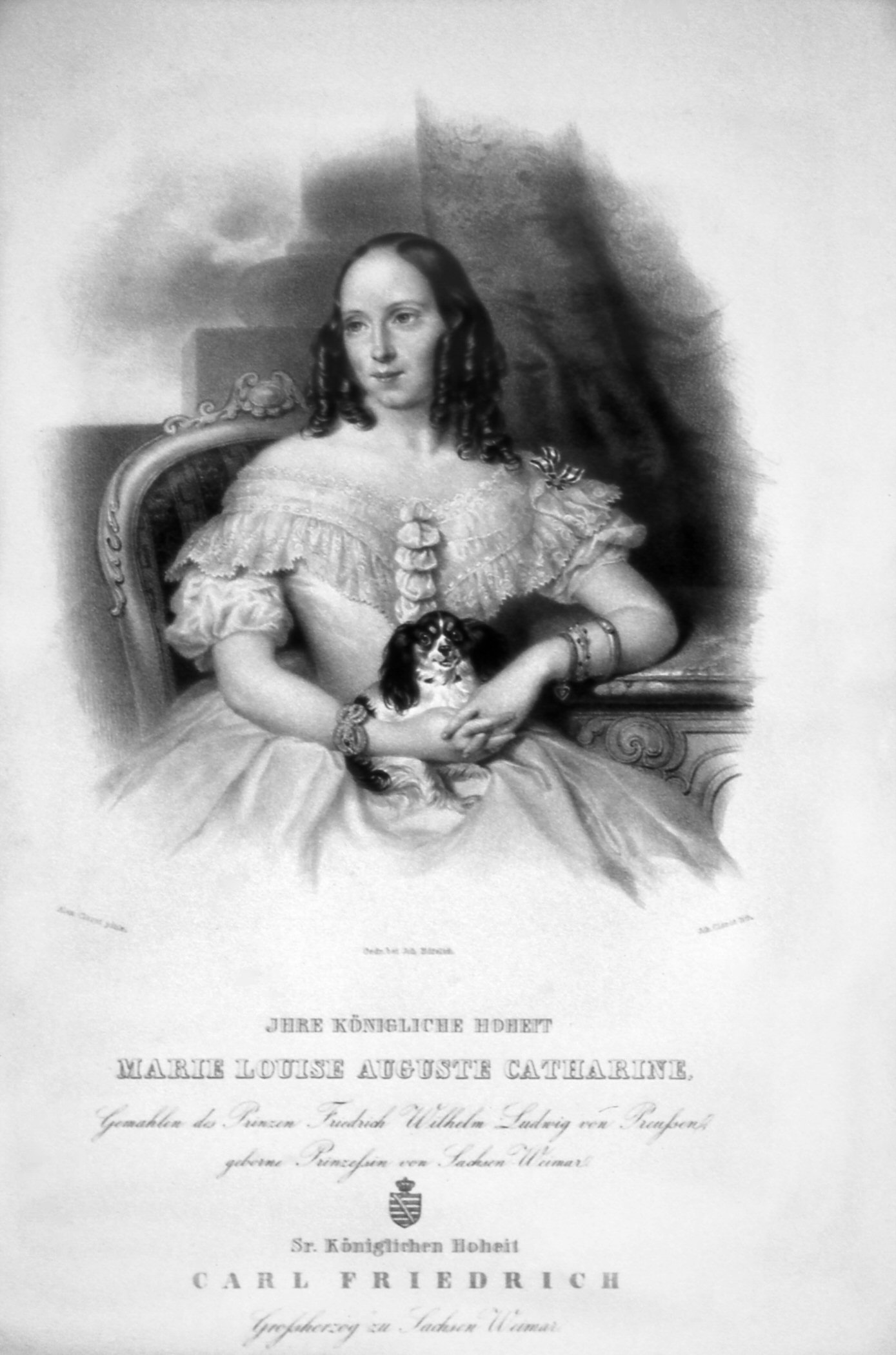
Auguste von Sachsen-Weimar als Prinzessin von Preußen, Lithografie von Clarot um 1830

Als das Königreich Preußen die Stadt Koblenz infolge der Befreiungskriege im April 1814 annektierte, waren der Leinpfad und angrenzende Rabatten die einzigen Spuren des Parc Lezay. Auch nachdem die Annexion 1815 durch den Wiener Kongress rechtskräftig geworden war, fand die neue Verwaltung keinerlei finanzielle Mittel für Volksparks, sodass selbst der Leinpfad am 12. November 1818 in staatliche Obhut gegeben wurde. Laut Oberbürgermeister Abundius Maehler war die Stadt – mittlerweile Hauptstadt der neu gegründeten Rheinprovinz sowie des Regierungsbezirks Koblenz – nicht mal mehr in der Lage, einen Fonds für Blumenanpflanzungen einzurichten. In der Folge verwilderte der vorherige Park und wurde ab 1819 für mehr als dreißig Jahre gewerblich als Holzlagerplatz genutzt. Auch die Koblenzer Baumschule bzw. der alte Küchengarten des Schlosses musste der 1819–1827 erbauten Rheinanschlusskaserne weichen.
Prinz Wilhelm von Preußen wurde 1849 zum Generalgouverneur der Rheinprovinz sowie der Provinz Westfalen ernannt. Er und seine Frau Augusta von Sachsen-Weimar-Eisenach residierten ab 1850 im wiederhergerichteten Kurfürstlichen Schloss zu Koblenz. Dessen Hof sowie die direkt hinter dem Schloss beginnenden Uferstreifen waren zu jener Zeit nur noch als Holzlagerplätze genutzt.
Prinzessin Augusta entwickelte in kurzer Zeit eine besondere Vorliebe für die Region, in der sie jeden Sommer für längere Zeit residierte, auch nachdem sie Königin geworden war. Um ihr eine Spielmöglichkeit zu geben, ließ Augusta für ihre Tochter Luise 1856 eine mit Weiden umrankte Steinbank an der Stelle errichten, wo die Mainzer Straße auf den Rhein trifft. Dieser Spielplatz war der Beginn des Volkspark Rheinanlagen. Zu diesem Zweck beorderte sie noch im selben Jahr den preußischen Gartenbaumeister Peter Joseph Lenné als Protektor sowie Hermann Fürst von Pückler-Muskau als Berater. Peter Weihl aus Neuwied setzte die Ideen als zuständiger Garteninspektor in die Tat um. Der Park wurde 1861 offiziell fertiggestellt, lange vor Aufhebung der Rayonbeschränkungen und Anlage der Südlichen Vorstadt. Noch lange danach wurden Statuen und Denkmäler sowie Beete und Baumgruppen hinzugefügt.

#### Lennés Gartenbaukonzept

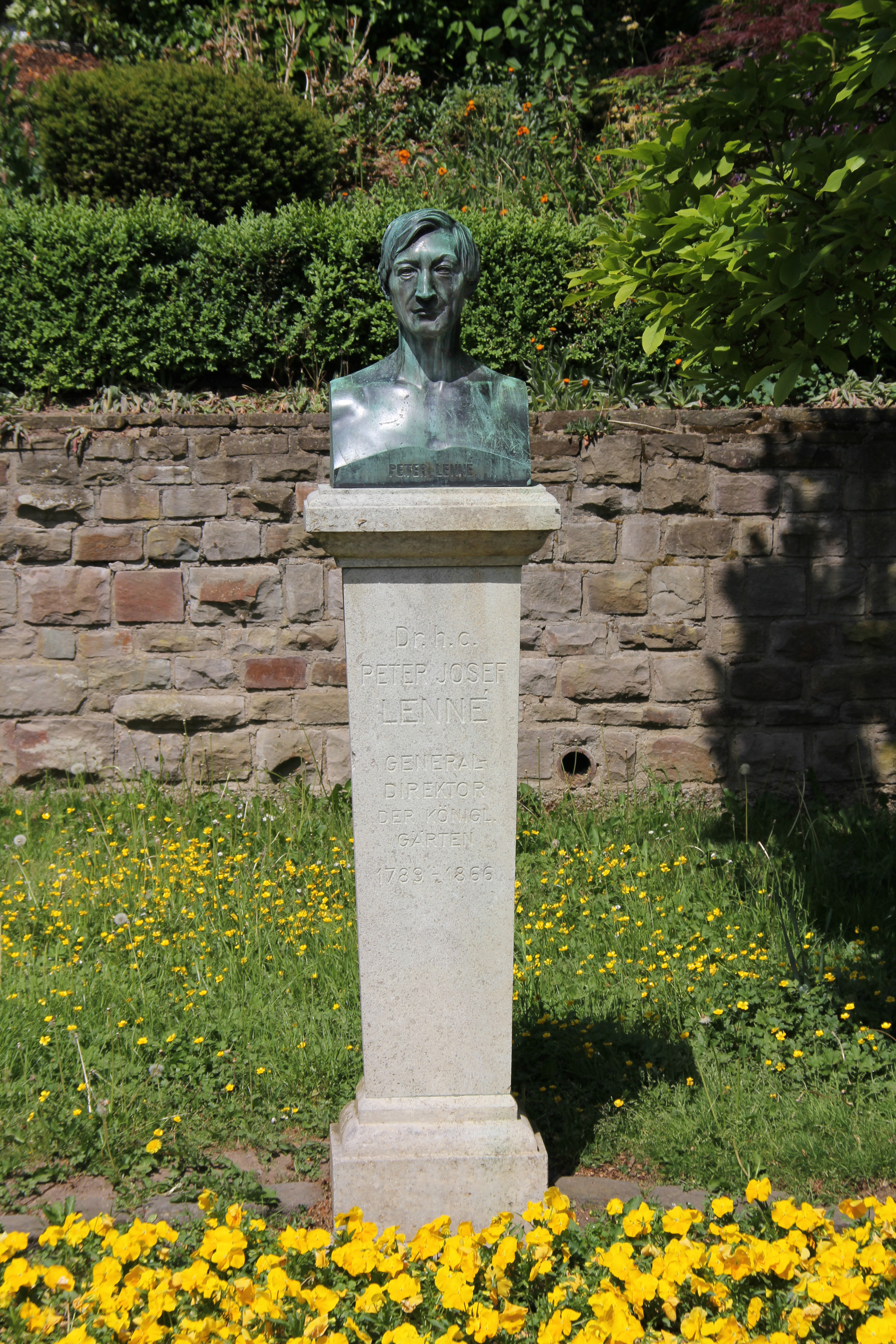
Büste von Peter Lenné in den Rheinanlagen

Die Ausgangssituation, der verwilderte Uferstreifen, war schwierig für die Gestaltung eines Parks. Es fehlte eine ältere gärtnerische Grundlage, auf die sich hätte aufbauen lassen können. Das Parkgelände musste nicht nur neu angekauft, sondern auch grundsätzlich neu geplant werden. Die bestehenden Grundstücke wurden von Augusta erworben. Zudem schuf die preußische Rheinstrombauverwaltung durch Aufschüttungen am Ufer zusätzlichen Platz.
Lenné gehört mit Hermann Fürst von Pückler-Muskau und Friedrich Ludwig von Sckell zu den größten deutschen Übersetzern des Englischen Landschaftsgartens. Ziel dieses Stils war es, nicht mehr die bis dahin vorherrschende mathematische Strenge der Blumenbeete und Hecken zu verwenden und sich bei der Gartengestaltung mehr nach dem zu richten, was die Natur an Ausblicken zu bieten hat. So wurden natürlich wirkende Teiche und sich schlängelnde Wege angelegt. Neben den politischen Aspekten – immer wieder wurde der neue Stil zu Interpretationen des Gegensatzes von Absolutismus und Aufklärung herangezogen – und wirtschaftlichen Gesichtspunkten war für Lenné das wachsende naturwissenschaftlich-botanische Interesse treibende Kraft des Landschaftsgartens. Wirtschaftlich deshalb, da in die Natur weniger eingegriffen wurde, was weniger Geld verschlang. In all seinen Werken plante er große ungeteilte Rasenflächen, kulissenartig gestellte Baum- und Strauchgruppen, Systeme von Wegen, die das gesamte Kunstwerk erschließen und die Besucher zu langen Spaziergängen einladen sollten, und plante kleine Gartenwirtschaften mit ein. Die von ihm bevorzugten Baumarten Kastanien, Pappeln, Eschen, Blutbuchen, Weide und Magnolien wurden auch in den Rheinanlagen angepflanzt.
Der Hauptzugang zum Park lag an einem Rondell auf Höhe des Knicks der Mainzer Straße, wo später das Kaiserin-Augusta-Denkmal aufgestellt werden sollte. Nach Aufgabe des Pionierübungsplatzes auf der Rheininsel Oberwerth wurde ein Zubringerdamm für die 1879 fertiggestellte Horchheimer Eisenbahnbrücke gebaut. Mit Entstehung von Rheinlache und Schwanenteich verlor das Oberwerth seinen Inselcharakter. Der Park wurde danach in Höhe des Schwanenteichs verlängert und erlangte seine heutige südliche Ausdehnung.

#### Unterhaltung und Pflege bis 1902
Der Unterhalt der Rheinanlagen wurde noch vor der Eröffnung 1861 vertraglich geregelt. Am 4. August 1860 schloss die Stadt Koblenz mit dem Oberpräsidium der Rheinprovinz als Besitzer der Flächen einen Vertrag, um die Anlagen in ihrer Ausdehnung von 1860 mit allen Plätzen, Beeten, Rasenflächen und Bänken zu schützen. Die Stadt Koblenz verpflichtete sich darin, den Kernbereich zu erhalten und sagte sich von allem Eigentumsrecht an den angrenzenden Gebäuden (Kasernen etc.) los. Die Stadt war außerdem verpflichtet, die Anlagen in Zusammenarbeit mit der Rheinstrombauverwaltung bis zum Pionierübungsplatz zu erweitern. Im Gegenzug sollte das Oberpräsidium die Einhaltung der städtischen Pflichten überwachen und die Rheinanlagen unentgeltlich betreiben. Zusätzlich beteiligte sich das Oberpräsidium mit einer Beihilfe von 4000 Talern, deren Zinsen die Pflege und Erweiterung ermöglichen sollten.
Um diesem Vertrag gerecht zu werden, veranlasste Königin Augusta die Gründung eines fünfköpfigen Komitees zur Pflege der Anlagen. Ihm gehörten neben Oberbürgermeister Hubert Josef Cadenbach auch der Vizepräsident der Rheinprovinz sowie der Stadtkommandant an. Dem Komitee zur Seite trat der am 31. März 1870 gegründete Verschönerungsverein. Er bestand im Wesentlichen aus Stadtverordneten und Offizieren.
Vom 25. April desselben Jahres an reglementierte eine neue Polizeiverordnung die Benutzung der Anlagen. Beispielsweise verbot sie bei Geld- und Freiheitsstrafen, die Rasenflächen zu betreten. Die gärtnerischen Arbeiten wurden von 1865 bis 1902 nebenamtlich von insgesamt vier Hofgärtnern übernommen.

#### Politisierung ab 1870

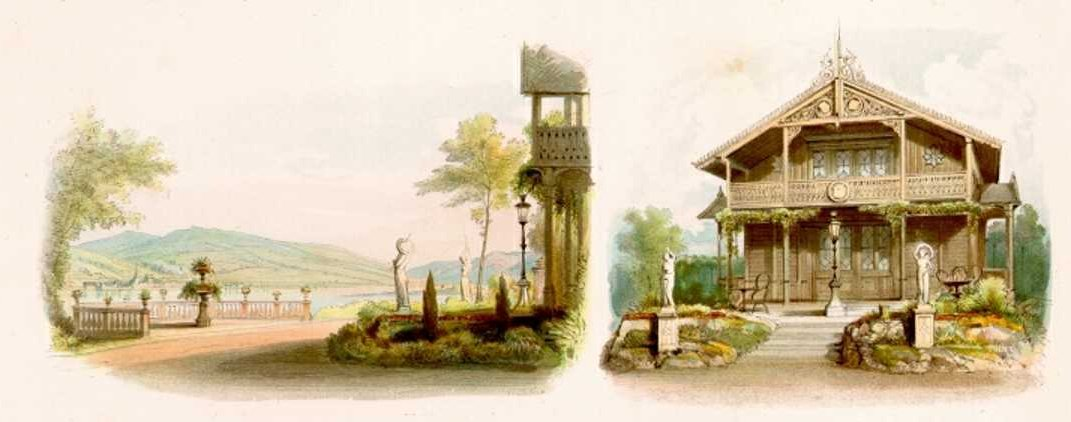
Die Trinkhalle um 1866

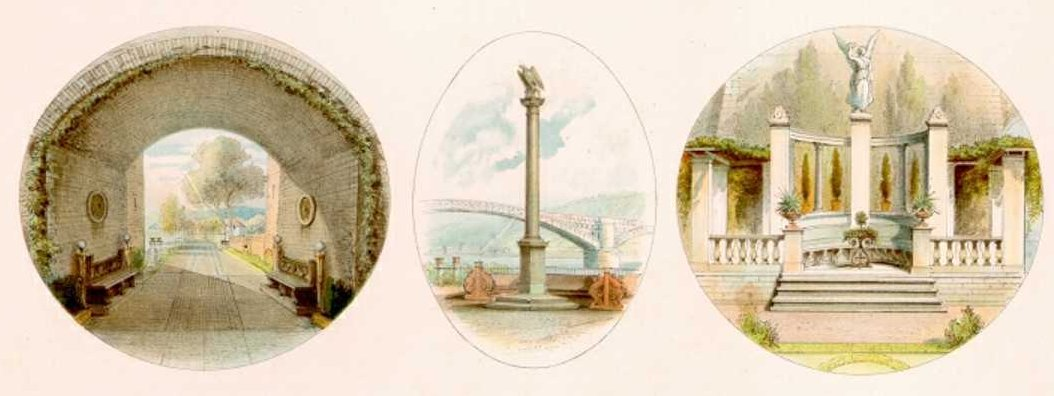
Beispiele für den historisierenden Park: Die Königshalle (links), das Brückenmonument (Mitte) und der Venusplatz (rechts)

Mit dem Sieg im Deutsch-Französischen Krieg 1871 und der sich anschließenden Reichsgründung erfasste das neue Deutsche Reich ein Nationalgefühl, das mit dem Historismus zu einem neuen Kunst- und Baustil führte. Zahlreiche Parks und Gärten im Reichsgebiet wurden historisiert. In Koblenz entstand in diesem neuen Stil ein ganzer Stadtteil und zahlreiche neue Gebäude am späteren Konrad-Adenauer-Ufer.
Der Volksparkgedanke der Rheinanlagen musste zugunsten der verstärkten Repräsentation und Monumentalität zurücktreten, verschwand aber nicht gänzlich, denn Kaiserin Augusta beharrte auf dem Ideal des Volksparks. Daher setzte die große Denkmalsflut erst nach Augustas Tod 1890 ein. Aber auch vorher schon wurden nicht mehr kleine, bürgernahe Statuen aufgestellt, sondern wuchtige und blickfangende, die das deutsche Herrscherhaus darstellten. Zusätzlich wurde die unmittelbare Umgebung der Objekte miteinbezogen, um die Wirkung zu verstärken. In diese Zeit fallen beispielsweise das Reiterstandbild von Kaiser Wilhelm I., die „Die Wacht am Rhein“, das Brückenmonument und das Kaiserin-Augusta-Denkmal. Auch die neugeschaffenen Partien am Schwanenteich betonen die deutsche Landschaft.

### Erweiterung nach der Stadtentfestigung 1890

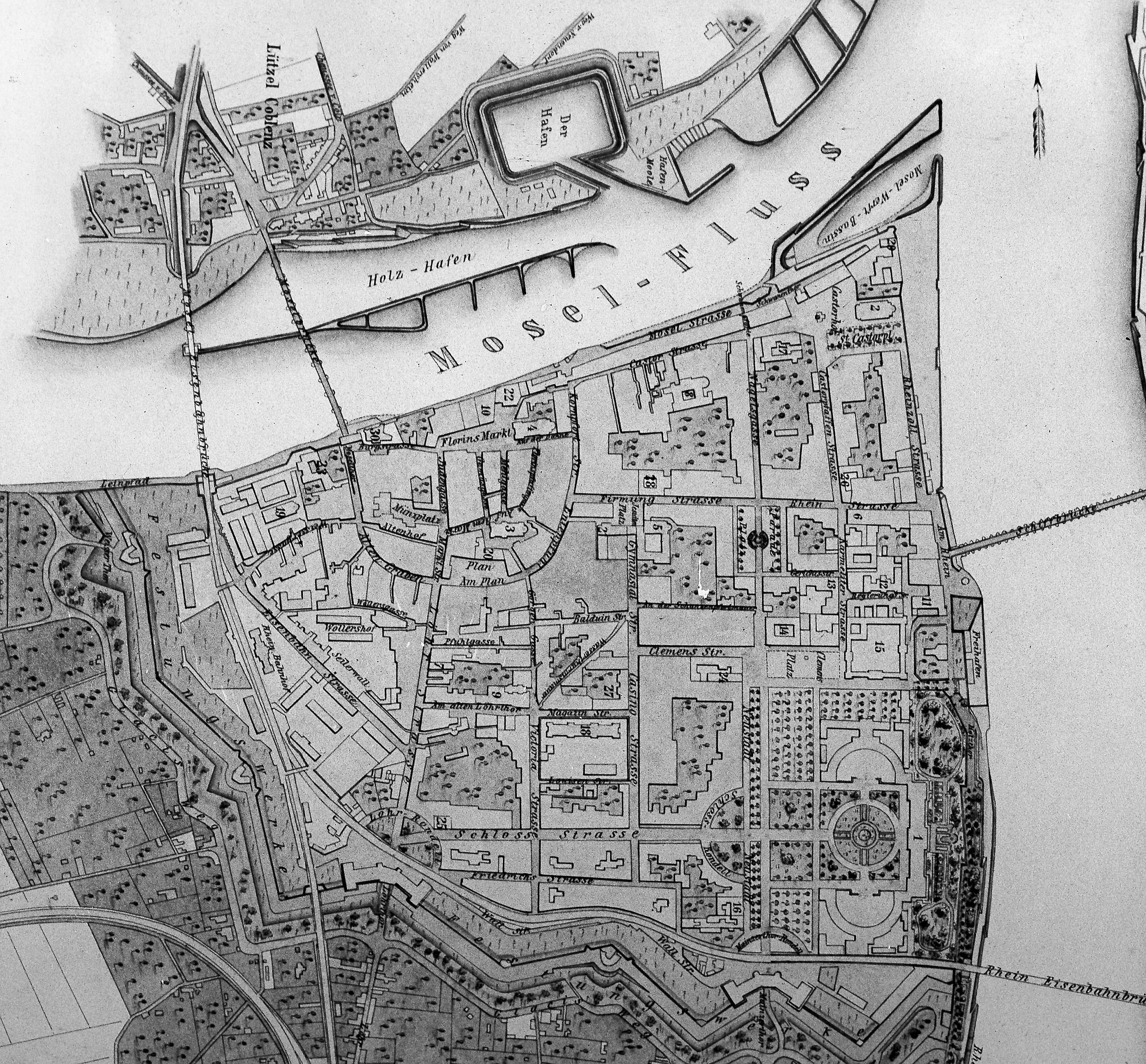
Karte der Stadtmauer bis 1890. Rechts im Bild der Rhein mit Fließrichtung nach oben

Nach Order des reichsdeutschen Militärkabinetts vom 13. März 1890 wurden die mittlerweile strategisch völlig unsinnigen Festungsanlagen mit wenigen Ausnahmen sowie die Stadtmauer aufgegeben. Die Stadtmauer umschloss die Stadt entlang des Rhein- und Moselufer sowie auf einer Linie zwischen diesen beiden Flüssen durch die heutigen Stadtteile Südliche Vorstadt, Goldgrube und Rauental. Noch im selben Jahr erwarb die Stadt die Stadtmauern entlang Rhein und Mosel zum Preis von 14 842 Goldmark und legte sie teils bis zur Brusthöhe, teils ganz nieder. Da auch das Bebauungsverbot (Reichsrayongesetz) vor dem Stadtwall fiel, konnte das Stadtgebiet nun nach Süden expandieren und es entstand mit der Südlichen Vorstadt ein neuer Stadtteil. Dabei integrierte er die Kaiserin-Augusta-Anlagen, welche an der alten Stadtbefestigung (heute Stresemannstraße) endeten. Ihren Namen erhielten die Anlagen 1891 nach ihrer Schöpferin. Von der Stadtmauer blieb am Rheinufer nur ein Holztor übrig.
Auch am Rheinufer innerhalb des Stadtgebietes ließ die Stadtentfestigung einen Uferstreifen von 1 km Länge von der Moselmündung bis zur Stresemannstraße frei werden. Die Basilika St. Kastor und das Deutschherrenhaus an der Moselmündung bildeten bis zur Errichtung des Reiterstandbilds von Kaiser Wilhelm I. 1897 den Abschluss der Stadt. Damit ging auch die Bezeichnung „Deutsches Eck“ auf das Reiterstandbild über. Den übrigen Ausbau dieses Abschnitts der Rheinfront zu einem Park übernahm im Sommer 1906 das Gartenbauunternehmen „Gebrüder Siesmayer“. Die Rheinanlagen wuchsen damit auf eine Länge von 3,5 km an, wobei die Kaiserin-Augusta-Anlagen nach wie vor am Holztor an der Stresemannstraße endeten.
Der Koblenzer Verschönerungsverein erwarb 1897 das Gelände zwischen der Laubach und dem Eisenbahnübergang an der Horchheimer Eisenbahnbrücke von der Rheinstrombauverwaltung. Dieses Gelände war bereits ein Jahr später als Park hergerichtet und schloss die Rheinanlagen an den Koblenzer Stadtwald an.
Auch zahlreiche repräsentative Gebäude entstanden längs des Uferstreifens zwischen Deutschem Eck und Stresemannstraße bzw. kurfürstlichem Schloss. Im direkten Anschluss daran wurde das neubarocke Oberpräsidium der Rheinprovinz von 1907 bis 1910 errichtet. Rheinabwärts benachbart ist der Neubau des 1901 abgebrannten und 1906 wiedereröffneten Verwaltungssitz Koblenzer Regierungsbezirks, genannt „Preußische Regierung“. Wilhelm II. hat die Pläne 1902 nach seinen Vorstellungen korrigiert. An das Regierungsgebäude anschließend entstanden zwischen 1911 und 1913 mehrere repräsentative Hotelbauten: Die bekanntesten und größten unter ihnen waren der „Koblenzer Hof“, der „Riesen-Fürstenhof“ und das „Bellevue“. Nur wenige Meter hinter der Basilika St. Kastor befand sich seit 1838/39 die von Johann Claudius von Lassaulx konzipierte „Mädchenschule von St. Kastor“. Sie wurde 1911 in das „Museum für Naturkunde und Kulturgeschichte der Rheinlande“ umbenannt. Eine Erweiterung fand 1912/1913 statt, während der Wiederaufbau nach dem Krieg erst in den 1980er Jahren abgeschlossen wurde.
Im Jahr 1911 betrug die Ausdehnung der Kaiserin-Augusta-Anlagen in ihrer Gesamtheit vom im selben Jahr eingerichteten Schwanenteich (Erweiterung im Süden) bis zum Pegelhaus insgesamt 86.500 m²; sie wiesen einen Grundstückswert von 216.850 Mark aus.

### Pflege unter den „Gebrüdern Siesmayer“ 1902 bis 1916
Obwohl zur Pflege jährlich fast 16.000 Goldmark zur Verfügung standen, bemängelte das „Comitee zur Pflege der Rheinanlagen“ am 7. Juli 1902 den einer Touristenmetropole unwürdigen Zustand der Rheinanlagen. Die ehrenamtlichen Hofgärtner konnten die Pflege der ca. 60.000 m² großen Kaiserin-Augusta-Anlagen nicht mehr ausreichend erfüllen. Auf Anregung des Comitees verpflichtete die Stadt Koblenz daher das Frankfurter Gartenbauunternehmen „Gebrüder Siesmayer“ (gegründet von Heinrich Siesmayer). Das Unternehmen war damals u. a. mit der Pflege der Gartenanlagen in Bad Ems, Wiesbaden, Nauheim und Homburg betraut. 1907 war es noch eine Fläche von 62.558 km².
Ein Dreijahresvertrag vom 16. Juli 1902 übertrug dem Unternehmen die Unterhaltungsarbeiten ab 1. Oktober 1902 für eine jährliche Zahlung von 17.200 Goldmark. Die Pflege sämtlicher Fuß- und Fahrwege samt Zubehör, freie Plätze, Rasenfläche, Baum-, Gehölz-, Blumen- und Rosengruppen, Teppichbeete, Beeteinfassungen, Holzbänke sowie aller figürlichen Gruppen, Vasen, Ornamente, Bänke und der Betrieb von Bassins und Brunnen wurden geregelt. Dieser Vertrag wurde am 30. August 1905 um ein Jahr verlängert. Dabei wurde die Vertragssumme um 300 Mark erhöht, obwohl sich auch andere Unternehmen beworben hatten. Am 1. August 1906 folgte eine weitere Verlängerung um sechs Jahre, wobei die jährliche Zahlung der Stadt Koblenz wegen der größeren Fläche der Rheinanlagen nun 24.700 Mark betrug. Danach wurde der Vertrag stillschweigend jeweils zwei Jahre fortgeführt.
Die „Siesmayers“ – so wurde die Firma wegen ihrer Popularität genannt – sorgten dafür, dass die Kaiserin-Augusta-Anlagen vielerorts ihren früheren freundlichen Charakter zurückerhielten: Wiesen wurden vergrößert, Baumbestände lichter und zu enge Wege verbreitert. Exemplarisch gilt hier die Gestaltung des Schwanenteiches. Es wurden Informationstafeln, Parkbänke, Drahteimer und in der Nähe des Schlosses und des Kaiserin-Augusta-Denkmals Gaslaternen aufgestellt. Teilweise wurden selbst historistisch-nationalistische Veränderungen in der Umgebung von Denkmälern und Statuen rückgängig gemacht. Beispielsweise fällt die Umgestaltung des Rheinkavaliers von einem Bastionsturm in eine Aussichtsplattform in diese Zeit.

### Pflege unter der Garten- und Friedhofsverwaltung 1916 bis 1933
Im Juli 1916, kurz vor der vierten turnusmäßigen Verlängerung mit den „Gebrüdern Siesmayer“, beschloss die Stadtverordnetenversammlung auf Anraten von Anlagenkommission und dem Einverständnis der Friedhofs- und Finanzkommission die Gründung einer eigenen Garten- und Friedhofsverwaltung. Zum 1. Oktober 1916 wurde der Vertrag mit den „Gebrüder Siesmayer“ gekündigt. Der neu einzustellende Direktor sollte jährliches Gehalt von 6.000 Mark beziehen, wovon je 3.000 Mark auf Friedhof und öffentliche Anlagen verrechnet werden sollte. Schon im September wurde der Hildesheimer Gartenarchitekt Staehle bestellt, der am Neujahrstag 1917 sein Amt antrat.

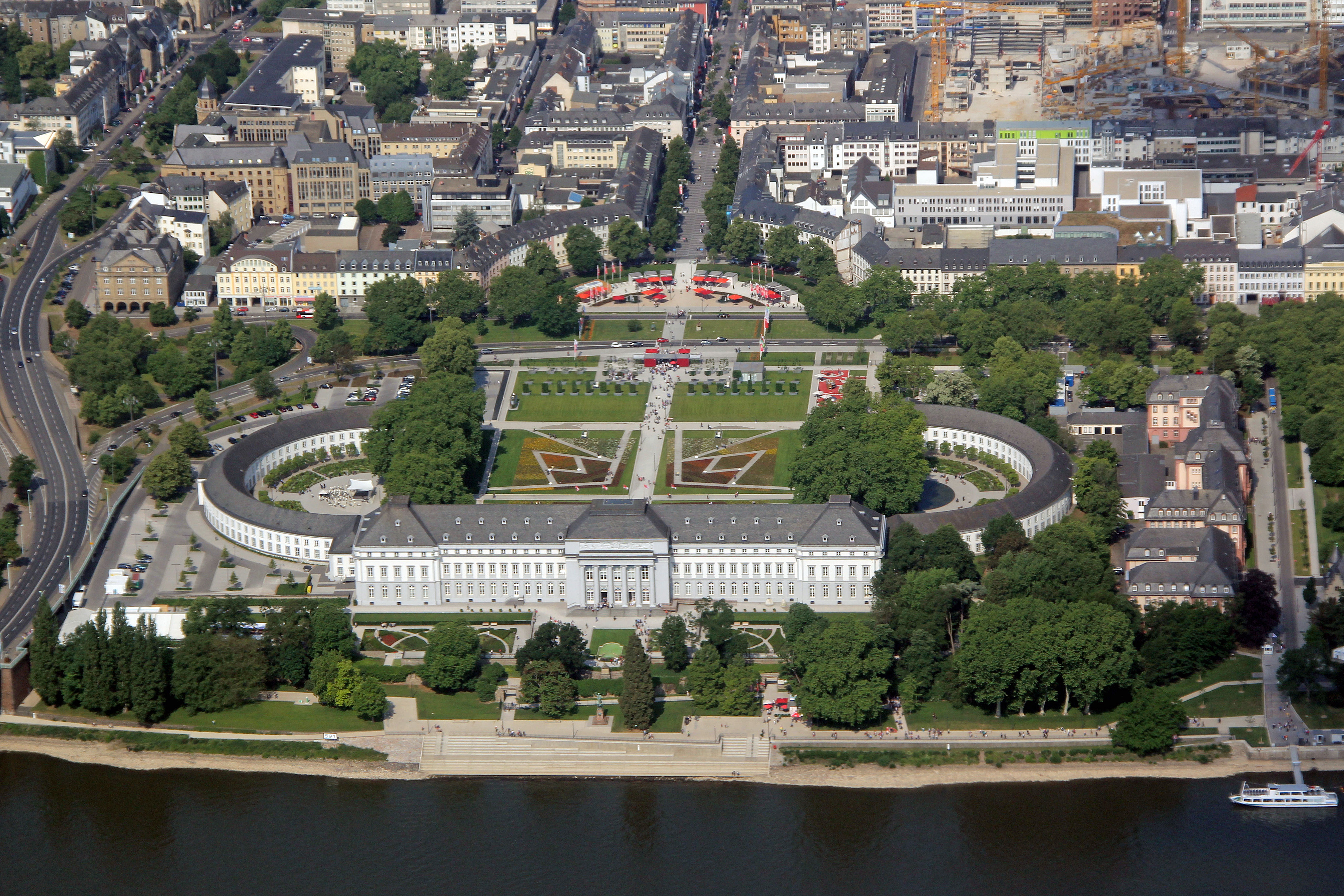
Das Kurfürstliche Schloss, im Vordergrund der Rhein sowie die Rheinanlagen mit dem Joseph-Görres-Denkmal und den Schlossstufen

Bedingt durch den Ersten Weltkrieg und die folgende Inflation gab es keine größeren Änderungen oder Erweiterungen. Zudem war Koblenz durch amerikanische Truppen besetzt. Einzig das Fischerrelief, ein Geschenk des „Preußischen Ministeriums der Geistlichen und Unterrichtsangelegenheiten“ sorgte für Proteste, da die Figuren mit entblößten Geschlechtsteilen dargestellt wurden. Die folgende Zeit war gekennzeichnet durch die Finanzkrise: Zerstörte und alte Figuren, Postamente und Sitzbänke wurden nicht mehr ersetzt, sondern der Kosten wegen entfernt, einige Springbrunnen zu Sandkästen umfunktioniert.
Als nach dem Ersten Weltkrieg das Kurfürstliche Schloss verstaatlicht wurde, regte der Finanzausschuss am 4. Februar 1920 zum ersten Mal die Beseitigung der Schlossmauer an, um dadurch den Schlossgarten in die Kaiserin-Augusta-Anlagen zu integrieren. Der Antrag wurde von Staehle und der amerikanischen Besatzungsmacht abgelehnt, unter anderem um den Schlossgarten auch weiterhin abschließen zu können und um in ihm ungestört Gartenfeste abhalten zu können.
Am 8. Juli 1921 verstarb Staehle, woraufhin die Abteilungen Anlagen und Friedhof der Oberleitung des Tiefbauamtes unterstellt wurden. Erst mit der Berufung von Staehles Nachfolger Hans Wilhelm Mutzbauer im Jahr 1955 wurde dieses Provisorium aufgelöst.
Nach dem Höhepunkt der Inflation 1923 wurde Koblenz bis 1925 wieder eine Hochburg des Fremdenverkehrs. Zahlreiche Ausstellungen und Konferenzen verstärkten die Bemühungen der Stadt, wie beispielsweise die vom 8. August bis zum 13. September 1925 dauernde „Reichsausstellung Deutscher Wein“. Sie fand im Rahmen der Feierlichkeiten zur 1000-Jahr-Feier des Rheinlandes statt. Zu diesem Zweck wurde das Weindorf angelegt.

### Zeit des Nationalsozialismus
Am 16. März 1939 genehmigte die Ratsherrenversammlung Umbau- und Modernisierungspläne des Wiesbadener Gartengestalters Wilhelm Hirsch. Sie hatten einen Umfang von 300.000 Reichsmark und gehen auf eine Initiative des Oberbürgermeisters Otto Wittgen zurück, der sich wegen des Ulmensterbens besorgt zeigte. Die Pläne umfassten im Einzelnen acht Abschnitte zwischen Pegelhaus und Schwanenteich, wovon die ersten beiden sofort und die restlichen nach dem Krieg ausgeführt werden sollten. Um Denkmäler, angrenzende Gärten und Bäume besser zur Geltung kommen zu lassen, sollten Beete zugunsten von mehr Rasenfläche aufgelöst und Bäume freigestellt werden. Von diesen Plänen wurde tatsächlich kein einziger ausgeführt, sie gerieten nach dem Krieg in Vergessenheit.
Das Teilstück der Kaiserin-Augusta-Anlagen zwischen Wilhelmstraße und Luisenweg wurde während der Amtszeit von Theodor Habicht am 3. November 1938 in „SA-Ufer“ umbenannt.
Die Plastik des Joseph-Görres-Denkmals, die Reiterstatue am Deutschen Eck, die Max-von-Schenkendorf-Denkmal und die Büste von Peter Joseph Lenné sollten gemäß einer Liste des Reichsministeriums für Rüstung und Kriegsproduktion als Spende für die deutsche Rüstung eingeschmolzen werden. Das Engagement des seit 1940 amtierenden Oberbürgermeisters Nikolaus Simmer bewirkte aber, dass die Denkmäler am 29. September 1942 freigestellt wurden.

### Verwüstungen durch die Luftangriffe auf Koblenz

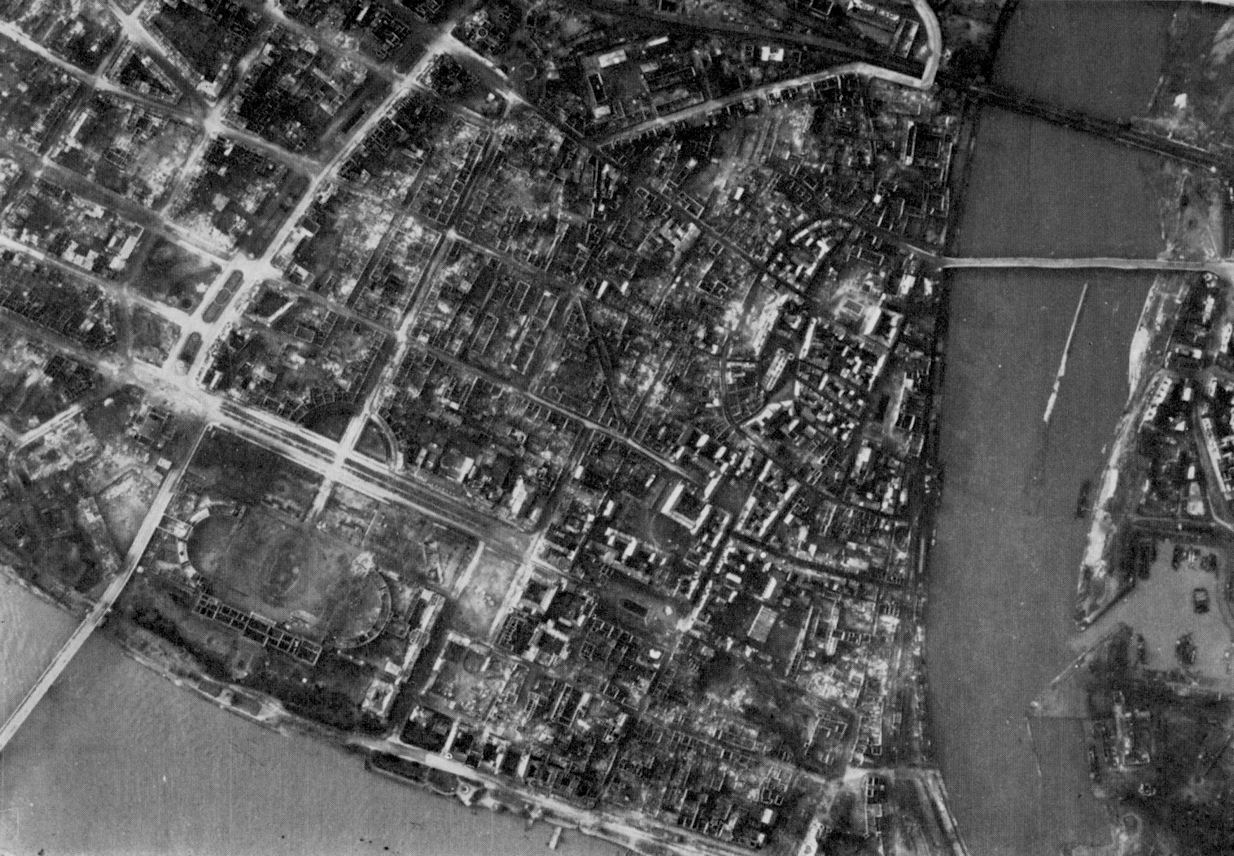
Britische Luftaufklärung nach dem verheerenden Luftangriff auf Koblenz vom 6. November 1944, die Bebauung entlang des Rheins liegt in Trümmern

Durch die Luftangriffe auf Koblenz im Zweiten Weltkrieg wurden viele Gebäude entlang der Rheinanlagen zerstört oder schwer beschädigt. Dabei sind auch viele Objekte der prunkvollen Ausstattung des Parks verloren gegangen. Einige der historischen Gebäude, wie beispielsweise das Kurfürstliche Schloss, der Koblenzer Hof oder das Weindorf, wurden vereinfacht wieder aufgebaut. Das Preußische Regierungsgebäude war eines der wenigen Gebäude, die den Krieg unbeschädigt überstanden haben. Nach dem Krieg mussten ganze Züge der Bebauung komplett neu errichtet werden, ebenso wie die Bepflanzungen des Parks.

### Nach dem Zweiten Weltkrieg
Kurz nach dem Krieg, in dem die Stadt über 3116 Wohnungen, 1000 Einwohner und über 10.000 Bäume verloren hatte, versuchten die Stadtväter, Koblenz wieder einmal zum Zentrum des touristischen Verkehrs werden zu lassen. Im Generalbebauungsplan von 1946 und den Bebauungs- und Wiederaufbauplänen von 1947, die Koblenz’ Ausbau zur schönsten Rheinuferstadt vorsahen, wurde der Rheinfront eine hervorgehobene Stellung zugedacht. So sollten das Weindorf und die Trinkhalle wiederaufgebaut und der Park des Schlosses in die Rheinanlagen einbezogen werden. Dort sollten in den ehemaligen Stallungen Musiktempel und Kaffeehäuser die Spaziergänger anlocken. Dazu wurde 1956 ein 14 m breiterer und insgesamt längerer Weg durchgesetzt, in dem man am Flussufer Aufschüttungs- und Begradigungsmaßnahmen durchführte. Für die neugeschaffene Bundesanstalt für Gewässerkunde entstand 1952 in den Kaiserin-Augusta-Anlagen ein Verwaltungsgebäude mit einem zum Rhein gerichteten Portikus.
Die konkrete Planung wurde erst mit der Berufung Hans Wilhelm Mutzbauers zum Direktor des Garten- und Friedhofsamtes am 15. Januar 1950 eingeleitet. Hauptanliegen für die Arbeit der Planungsgruppe der Neugestaltung der Rheinanlagen war im Juni 1950: „Keine gärtnerischen Spielereien sollen von dem eindrucksvollen, rheinischen Landschaftsbild ablenken. Die zu verwirklichende ‚typische deutsche Gartengestaltungsidee‘ soll vielmehr den Blick auf die Pfaffendorfer Rheinfront untermalen. Langzeilige Alleen, undurchdringliche Busch- und Heckengruppen sollen zurückgedrängt, und Beschattung durch dichtstehende, verschiedenartige Bäume erreicht werden.“
Bis 1983 wurden so die Gebiete vom Schwanenteich bis zur Umgebung der Operettenbühne, von dort die gesamte Promenade bis zum Deutschen Eck neu gestaltet. Die Operettenbühne wurde 1950 in der Nähe des Kaiserin-Augusta-Denkmals angelegt, aber schon 1970 die letzte Vorstellung gegeben und die Bühne wegen eines klagenden Anwohners gerichtlich innerhalb von acht Jahren abgerissen.
Für den Bereich Schwanenteich plante Mutzbauer einige Instandsetzungsarbeiten und Wegausbesserungen. Außerdem sollte ein weiterer Kinderspielplatz auf dem früheren Steingarten angelegt werden. Ansonsten sollten die Anlagen um den Schwanenteich in ihrem derzeitigen Zustand erhalten bleiben, um den waldartigen Ausdruck zu erhalten. Die Kosten sollten jedoch 85.000 DM nicht übersteigen. Allerdings ließ der relativ „verwilderte“ Zustand die Koblenzer nicht zur Ruhe kommen. Immer wieder wurde zwischen 1950 und 1955 das Erscheinungsbild in der lokalen Presse angeprangert:

„Dieser Teil ist bis heute immer stiefmütterlich behandelt worden. Wildwuchernde Pflanzen säumen das Ufer, Laub- und Reisigmassen verfilzen die Uferbefestigungen. Es ist keine Bank vorhanden und die Mütter mit ihren Kinderwagen müssen mit der Wiese vorlieb nehmen. Auch der Schwanenteich selbst sollte einmal generalgereinigt werden, denn das brackige, schmutzige Wasser des Teiches ist Ursache des großen Fischsterbens im Schwanenteich. Viel Arbeit muß deshalb angewandt werden, soll das Anlagenstück zwischen Oberwerther Brücke und Horchheimer Eisenbahnbrücke dem Ansehen der übrigen Anlagen ähnlich werden.“

Nach provisorischen Reinigungsarbeiten Ende 1955 wurden lediglich Wegverbesserungen und die Herstellung der anliegenden Grünflächen am 14. November 1960 für 34.560 DM in einem ersten Bauabschnitt vergeben. Erst am 20. Juli 1965 waren die Planungen des zweiten Bauabschnitts beendet. Man sah die Fortführung der Promenade bis zur Mainzer Straße in Höhe der Bahnüberführung sowie die Verbreiterung des Weges bis zum Sportpark Oberwerth und weiter bis nach Stolzenfels. Es waren 10.000 m² Rasen- und 4 300 m² Gehölzfläche vorgesehen. Das ursprünglich auf 85.000 DM angeschlagene Projekt belief sich nun auf 239.500 DM, wobei es bis heute zu keinem Ausbau kam.
Der Anlagenteil von der Oberwerther Brücke bis zum Schlossgarten war innerhalb von sechs Jahren abgeschlossen. Nachdem 1950 mit 3000 DM einige Verschönerungsarbeiten in der Nähe der Trinkhalle durchgeführt worden waren, bekam dieser sehr beliebte Anlagenteil mit dem „Café Rheinanlagen“ und der Auflösung einer langen Allee ein neues Gesicht. Die von Krankheit befallenen Ulmen wurden entfernt und durch verschiedene Bäume wie die zum ersten Mal in den Koblenzer Rheinanlagen angepflanzten Edelkastanien, Linden und Faulbäume ersetzt. Angelegt wurden auch Blumenbeete mit Tulpen und Narzissen zwischen schon bestehenden Goldregen- und Fliederbüschen.

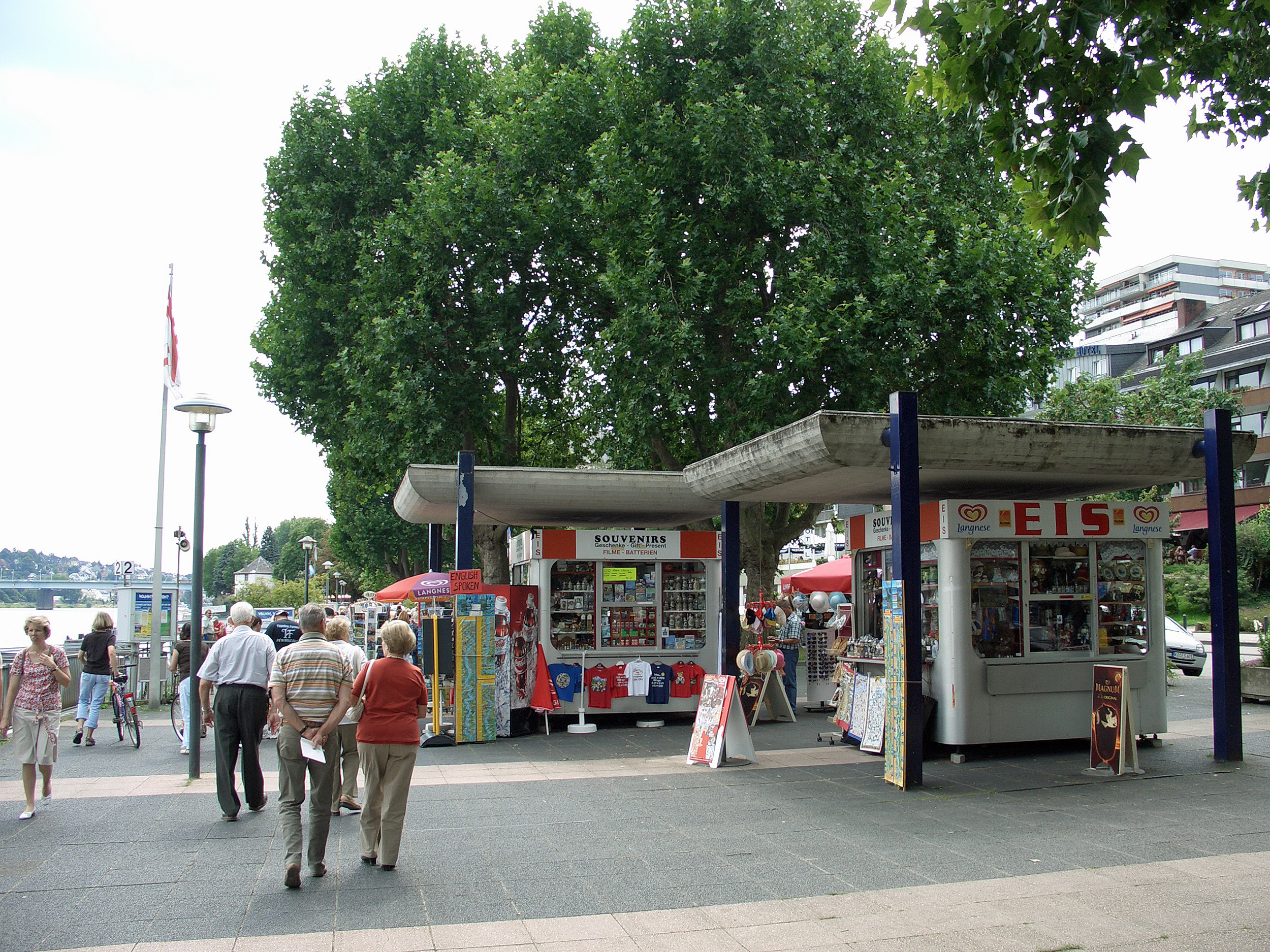
Alte Verkaufsstände aus den 1970er Jahren in den Rheinanlagen (Konrad-Adenauer-Ufer) 2008 kurz vor der letzten Umgestaltung

Im selben Jahr wurden mit Hilfe des in Koblenz beheimatenden Wasserstraßenamtes I Ausbesserungsarbeiten an den durch Kriegseinfluss geschädigten Ufermauern ausgeführt. Am 23. November 1953 wurde in einer Sitzung des Garten- und Friedhofsausschusses beschlossen, das Ufer zwischen Lennéstraße und Operettenbühne zu verbreitern. Durch den immer stärker werdenden Schiffsverkehr auf dem Rhein kam es zu einer Auskolkung (Unterspülung durch Wellen und Wind) des Ufers. Auskolkung entsteht auf Wasserstraßen durch die Sogbildung von großen Schiffen, wie beispielsweise Fahrgastschiffen. Drei Jahre später, am 18. Oktober 1956, begann das ebenfalls in Koblenz beheimatete Wasser- und Schifffahrtsamt, das Ufer um 14 m zu verbreitern und die Überböschung durch eine Steinschüttung zu sichern.
Ein Plan für die Gestaltung wurde am 13. Februar 1974 unter dem Namen Rheinufergestaltungsplan dem Oberbürgermeister Willi Hörter vorgelegt. Neue Halteplätze und -buchten für Busse und Taxis und 100 weitere Parkplätze für den Personenverkehr wurden geschaffen, Wege mit Beleuchtungsanlagen versehen, öffentliche Toiletten und Getränkestände in Containern aufgestellt (damit diese bei Hochwasser schnell abtransportiert werden können) und eine Fremdenverkehrsauskunft eingerichtet. Der Ausbau und die Umsetzung des Plans begann am 5. Januar 1975 und schon Pfingsten waren die gärtnerischen Arbeiten beendet. Ab Ostern konnten Fußgänger wieder den kompletten Weg begehen. Große Rasen- und Pflanzflächen, 4000 Rosen in allen Farben, 5000 bodenbedeckende Pflanzen wie Kriechender Wacholder und Ginster, 1500 Ziersträucher wie Rhododendron und 150 Großgehölze und Bäume machten die Rheinanlagen zum Aushängeschild der Stadt. Eine Kostenaufstellung aus dem Jahre 1976 zeigt, dass anstatt der geschätzten 2.220.000 D-Mark „nur“ ca. 1.756.000 D-Mark benötigt wurden. Die Summe war vom Land Rheinland-Pfalz mit 660.161 DM, vom Arbeitsamt Koblenz mit 493.000 DM, davon 333.000 DM als Darlehen, und durch Spenden der Polizei, der KEVAG, verschiedener Behörden wie dem BWB, ansässiger Firmen wie Debeka und durch Privatpersonen mit 160.000 DM bezuschusst worden. Für die Promenadenflächen sind 836.000 DM und für Straßenausbesserung sowie Parkplätze und -buchten 701.000 DM ausgegeben worden. Die Pavillons und Stände kosteten 219.000 DM.
In den Jahren 1979–1982 wurde der Rheindüker Koblenz errichtet. Der 370 m lange Düker liegt 16 m unter der Flusssohle des Rheins und verbindet die Rheinanlagen in Höhe des Pegelhauses mit dem Stadtteil Ehrenbreitstein. Er dient der Wasserversorgung/-entsorgung und der Telekommunikation.

### Bundesgartenschau 2011

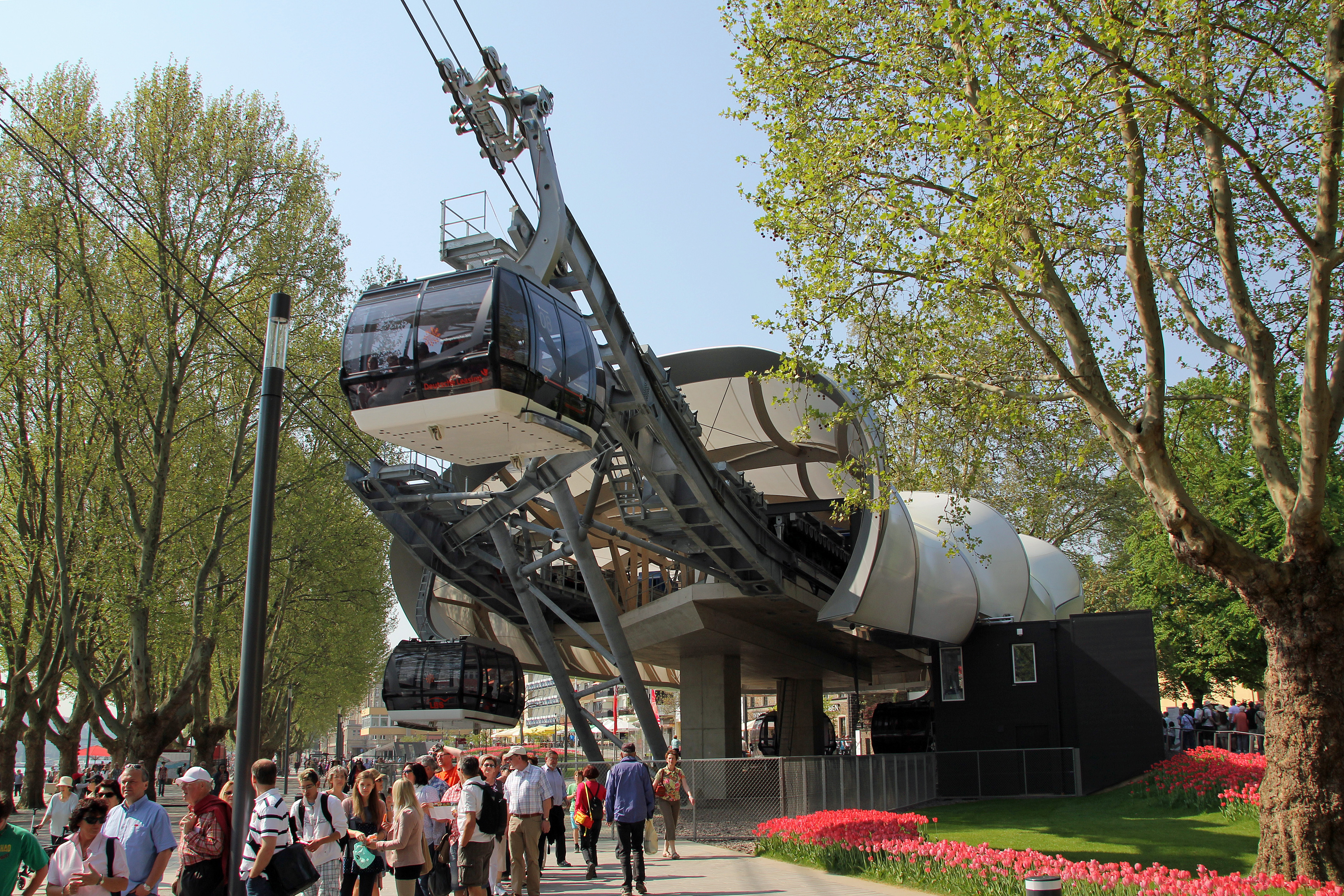
Talstation der Rheinseilbahn in Höhe der Kastorkirche

Zur Bundesgartenschau 2011 in Koblenz wurden die Rheinanlagen umgestaltet. Die Uferanlagen hinter dem Deutschen Eck entlang von Rhein und Mosel sind vollständig saniert worden. Das Konrad-Adenauer-Ufer wurde dabei zu einem Uferboulevard ausgebaut und autofrei gestaltet. Das Pegelhaus wurde um ein Stockwerk erweitert, mit einem Glasdach ausgestattet und fungiert als Aussichtspunkt. Am Rheinufer hinter dem Kurfürstlichen Schloss entstand eine 100 Meter breite Sitztreppenanlage, genannt Schlossstufen, die am 11. Juni 2010 eingeweiht werden konnte. Die Planungen der Treppenanlage mussten zur Erhaltung des Mammutbaums neben dem Joseph-Görres-Denkmal geringfügig geändert werden. Auch der südliche Abschnitt der Rheinanlagen (Kaiserin-Augusta-Anlagen) wurde teilweise umgestaltet und damit der Landschaftspark aufgewertet. Die Büste des Dichters Max von Schenkendorf wurde versetzt und steht nun in Höhe des Weindorfs.
Eine Kabinenseilbahn über den Rhein verbindet seit dem 2. Juli 2010 die Rheinanlagen in Höhe der Kastorkirche mit dem Vorplatz der Festung Ehrenbreitstein. Sie wurde als Attraktion und umweltfreundliche Verkehrsverbindung zur Bundesgartenschau 2011 gebaut und hat weltweit die größte Leistungsfähigkeit.

### 21. Jahrhundert
Durch die Stadt Koblenz wurde von März 2005 bis August 2006 ein Regenüberlaufbecken unter der Wiese südlich des Weindorfs erbaut. Das Stahlbeton-Becken ist 40 m lang, 6 m tief und 20 m breit. Es hat ein Nutzvolumen von 1150 m³. Dazu kommt noch ein Auslaufbauwerk in den Rhein und diverse Verbindungskanäle. Die Baukosten beliefen sich auf 2,5 Millionen Euro. Regenüberlaufbecken dienen dem Umweltschutz und der Wasserqualität, indem sie den Schmutzeintrag aus dem Mischwasserkanal bei Regen deutlich verringern.
Auch nach Abschluss der Bundesgartenschau wurde ab 2012 an der Sanierung der Kaiserin-Augusta-Anlagen weitergearbeitet. Die neue Wegegestaltung wurde weiter bis zum Café Rheinanlagen gezogen und ebenso im Bereich des Schwanenteichs abgeschlossen. Der Bereich um das Café soll ebenfalls neu gestaltet werden, wenn die Bebauungspläne für ein neues Gebäude umgesetzt sind. Im Herbst 2013 konnte auf der Wiese südlich des Weindorfs der historische Weinbrunnen wiedererrichtet werden.

## Konrad-Adenauer-Ufer

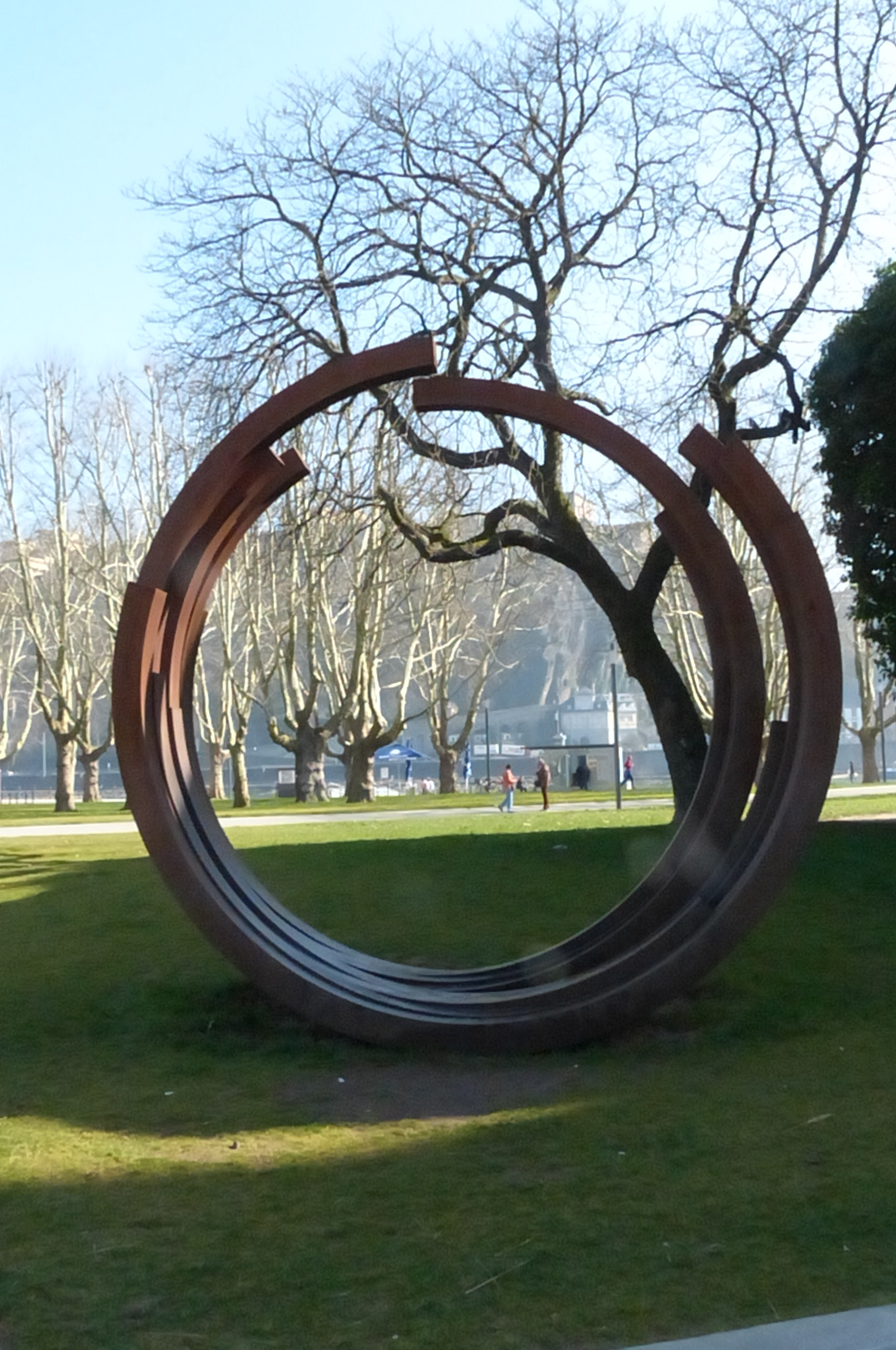
Die Skulptur 224.5° Arc x 5 et 225° Arc x 5 des Künstlers Bernar Venet vor der ehemaligen Deutschordenskommende

Zu Ehren des ersten deutschen Bundeskanzlers Konrad Adenauer wurde 1976 die Rheinfront vom Deutschen Eck bis zum Kurfürstlichen Schloss (Höhe Stresemannstraße) in Konrad-Adenauer-Ufer umbenannt. Der Antrag wurde von der CDU-Fraktion in den Koblenzer Stadtrat eingebracht. Über das Konrad-Adenauer-Ufer gelangt man entlang des Rheins bis zum Deutschherrenhaus und Deutschen Eck, das im weitesten Sinne zu den Rheinanlagen dazugezählt werden kann.
Da die Stadtmauer an dieser Stelle erst 1890 abgetragen wurde und ab 1906 als Rheinpromenade bebaut wurde, bildet das Konrad-Adenauer-Ufer architektonisch einen eigenen Abschnitt innerhalb der Rheinanlagen. Die ursprüngliche Gestaltung geht v. a. auf das Gartenbauunternehmen „Gebrüder Siesmayer“ zurück, die von 1902 bis 1916 mit der Pflege der gesamten Rheinanlagen betraut waren. Heute ist es vor allem An- und Ablegeplatz der Tourismusschiffe und bebaut von Souvenirläden. Anlässlich der Bundesgartenschau 2011 wurde die Uferpromenade vollständig umgebaut und die Talstation der Seilbahn Koblenz errichtet.

### Skulptur 224.5° Arc x 5 et 225° Arc x 5
Zur Bundesgartenschau 2011 wurde in den Rheinanlagen die Skulptur 224.5° Arc x 5 et 225° Arc x 5 des Künstlers Bernar Venet aufgestellt. Die 2007 geschaffene monumentale Stahlskulptur wurde vom Ludwig Museum angekauft und am 6. April 2011 in Anwesenheit des Künstlers der Stadt Koblenz übergeben. Nach Abschluss der Bundesgartenschau wurde die Skulptur wenige Meter entfernt vor dem Nordeingang zur ehemaligen Deutschordenskommende, in dem sich das Museum befindet, versetzt (50° 21′ 47,7″ N, 7° 36′ 17,7″ O). Sie steht nun vor dem Kasemattenbau, der das Kreuz des Deutschen Ordens trägt, und der das ursprüngliche Deutsche Eck darstellt.

### Talstation der Seilbahn
In Höhe der Basilika St. Kastor steht die Talstation der Seilbahn (50° 21′ 43″ N, 7° 36′ 18″ O), die die Rheinanlagen mit dem Plateau vor der Festung Ehrenbreitstein verbindet. Die Dreiseilumlaufbahn wurde als ökologisch sinnvolle Verkehrsverbindung zur Bundesgartenschau 2011 errichtet und hat mit einer Förderkapazität von 7.600 Personen pro Stunde die weltweit größte Leistungsfähigkeit. Sie überwindet bei einer Gesamtlänge von 890 Meter mithilfe von frei über den Rhein gespannter Seile 112 Höhenmeter zwischen den beiden Stationen. Direkt vor der Talstation befindet sich eine Seilbahnstütze.
Um den UNESCO-Welterbe-Status der „Kulturlandschaft Oberes Mittelrheintal“ nicht zu gefährden, wurde ein Betrieb bis Ende 2013 vereinbart. Die UNESCO hat aber am 19. Juni 2013 in Phnom Penh auf der 37. Sitzung des Welterbekomitees beschlossen, den Betrieb bis 2026 zu erlauben. In diesem Jahr endet die technisch längstmögliche Betriebsdauer.

### Hotel Koblenzer Hof
Der „Koblenzer Hof“ ist ein ehemaliges Hotel in neoklassizistischen Formen mit pilastergegliedertem Mittelrisalit und vorgelegter zweigeschossiger Veranda. Es wurde von 1911 bis 1913 nach Plänen von Heinrich Müller-Erkelenz errichtet und hieß zunächst „Hôtel Bellevue“. Nicht mehr erhalten ist der ursprüngliche Dreiecksgiebel.

### Brückenhäuser
Die beiden spiegelsymmetrisch aufgebauten Brückenhäuser mit auf Pfeilern ruhenden Vorhallen (50° 21′ 32,5″ N, 7° 36′ 16,5″ O) stammen aus der Zeit vor 1914 und wurden nach Plänen des Stadtbaurats Friedrich Neumann errichtet. Sie sind Überreste der ehemaligen Schiffbrücke nach Ehrenbreitstein. Diese Pontonbrücke führte von 1819 bis 1945 auf 36 Kähnen und auf einer Länge von 325 m über den Rhein. An den Brückenhäusern wurde eine Benutzungsgebühr in Höhe von 2 Pfennig erhoben.
Ebenfalls erhalten ist der linksrheinische Brückenkopf am Ufer. Die untereinander verbundenen, pfeilerartigen Bauteile wurden aus Basaltlava erbaut. Neben den Brückenhäusern erinnert eine Gedenkplatte an die Schiffbrücke. Hier steht zu lesen:
Schiffbrücke Koblenz–Ehrenbreitstein
1819–1945
Auf 36 hölzernen, später eisernen Pontons überspannte sie den 325 m breiten Rhein. Zwei oder drei Joche wurden ausgefahren, wenn Schiffe nahten. 1819 für 40.000 Taler gebaut, 1945 zerstört.
Diese Stelle am Ufer ist heute Anlegepunkt des Personenfährschiffs “Schängel” nach Ehrenbreitstein.

### Pegelhaus
Das Pegelhaus ist ein achteckiger ehemaliger Kran am Rheinufer. Seinen Namen erhielt es wegen der Hochwassermarken, die die Höchststände der Rheinhochwasser markieren. Der Kran war wie der Rheinkavalier Teil der von Johann von Pasqualini dem Jüngeren (1562–1615) geplanten Bastion. Sie wurde unter Kurfürst Lothar von Metternich von 1609 bis 1611 errichtet. Ab 1839 ist das Gebäude nur noch Pegelhaus, nachdem bereits 1819 eine Pegellatte angebracht worden war. 1887 folgte eine blaue Pegeluhr vor dem Gebäude.
Das Pegelhaus wurde zur Bundesgartenschau 2011 um ein Stockwerk erweitert, mit einem Glasdach ausgestattet und fungiert als Aussichtspunkt. Das Haus selbst beherbergt einen Restaurantbetrieb.

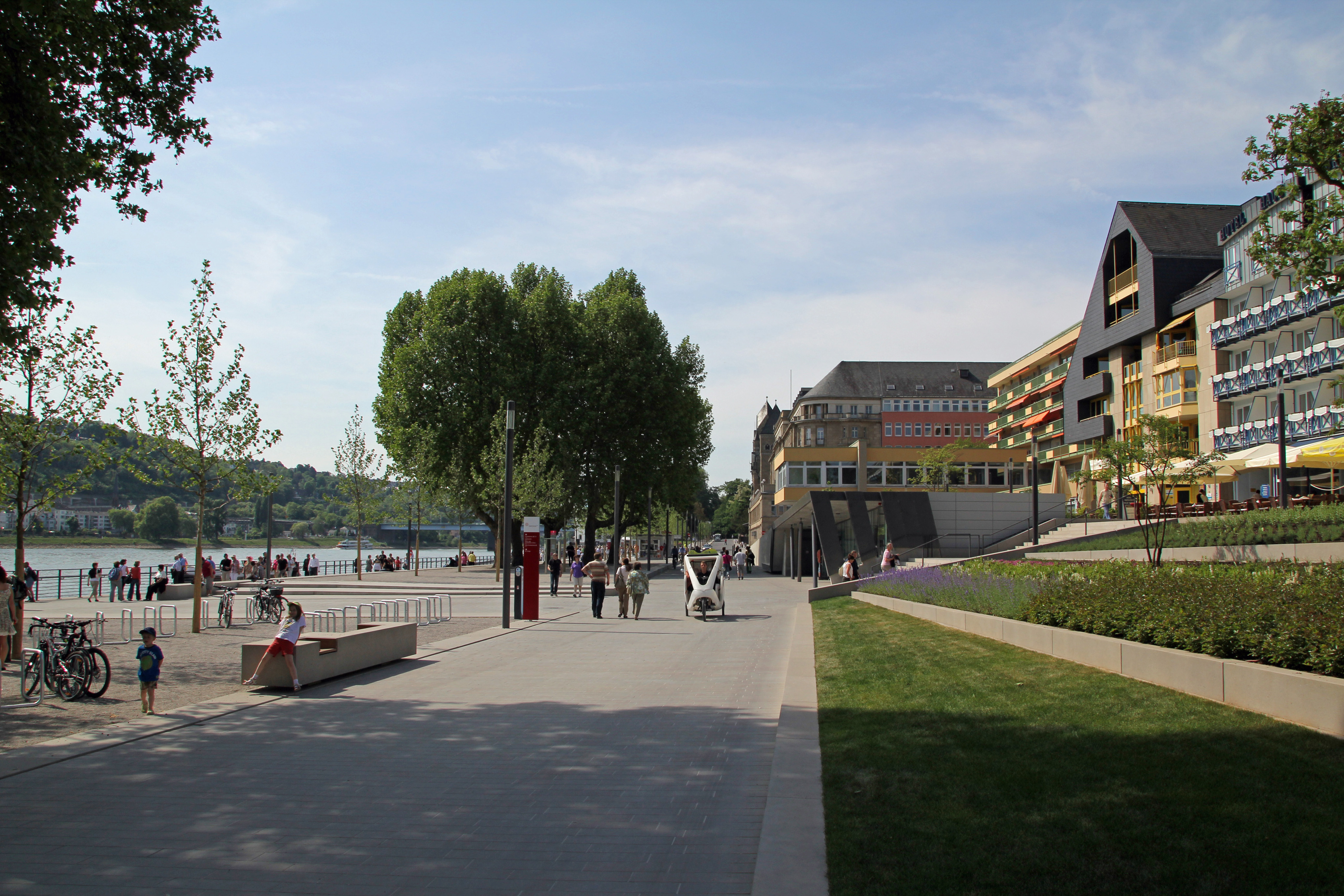
Das autofrei gestaltete Konrad-Adenauer-Ufer
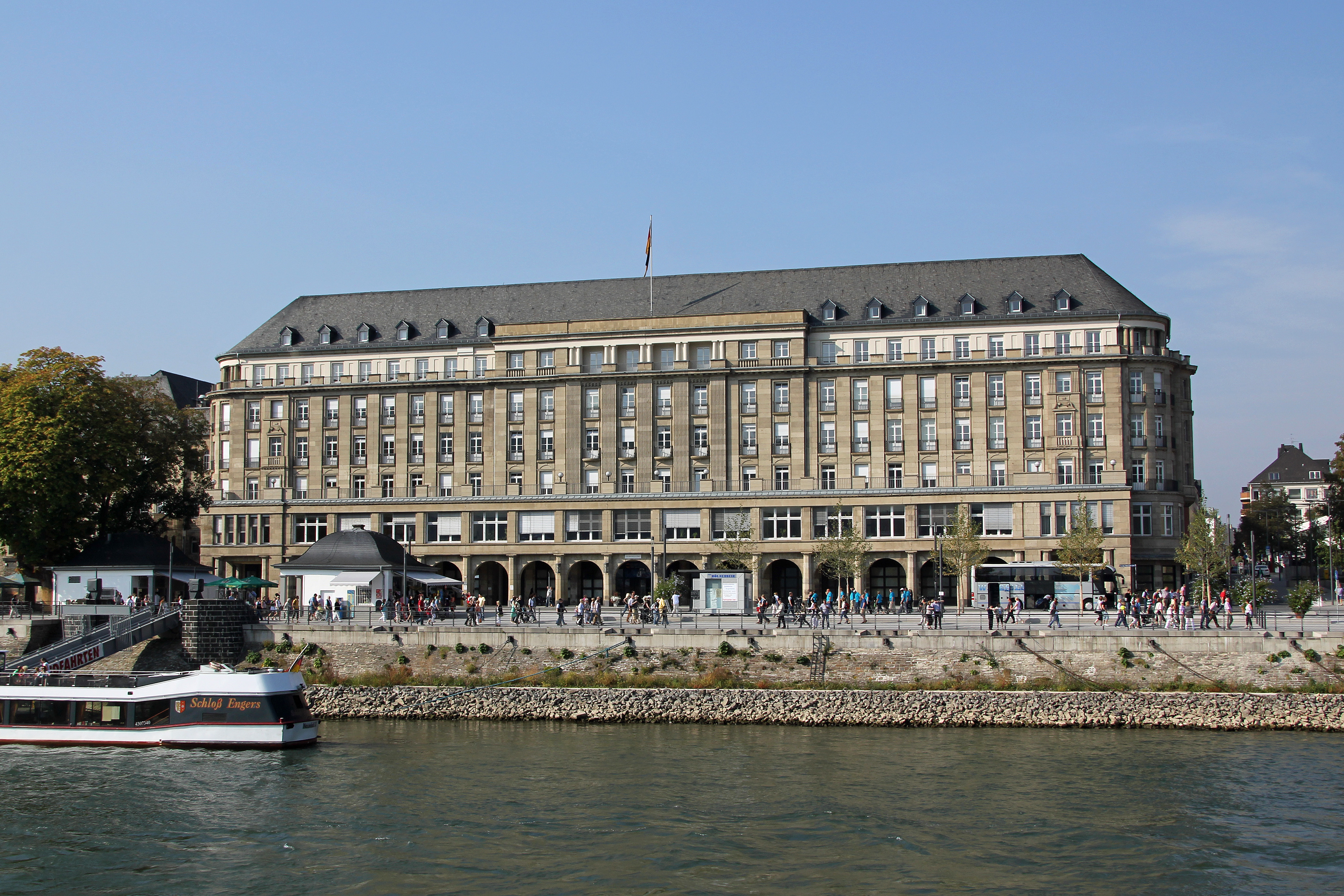
Das ehemalige Hotel Koblenzer Hof
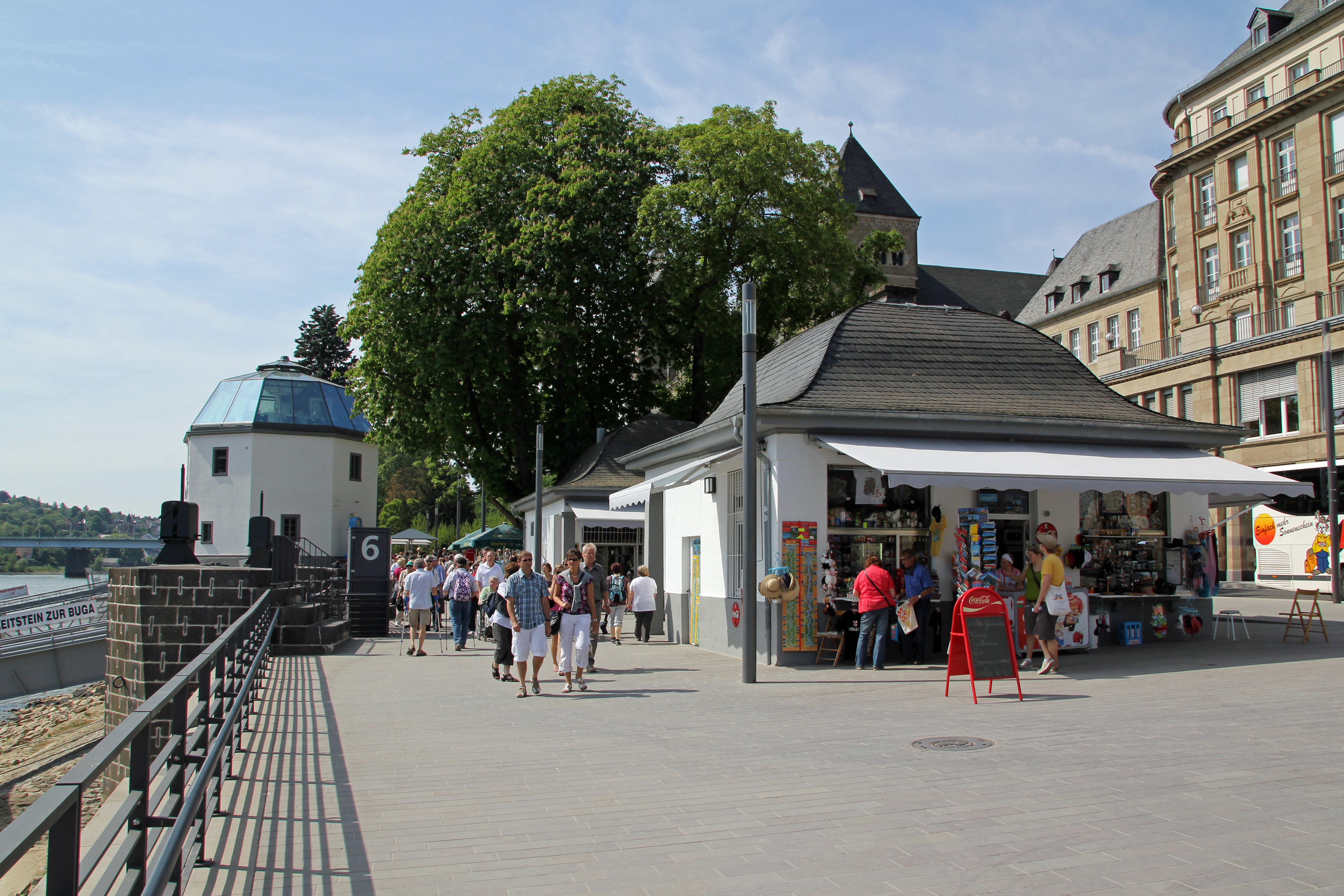
Überreste der Verankerung der Schiffbrücke (links) und die beiden Brückenhäuser (rechts)
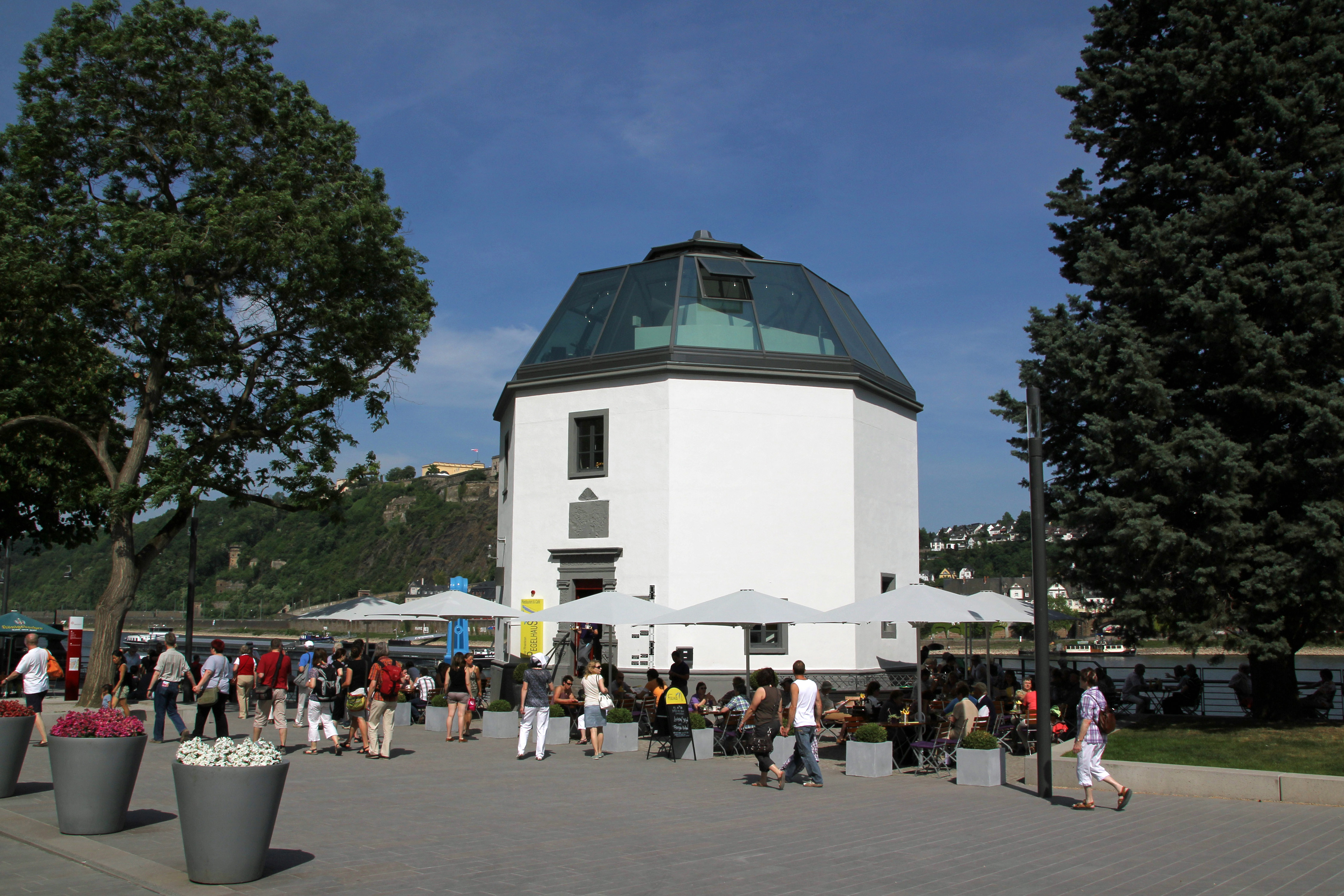
Das Pegelhaus mit dem neuen Glasdach

### Preußisches Regierungsgebäude
Das als Preußisches Regierungsgebäude bekannte, 158 m lange neoromanische Gebäudeensemble besteht aus dem Gebäude der Regierung des Regierungsbezirks Koblenz im mittleren Hauptbau, dem rechts (nördlich) angeschlossenen Bau des Hauptsteueramtes und der links angeschlossenen Dienstvilla. Der Komplex wurde 1902 bis 1906 nach Plänen des Berliner Baurats Paul Kieschke erbaut, nachdem das alte Gebäude der Provinz-Regierung 1901 abgebrannt war.
Kaiser Wilhelm II. nahm eigenhändige Planänderungen an Türmen und Dächern vor. Besonders die als Vorbild nationaler Größe angesehene Stauferzeit wirkte inspirierend. Das Ensemble erlangt durch große, zueinander asymmetrische Ecktürme und durch bossierte Tuffsteinverkleidung der Fassaden eine burgartige Wirkung. Vor dem Bau stand an dieser Stelle der Viereckturm der Koblenzer Stadtmauer.
Im Hauptbau und im ehemaligen Hauptsteueramt ist seit 1961 das Bundesamt für Wehrtechnik und Beschaffung (BWB) bzw. seit 2012 sein Nachfolger, das Bundesamt für Ausrüstung, Informationstechnik und Nutzung der Bundeswehr (BAAINBw), untergebracht. Die ehemalige Dienstvilla des Regierungspräsidenten beherbergt Abteilungen des Oberlandesgerichtes Koblenz. 1993 wurde der Gebäudekomplex saniert.

### Rheinkavalier
Der Rheinkavalier (50° 21′ 29,7″ N, 7° 36′ 16,7″ O) ist wie das benachbarte Pegelhaus ein Überbleibsel der 1609 bis 1611 erbauten Bastion am Rheinufer. Zusammen mit der übrigen Stadtmauer wurde der Kavalier 1890 abgerissen und geschleift. Das frei gewordene Grundstück wurde nach den Plänen des Unternehmens Gebrüder Siesmayer 1906 in eine gärtnerische Aussichtsplattform umgewandelt.
In den 1950er Jahren beschloss das Garten- und Friedhofsamt auf Vorschlag seines Direktors Hans Wilhelm Mutzbauer, den Rheinkavalier abzutragen. Der Vorschlag wurde aus denkmalschutzrechtlichen und finanziellen Gründen abgelehnt. Lediglich ein Wasserbecken mit Springbrunnen und Goldfischen wurde abmontiert. Die Zukunft des Rheinkavaliers wurde erst im September 1960 mit einem Kompromiss zwischen Gartendirektor Mutzbauer und Stadtratsmitgliedern gelöst. Der Rheinkavalier sollte als Aussichtsplattform erhalten bleiben und mit einer breiten Treppe versehen werden. Der übrige Teil der ehemaligen Bastion sollte bis auf Geländeniveau abgetragen werden. Der Finanzausschuss des Stadtrats stimmte noch im selben Monat dem Umbau zu und bewilligte dazu 38.000 DM. Dieser dauerte von Dezember 1960 bis zum Sommer 1961 an.

### Oberpräsidium der preußischen Rheinprovinz
Das Oberpräsidium der Rheinprovinz wurde von 1907 bis 1910 auf einem sehr schmalen Gelände im Norden des Vorgeländes des Kurfürstlichen Schlosses erbaut. Die Entwürfe stammen vom Geheimen Baurat Thielen und wurden vom Regierungsbaumeister C. Loewe umgesetzt. Das schlossartige, durch Pavillons gegliederte Gebäude in Barockformen mit Jugendstileinflüssen sollte auf die eigene kurfürstliche Vergangenheit anspielen.
Das Gebäude wurde 1944 bei einem Luftangriff schwer beschädigt und nach dem Zweiten Weltkrieg verändert wiederhergestellt. Heute ist es Sitz der Struktur- und Genehmigungsdirektion Nord. Die ehemalige Dienstvilla des Oberpräsidenten südlich des Hauptbaus nimmt Dienststellen des Oberlandesgerichtes Koblenz auf.

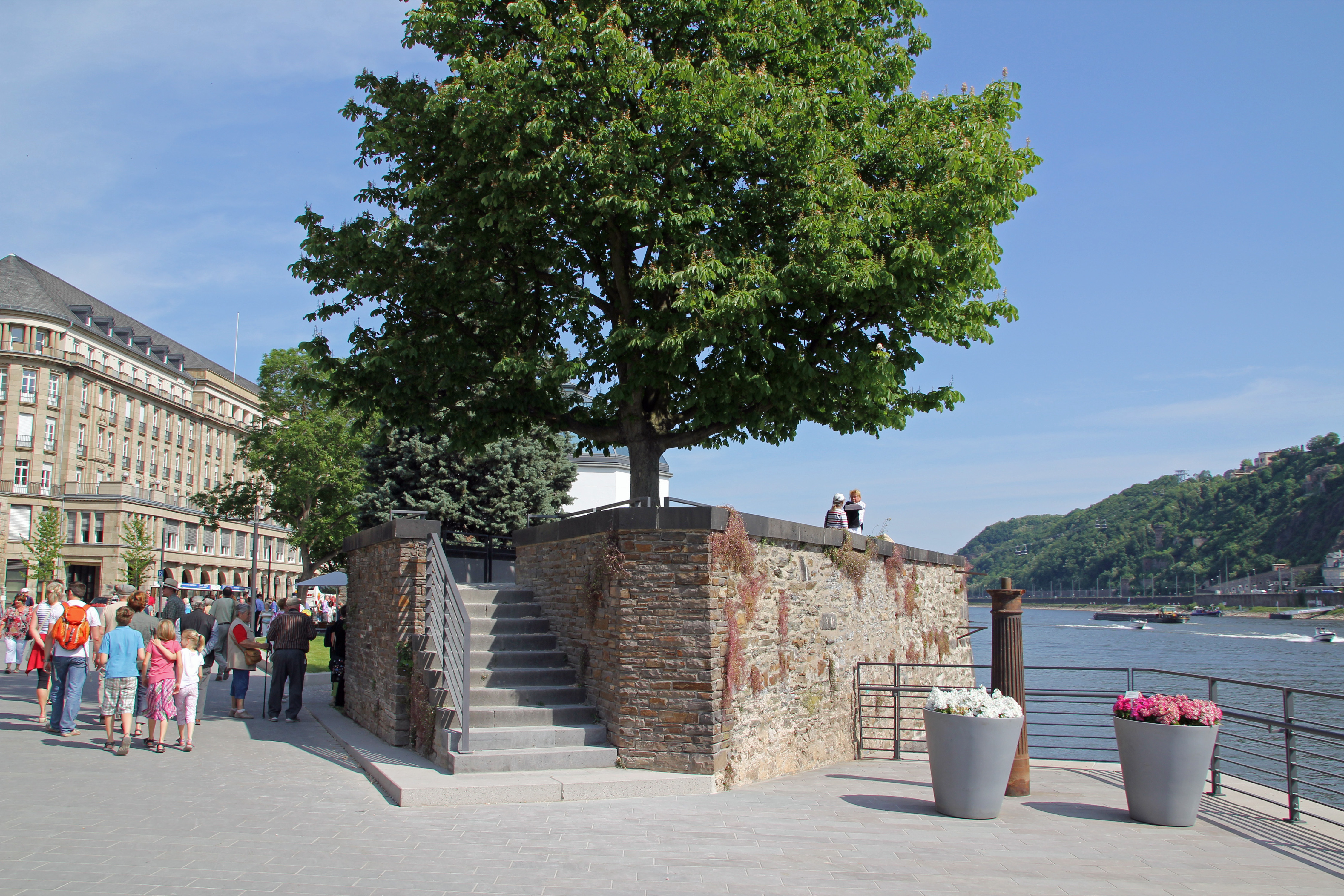
Der Aussichtspunkt Rheinkavalier
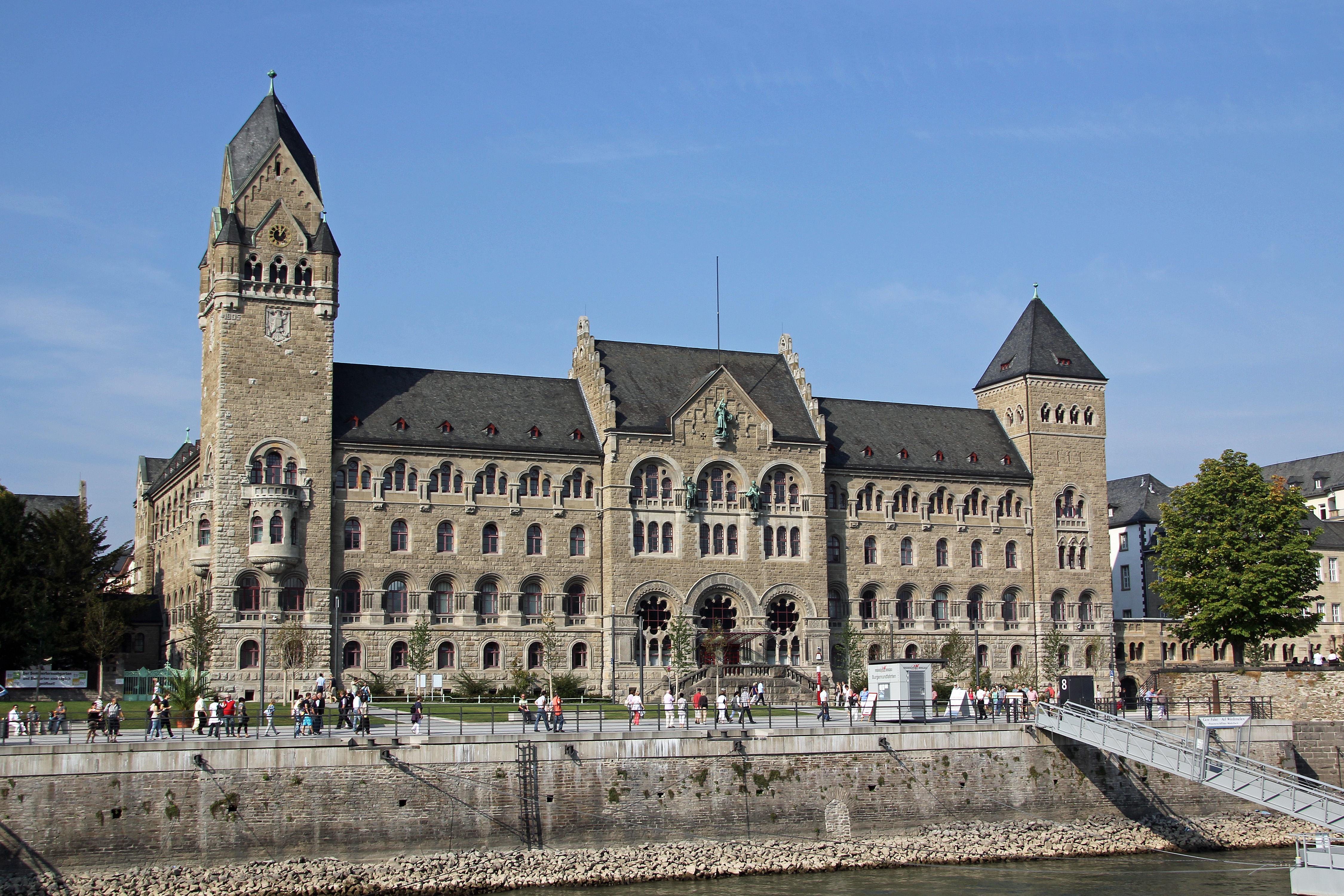
Preußisches Regierungsgebäude, der ehem. Verwaltungssitz des Regierungsbezirks Koblenz
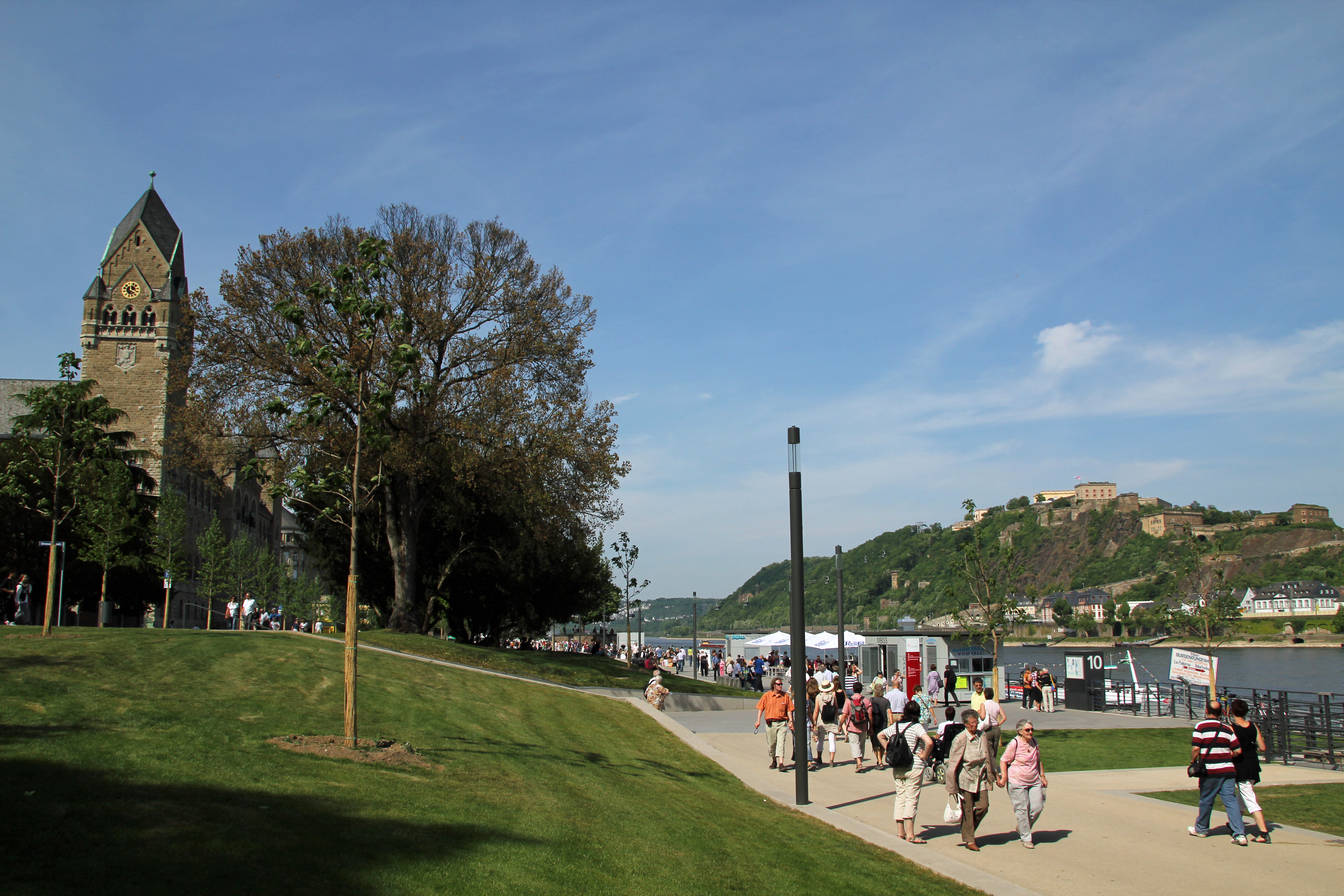
Die Rheinanlagen mit Blick auf die Festung Ehrenbreitstein
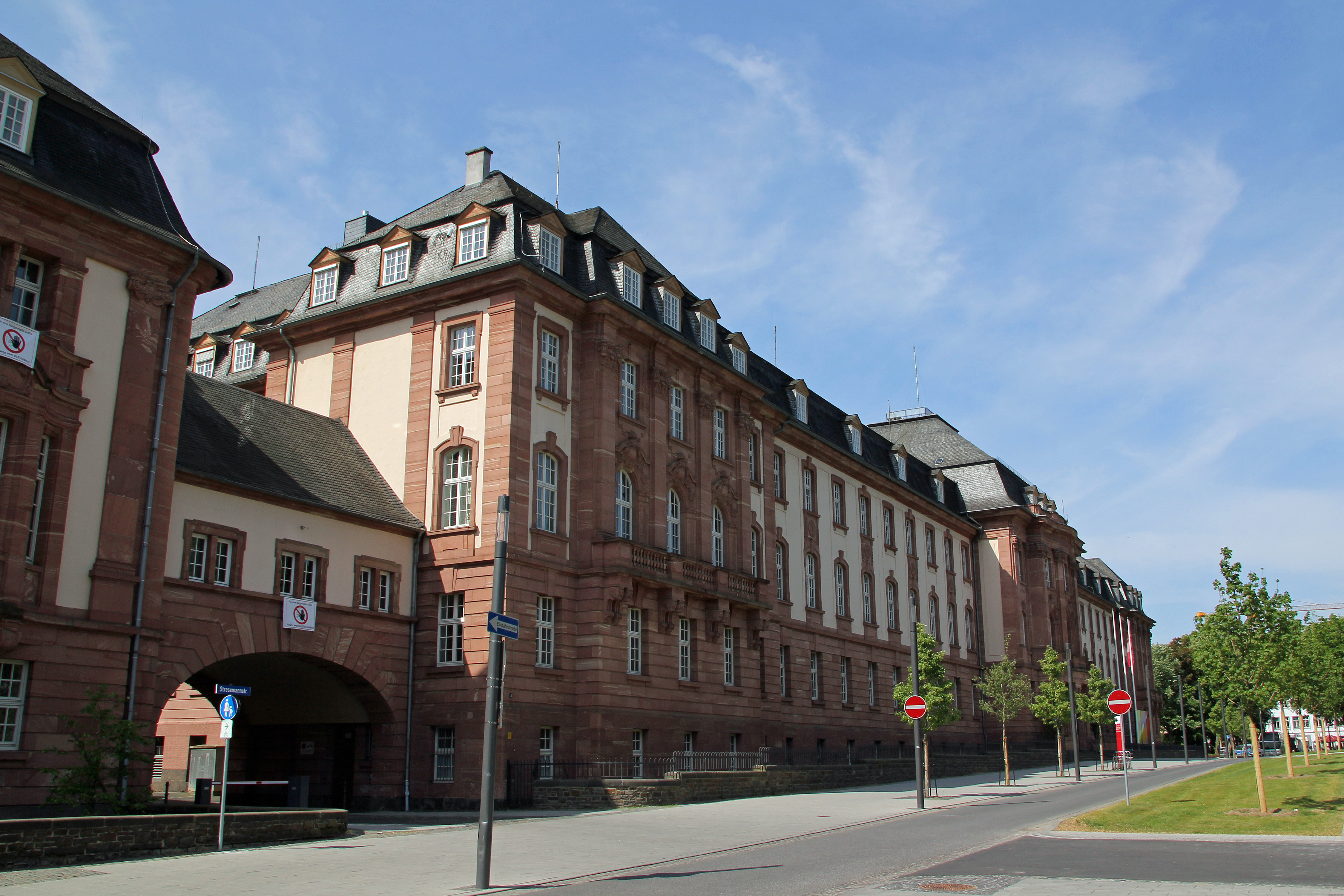
Das ehem. Oberpräsidium der Rheinprovinz

## Kaiserin-Augusta-Anlagen
Die Promenade erstreckt sich vom Ende des Konrad-Adenauer-Ufers (Stresemannstraße) rheinaufwärts bis zum Koblenzer Stadtteil Oberwerth (Mozartstraße) auf einer Länge von 2 km. Dahinter folgt der etwa 500 Meter lange Schwanenteich. Ihren Namen erhielten die Anlagen 1891 nach Kaiserin Augusta.

### Skulptur Affection

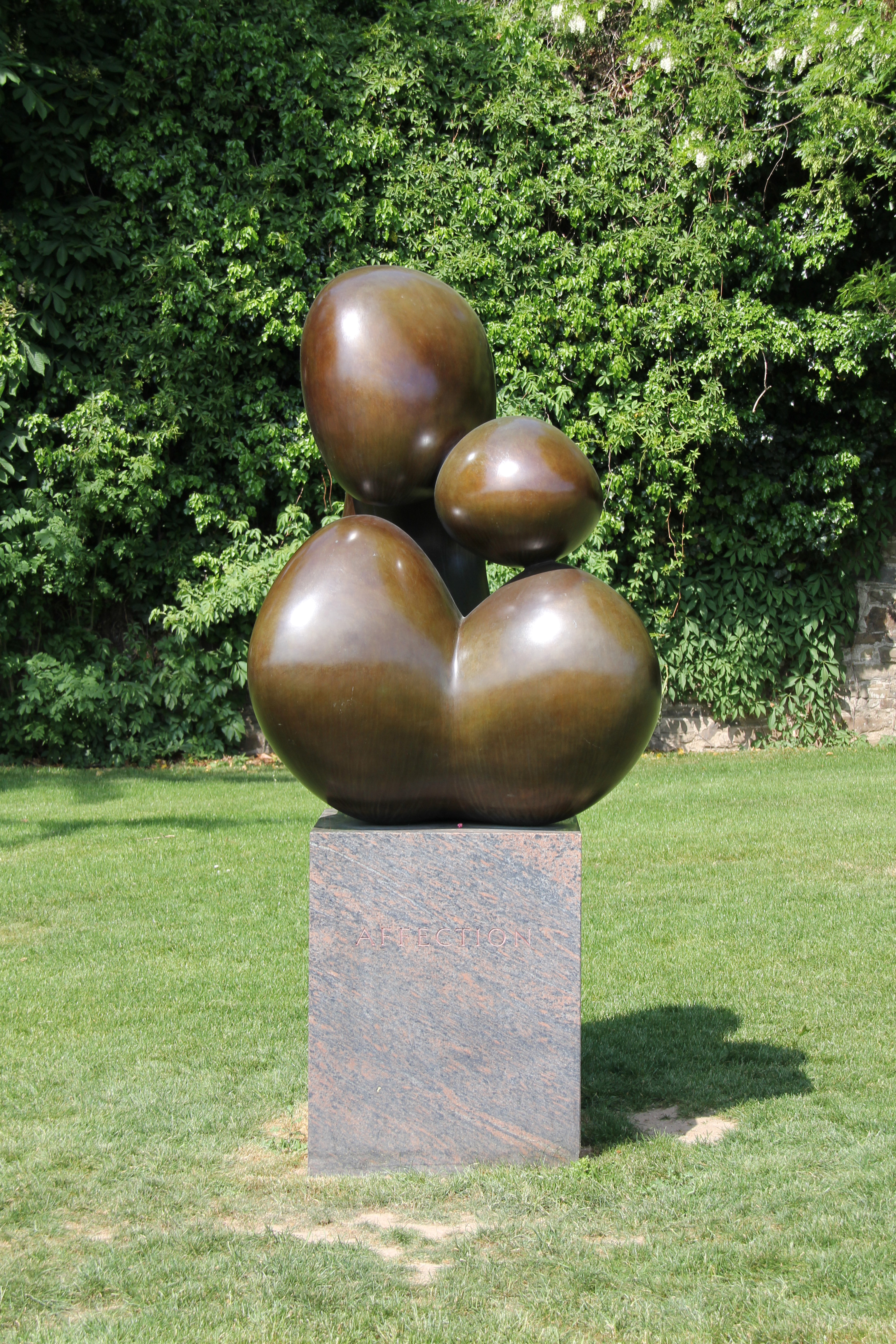
Die Skulptur „Affection“ von Lucien Wercollier

Vor dem nördlichen Eingang zum Schlossgarten (50° 21′ 22,5″ N, 7° 36′ 13,5″ O) steht die von dem Luxemburger Bildhauer Lucien Wercollier geschaffene Skulptur „Affection“ (Zuneigung). Sie wurde der Stadt Koblenz zur 2000-Jahr-Feier von der Koblenzer Casinogesellschaft geschenkt. Die Bronzeplastik soll ein Zeichen der Völkerverbindung in einem gemeinsamen Europa symbolisieren. In einem Festakt am 5. Oktober 1992 wurde sie von Oberbürgermeister Willi Hörter enthüllt. Neben dem Künstler nahmen an dem Festakt auch der Luxemburger Premierminister Jacques Santer und der rheinland-pfälzische Ministerpräsident Rudolf Scharping teil.
Ursprünglich stand die Skulptur am Übergang zwischen dem Konrad-Adenauer-Ufer und den Kaiserin-Augusta-Anlagen in Höhe der Stresemannstraße. Bei den Bauarbeiten zur Bundesgartenschau 2011 wurde sie im August 2010 wenige Meter südlich an ihren jetzigen Standort versetzt.

### Fischerrelief
Das Fischerrelief in der Mauer des Kurfürstlichen Schlosses (50° 21′ 20,5″ N, 7° 36′ 12″ O) ist eine ca. 2,80 m lange und 1,40 m hohe Marmorplatte, die vier Fischer beim Einholen ihrer Netze zeigt. Das Werk des Berliner Bildhauers Ludwig Cauer wurde 1915 vom „Preußischen Ministerium der Geistlichen und Unterrichtsangelegenheiten“ für 10.000 Goldmark gekauft und der Stadt Koblenz geschenkt.
Das Relief führte zu Kontroversen in der Stadtverordnetenversammlung und in der Koblenzer Bevölkerung: Nachdem die Stadt vorab ein Foto des Reliefs erhalten hatte, wurde beanstandet, dass an einem der vier Figuren ein männliches Geschlechtsteil zu sehen sei. Der Vorschlag, das Geschlechtsteil mittels Feigenblatt zu verstecken, wurde aus künstlerischen Gründen abgelehnt. Deshalb sollte das Relief zunächst dem Kunst- und Altertumsmuseum zukommen.
Nach langen Diskussionen, in die sich auch der Oberpräsident der Rheinprovinz Georg Freiherr von Rheinbaben einschaltete, wurde das Relief 1917 dann aber doch unverändert in die Schlossmauer eingelassen.

### Schlossstufen
In Höhe des Kurfürstlichen Schlosses entstand zur Bundesgartenschau 2011 am Rheinufer eine 100 Meter breite Sitztreppenanlage (50° 21′ 19″ N, 7° 36′ 13,5″ O). Die Planungen der Treppenanlage mussten zur Erhaltung des Mammutbaums neben dem Joseph-Görres-Denkmal geringfügig geändert werden. Die Schlossstufen wurden von 2009 bis 2010 erbaut und am 11. Juni 2010 in einem Festakt der Bevölkerung übergeben. An einer Wand innerhalb der Schlossstufen ist die folgende Inschrift angebracht:
„Es tut unserer Seele gut, wenn wir in den Rhythmus der Natur einschwingen.“
Anselm Grün

### Joseph-Görres-Denkmal

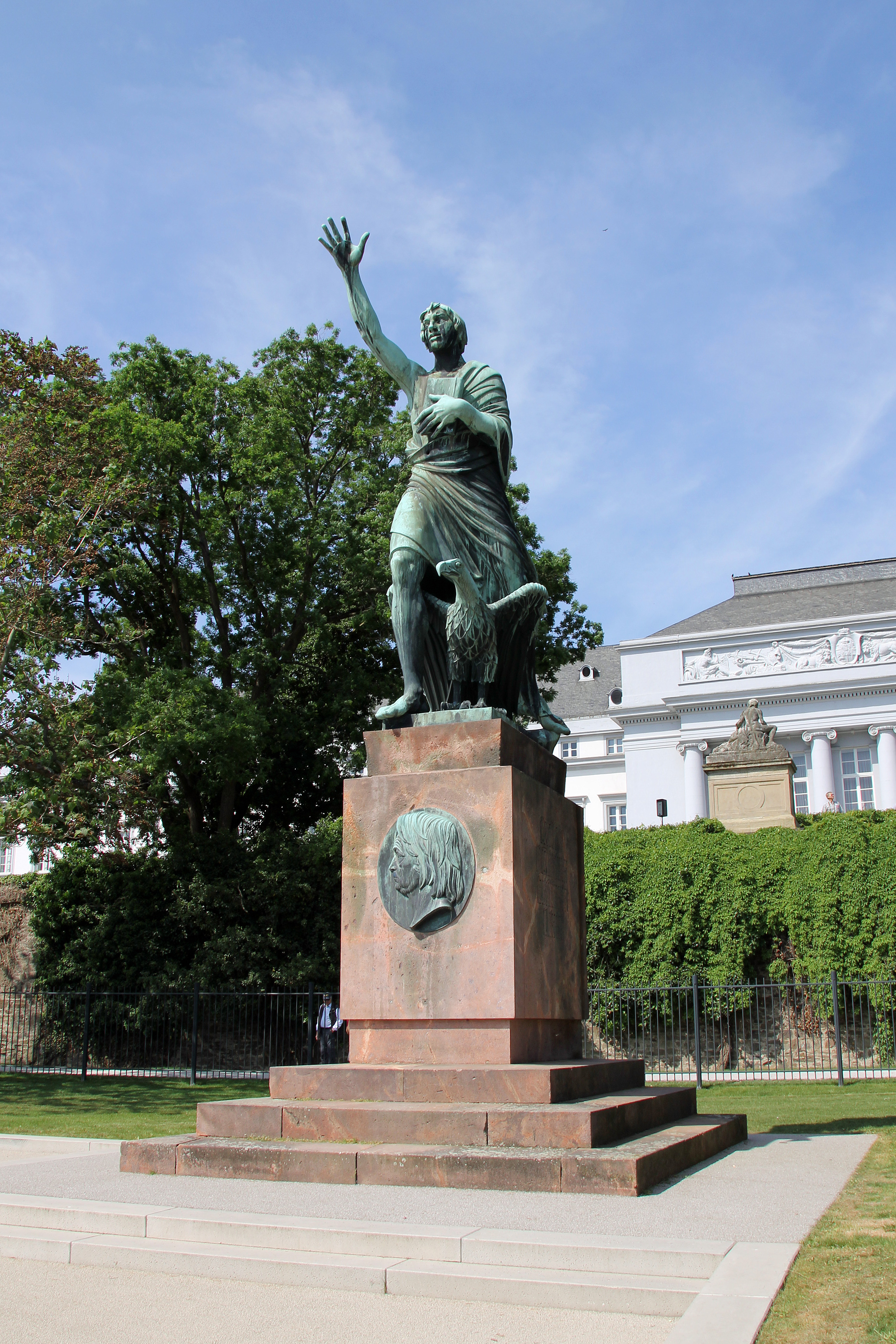
Joseph-Görres-Denkmal

Anlässlich des 150. Geburtstags des in Koblenz geborenen Publizisten Joseph Görres wurde am 15. September 1926 im Rahmen der „Görres Gedächtnis Ausstellung“ der Grundstein für ein Joseph-Görres-Denkmal am Rheinufer gelegt. Wegen finanzieller Probleme wurde das Denkmal erst ein knappes Jahr später fertiggestellt und am 24. Juni 1928 eingeweiht. Das Denkmal erinnert an Görres’ Rolle als Journalist während der Zeit vor der Märzrevolution von 1848 (Vormärz) sowie sein Engagement für die deutsche Einheit.
Das expressionistische Joseph-Görres-Denkmal besteht aus einem vier Meter hohen schlichten Sockel aus Rochlitzer Porphyr und einer 5,23 Meter hohen allegorischen Bronzefigur darüber, die einen schreitenden, über den Rhein hinweg blickenden Jüngling mit erhobenem rechten Arm darstellt. Zu seinen Füßen sitzt ein Adler, der ebenfalls dem Rhein entgegenblickt. Auf der dem Rhein zugewandten Seite des Sockels ist ein Profil-Relief von Joseph Görres angebracht. Die Bronzeplastik entwarf Richard Langer von der Kunstakademie Düsseldorf.
Die Initiative zur Errichtung des Denkmals ging drei Jahre zuvor vom Oberbürgermeister Karl Russell aus. Görres’ Geburtstag bot eine Gelegenheit, die Zugehörigkeit des seit Ende 1918 von den Alliierten besetzten Rheinlands zu Deutschland zu demonstrieren. Der Planungsprozess wie auch die Einweihung durch den preußischen Minister für Wissenschaft, Kunst und Volksbildung, Carl Heinrich Becker, stellten daher immer wieder bewusst Bezüge zur Einheit Deutschlands wie auch des rheinischen Patriotismus her.

### Gedenktafel für Hans Wilhelm Mutzbauer
Eine Gedenktafel an der ehemals preußischen Stadtmauer (50° 21′ 15″ N, 7° 36′ 9,5″ O), unweit der Pfaffendorfer Brücke, erinnert an den bedeutenden Koblenzer Stadtgartendirektor der Nachkriegszeit Hans Wilhelm Mutzbauer. Er wird „wegen seiner Verdienste für die Koblenzer Anlagen auch als ihr zweiter Schöpfer apostrophiert.“ Auf der Gedenktafel steht zu lesen:
Hans Wilhelm Mutzbauer
Stadtgartendirektor in Koblenz
1950–1968

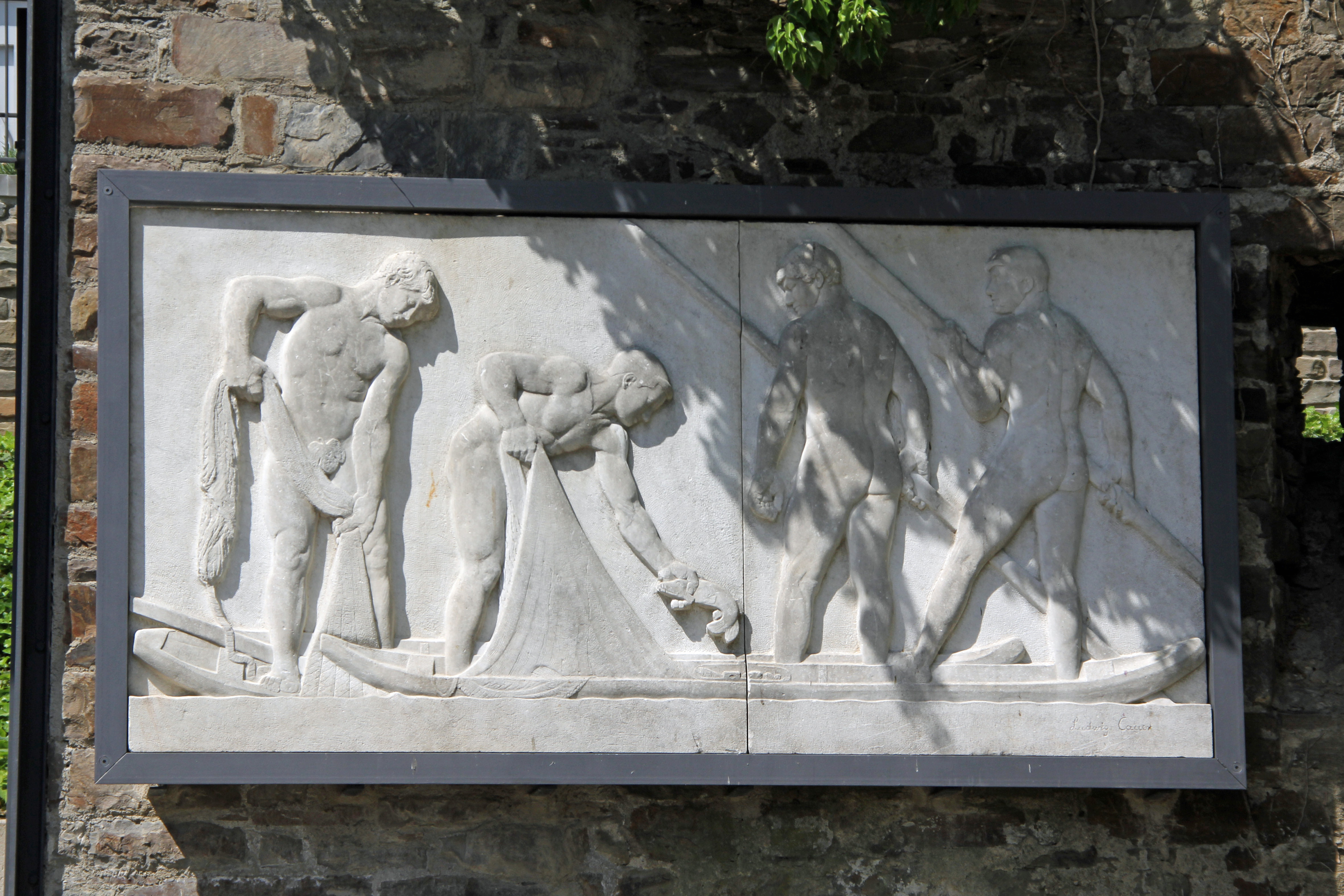
Fischerrelief
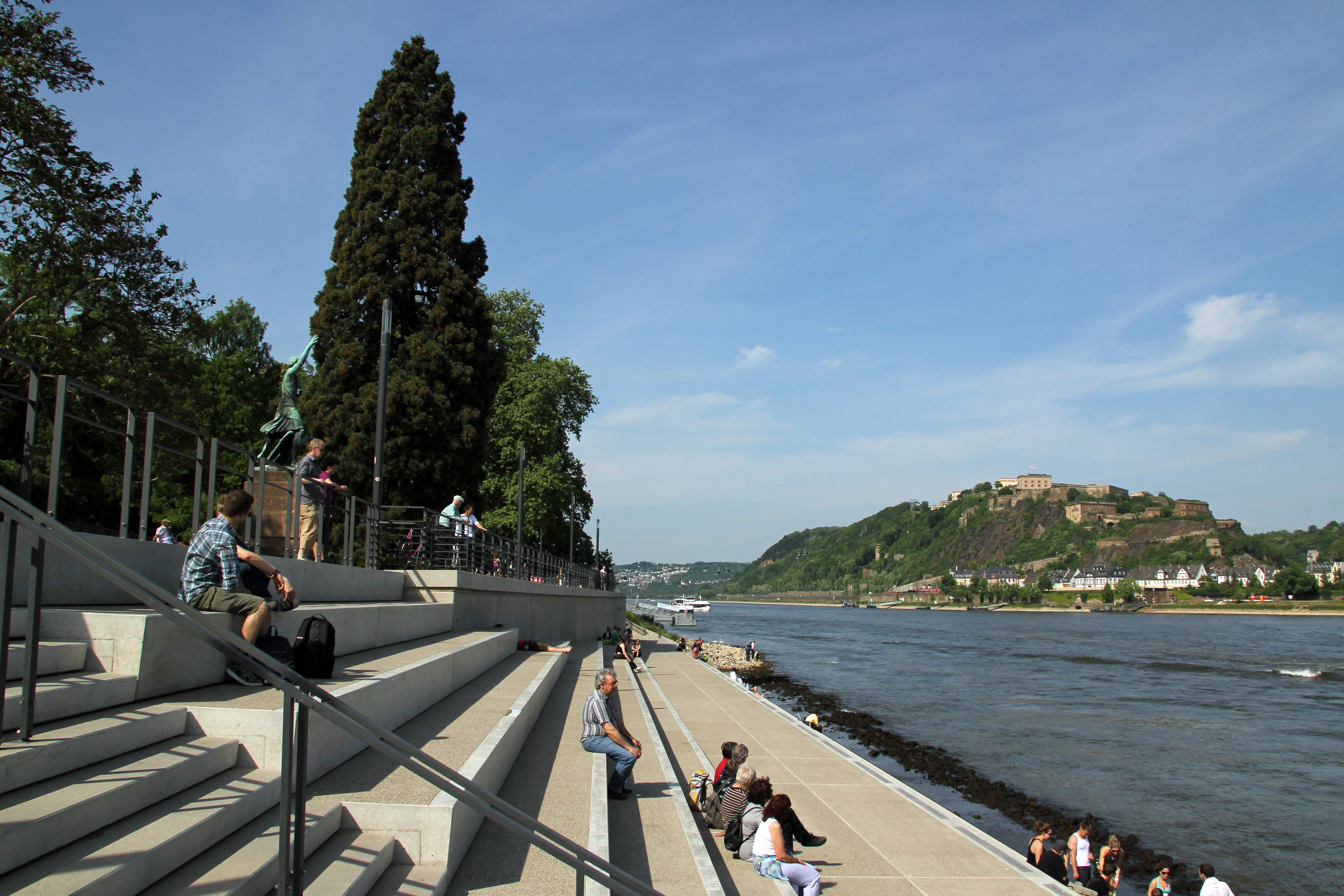
Die Schlossstufen vor dem Kurfürstlichen Schloss
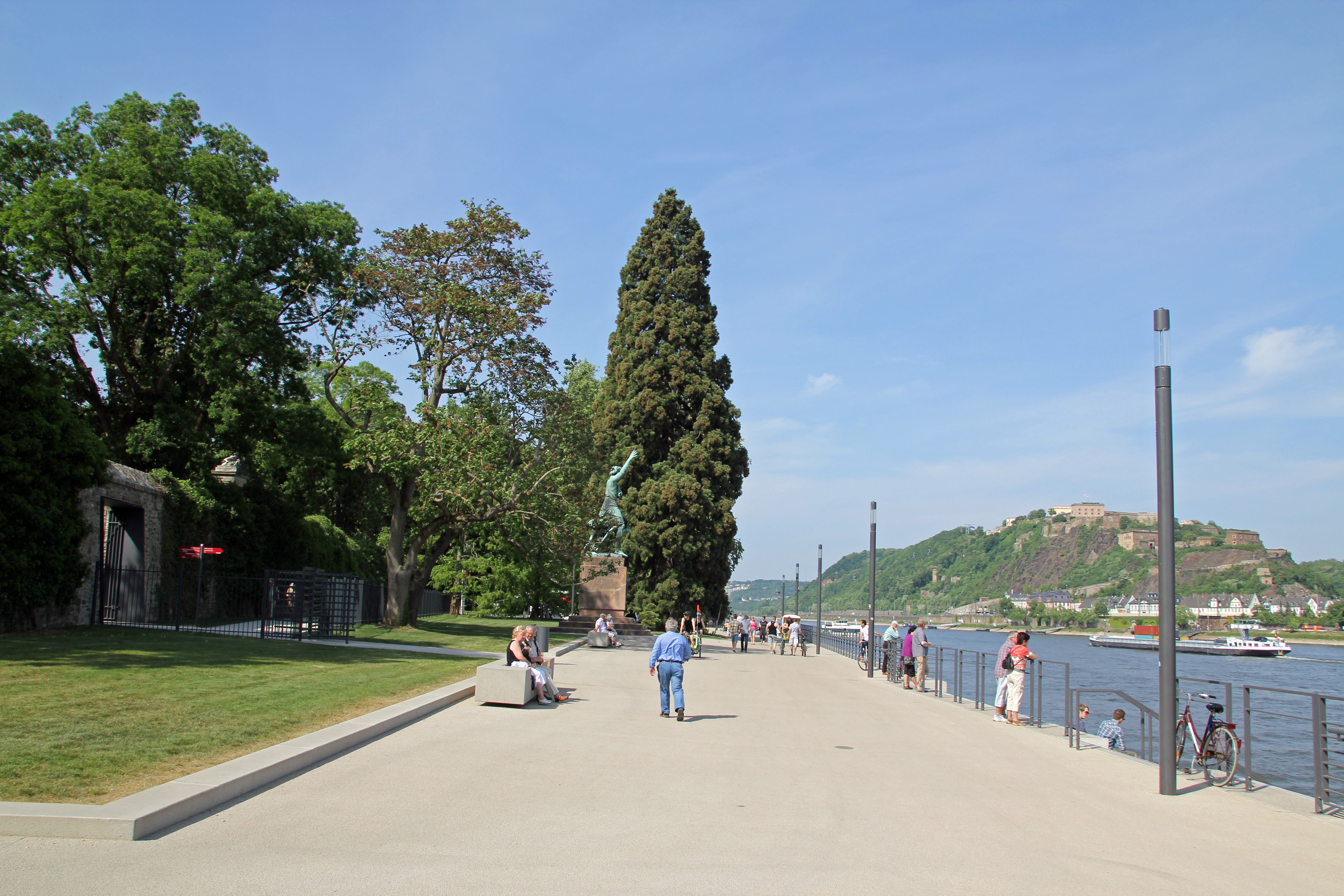
Die Rheinanlagen im Bereich des Joseph-Görres-Denkmals
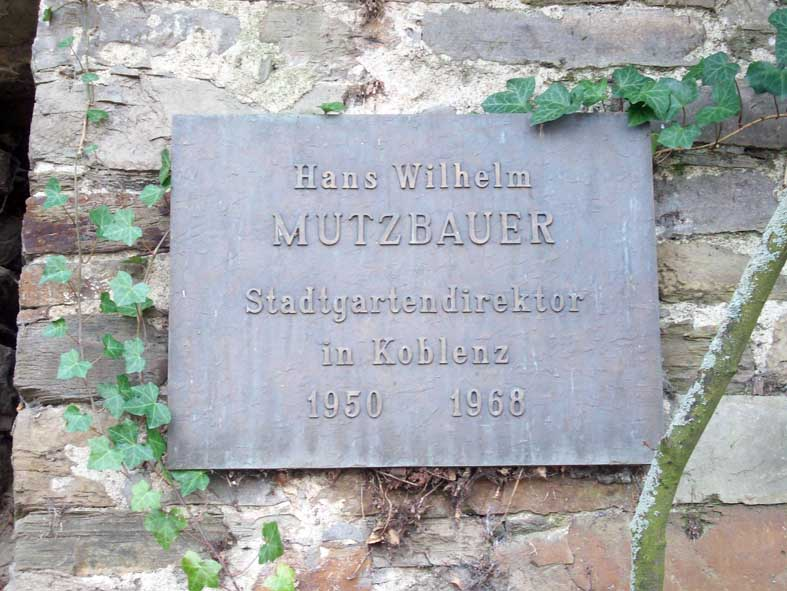
Gedenktafel für Hans Wilhelm Mutzbauer

### Königshalle
In einer von den beiden Kunsthistorikern Dellwing und Liessem bearbeiteten Veröffentlichung über Koblenzer Kunstdenkmäler aus dem Jahr 1986 findet sich die Festlegung: „Unter der Königshalle werden der Landbogen der Pfaffendorfer Brücke (1862–1864) und die südlich anschließende Stirnwand des Rheinkasemattenkorps von 1827 verstanden.“ In der älteren Literatur bei Ompteda (1886), in einem Koblenzer Reiseführer (1890) oder in den zeitgenössischen Koblenzer Adressbüchern bezieht sich der Begriff Königshalle hingegen ausschließlich auf den Bereich direkt unter dem Brückenbogen.
Nach Fertigstellung der Pfaffendorfer Brücke entstand 1864 zum Gedenken an die beiden preußischen Könige Friedrich Wilhelm IV. und seinen Bruder Wilhelm I. unter dem Brückenbogen zwischen der Auffahrt und den beiden Festungstürmen auf Koblenzer Seite die Königshalle (Position). In der völlig symmetrisch aufgeteilten Anlage befand sich zu beiden Seiten in der Mitte auf einer Marmorplatte ruhend eine gusseiserne Prunkbank mit je drei Adlern an den Lehnen und in Löwentatzen auslaufende Füße sowie eine marmorne Sitzplatte. Flankiert waren die Bänke zu beiden Seiten von einem eisernen Blumenkübel, drei gekreuzten Lanzen und einem Kandelaber. Mittig über der Bank befand sich das gusseiserne Medaillon-Bildnis des jeweiligen Königs und abschließend darüber ein weitgeschwungenes Feston aus Terrakotta. Erhalten blieben davon lediglich die zwei Bänke und die darüber angebrachten Festons.
Südlich des Brückenbogens zum Weindorf hin befindet sich als ein Teil der Brückenauffahrt der Rheinflügel des Kasemattenkorps der ehemaligen Rheinanschlusskaserne. Auf dessen Stirnseite wurde zur Erinnerung an die 25-jährige Verbindung (17. März 1850 bis 17. März 1875) des damaligen Prinzen- und späteren Kaiserpaares Wilhelm I. von Preußen und Augusta von Sachsen-Weimar-Eisenach zur Koblenzer Garnison acht Terrakottareliefs angebracht.
In der oberen Reihe befinden sich drei Reliefs: Links zeigt die gekrönte Initiale A für Augusta mit der Jahreszahl 1850, daneben das von Lorbeerkranz schwingenden Genien flankierte Reichswappen und rechts die gekrönte Initiale W für Wilhelm mit der Jahreszahl 1875. In der unteren Reihe befanden sich fünf Reliefs (das rechte blieb nicht erhalten): Drei (jeweils außen und mittig) zeigten ein von zwei preußischen Adlern gehaltenes Lorbeergehänge, das mittlere mit zusätzlichem Lorbeerkranz. Dazwischen zwei Reliefs mit je einem Lorbeerkranz.

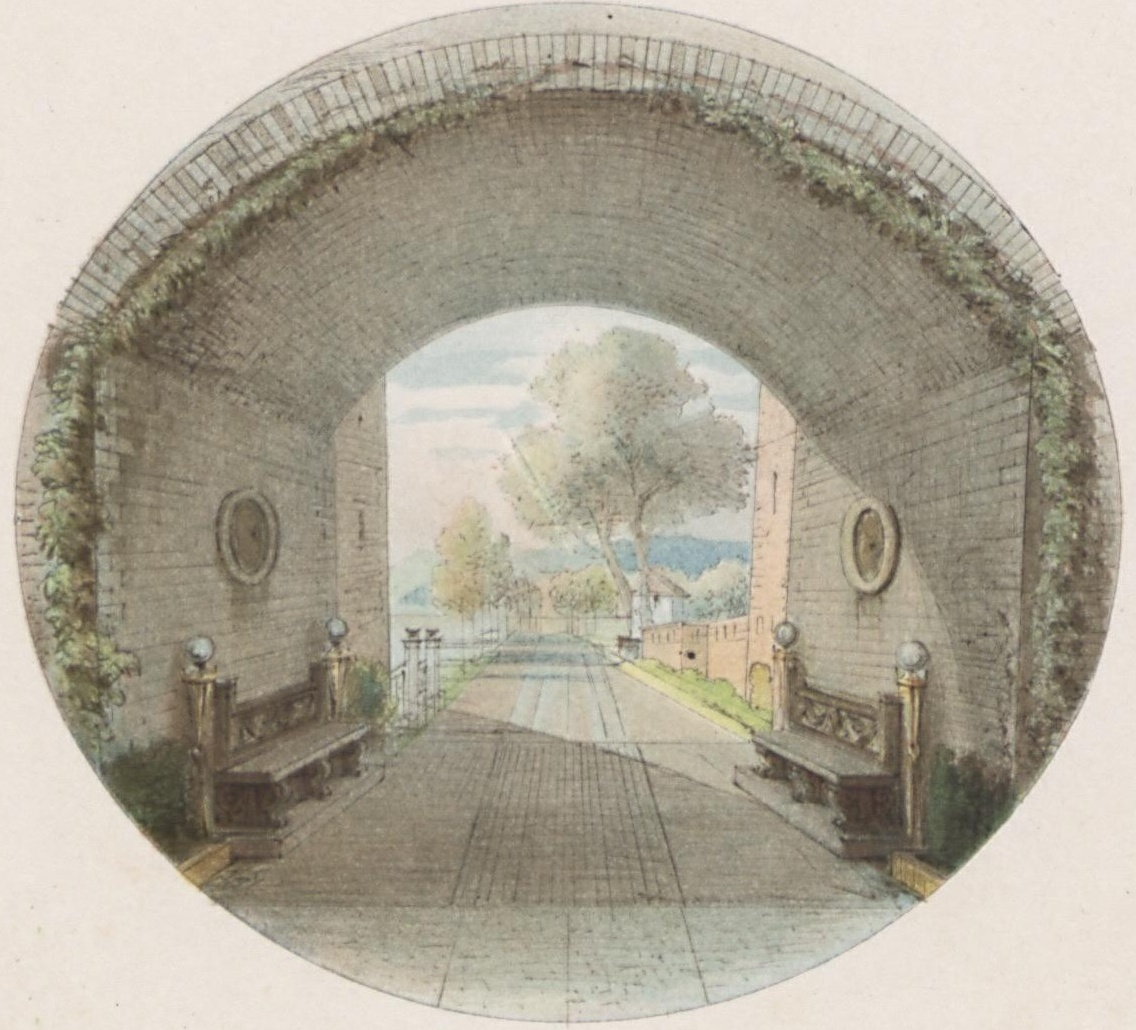
Königshalle, Zeichnung von Caspar Scheuren (1866)
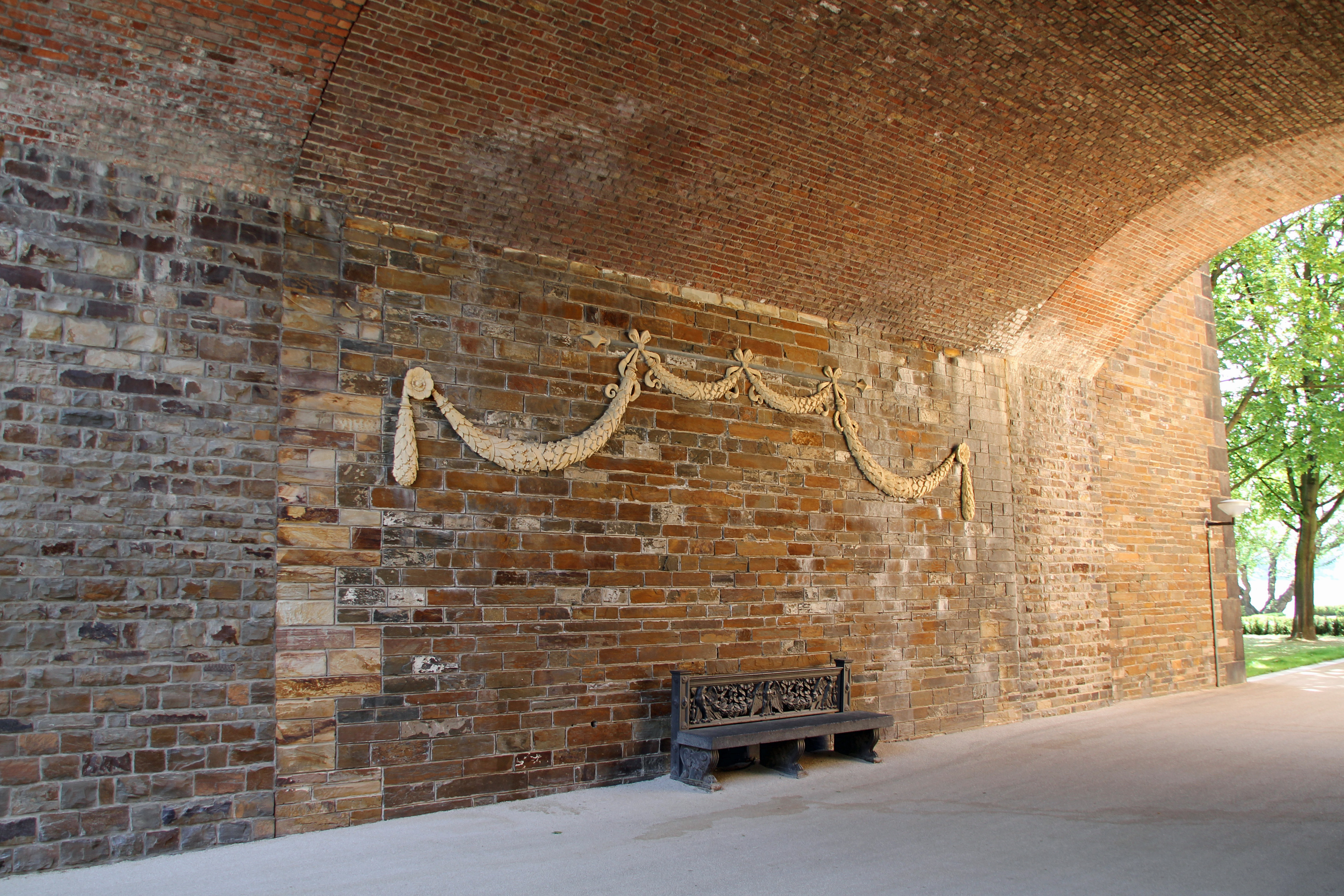
Königshalle, Rheinseite (2011)
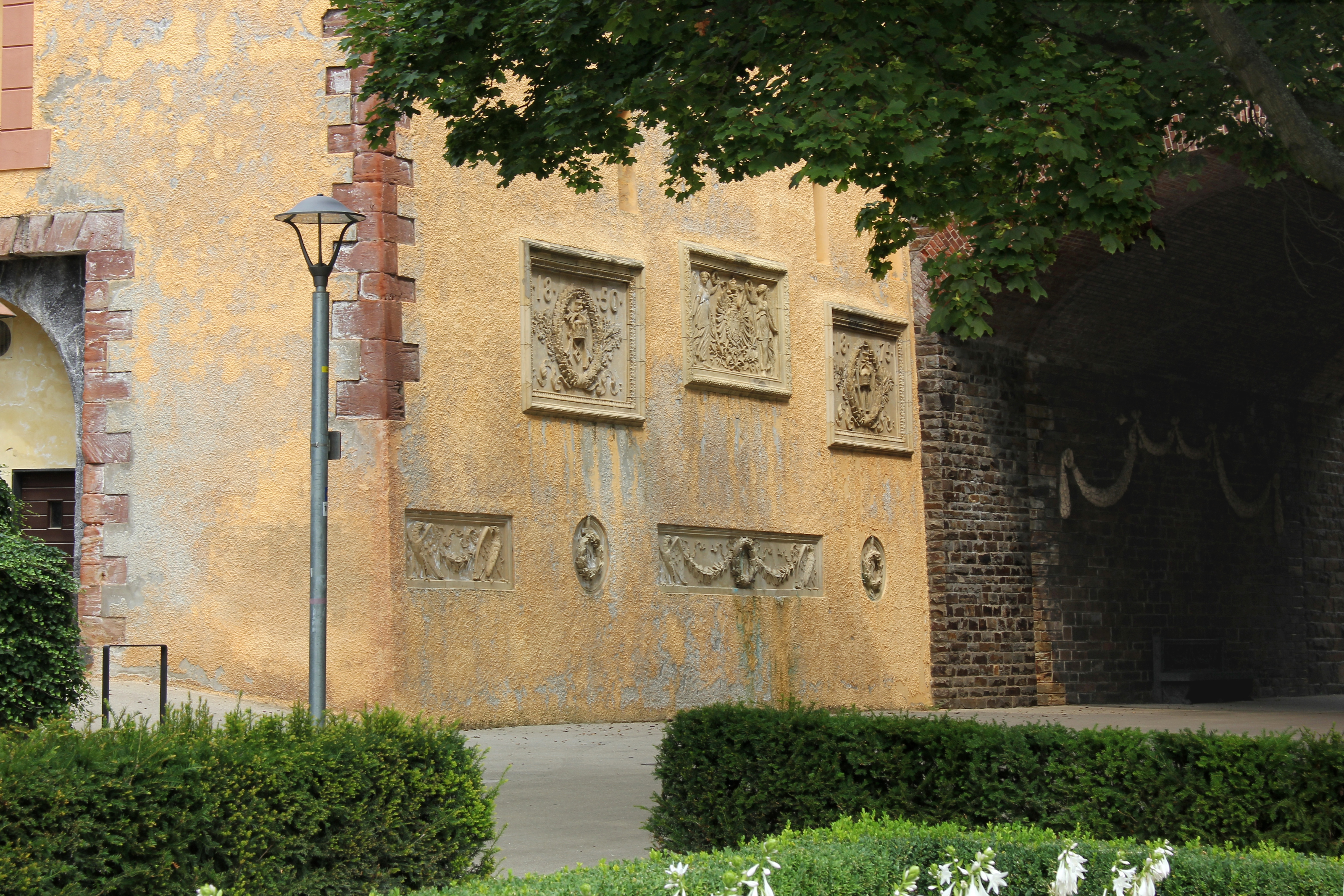
Stirnseite Kasemattenkorps (2015)

### Weindorf
Das Weindorf ist ein Komplex von Fachwerkhäusern, in denen eine privat betriebene Gastwirtschaft unterhalten wird. Es befindet sich südlich der Rampe zur Pfaffendorfer Brücke.
Das Weindorf wurde 1925 anlässlich der vom 8. August bis 13. September in Koblenz abgehaltenen „Reichsausstellung Deutscher Wein“ errichtet. Das Veranstaltungsgelände mit Ausstellungshallen und -häusern sowie Pavillons erstreckte sich vom heutigen Weindorf bis zur Städtischen Festhalle. Die heute noch erhaltenen vier Gebäude repräsentieren architektonisch deutsche Weinanbaugebiete: Ein Haus für Mosel-Saar-Ruwer, Rheingau, Hessen und Nahe, ein Haus für die Gebiete Mittelrhein, Ahr, Siebengebirge und Lahn, ein Haus für Baden, Württemberg, die Saale-Unstrut-Region und Sachsen, sowie ein viertes Haus für die vormals bayerischen Gebiete Pfalz und Franken.
Diese ursprünglich nur für die Dauer der Ausstellung errichteten Gebäude waren so beliebt, dass sie als Touristenattraktion beibehalten wurden. Bei Luftangriffen im Zweiten Weltkrieg wurde das ehemalige Veranstaltungsgelände der „Reichsausstellung Deutscher Wein“ 1944 völlig zerstört. Wegen seiner überaus hohen Beliebtheit wurden 1951 einige Gebäude am Rhein in etwas vereinfachter Form wieder aufgebaut. Etwa am Ort der zur Reichsausstellung errichteten Rheinhalle entstand 1959–1962 die Rhein-Mosel-Halle. 1982 wurde der Weindorfkomplex um das Mittelrheinhaus erweitert.

### Max-von-Schenkendorf-Denkmal

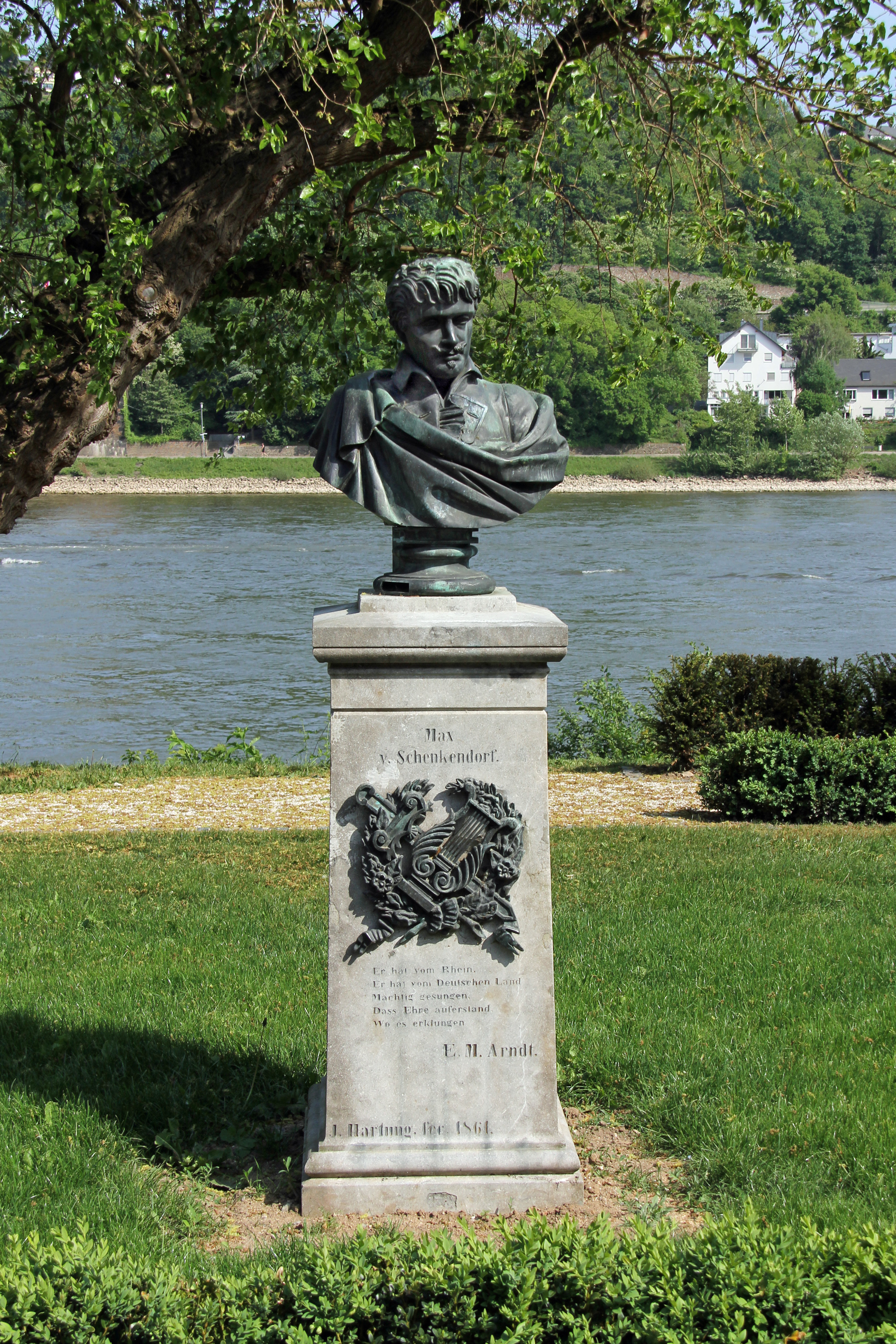
Büste des Dichters Max von Schenkendorf

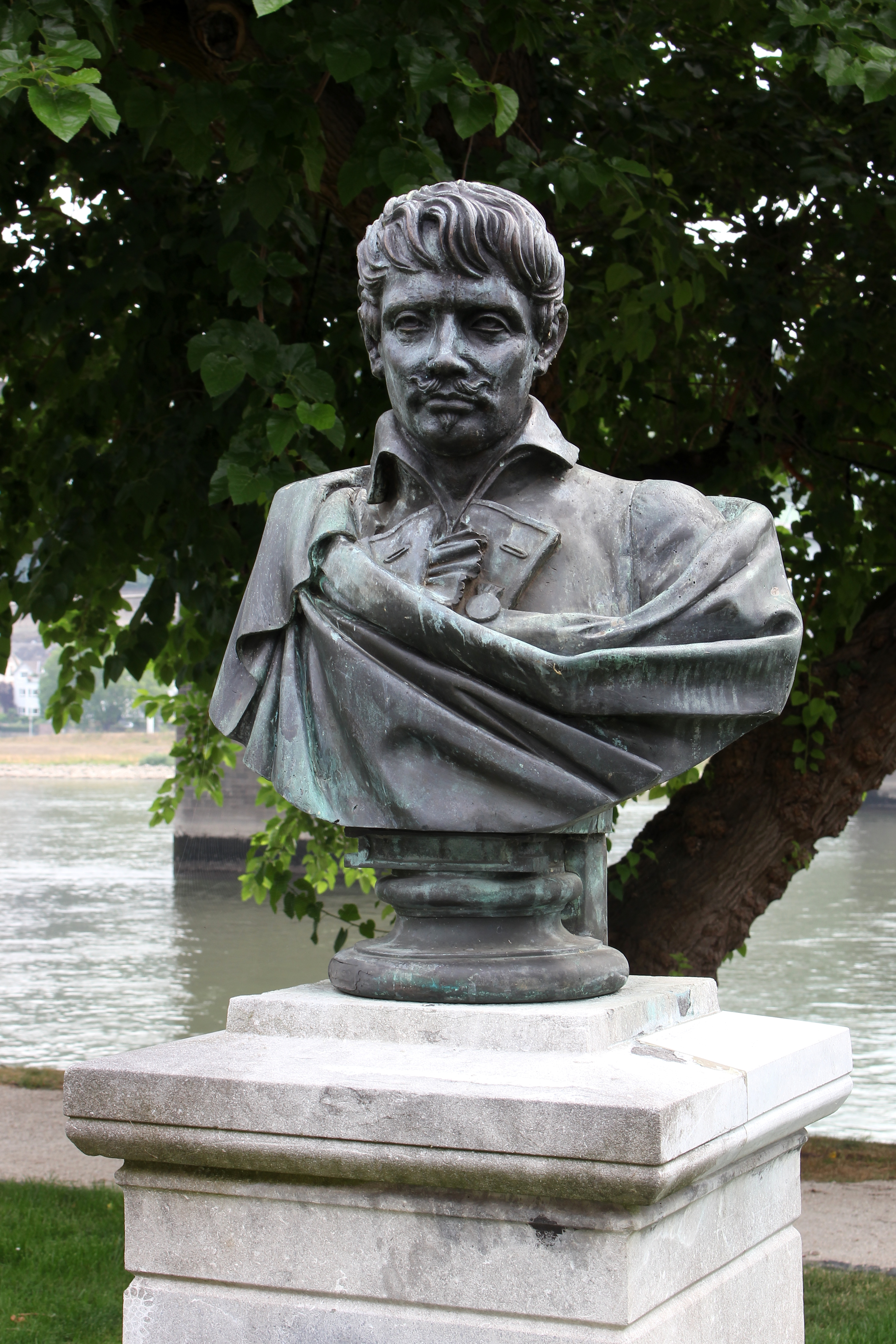
Replikat der Büste von Stefan Reckenthäler

Die Büste des patriotischen Dichters Max von Schenkendorf in der Nähe des Weindorfs (50° 21′ 12,3″ N, 7° 36′ 8,3″ O) wurde an von Schenkendorfs 78. Geburts- und 44. Sterbetag, dem 11. Dezember 1861, enthüllt. Die bronzene Büste steht auf einem Sockel aus hellem Kalkstein, das ein Bronzerelief mit Lorbeerkranz, Schwert und Leier sowie die folgende Hommage Ernst Moritz Arndts an Max von Schenkendorf als Inschrift trägt:
Er hat vom Rhein
Er hat vom Deutschen Land
Mächtig gesungen
Dass Ehre auferstand
Wo es erklungen
E. M. Arndt
E. M. Arndt
J. Hartung fec. 1871
Die Initiative zur Errichtung des Monuments ging von der Coblenzer Zeitung am 17. Februar 1861 aus. Ihr schloss sich auch die Königin Augusta an, die den ursprünglichen Standort gegenüber dem Brückenmonument auswählte. Dort sollte die Büste ein Steinpostament mit einem kleinen Blumenmädchen zwischen zwei kanadischen Pappeln ersetzen. Das neu gegründete Denkmals-Komitee gewann den in Berlin tätigen Koblenzer Bildhauer Johann Hartung als Künstler. Er sagte zu, eine Büste und ein eisernes Gitter in höchstens sechs Monaten anzufertigen und die Fundamentierung sowie die Aufstellung für 500 Taler zu übernehmen. Im Juni 1861 spendeten Freunde des Dichters, Augusta und ihr Gemahl sowie die Stadt Neuwied dem Komitee insgesamt 400 Taler. Zu gleicher Zeit waren im „Civil- und Militärcasino“ zwei Wochen lang Subskriptionslisten für Spender ausgelegt, wodurch nochmals mehr als 100 Taler zusammenkamen. Bereits am 19. Mai 1862 übergab das Komitee die Büste der Stadtverordnetenversammlung.
Die kanadischen Pappeln wurden 1867 durch zwei Eichen ersetzt, nachdem sie bei einem Sturm im März 1867 umgeknickt waren. Mit dem Umbau des Rheinkavaliers wurde die Büste 1960 als Eingangspunkt für die Kaiserin-Augusta-Anlagen zwanzig Meter entfernt vom Rheinkavalier verschoben. Ein erneuter Standortwechsel hin zum heutigen Standort vor dem Weindorf fand mit der Sanierung der Rheinanlagen zur Bundesgartenschau 2011 statt.
Im März 2012 wurde die Büste von Unbekannten zerstört, der Kopf dabei gestohlen. Die Stadt Koblenz gab eine Rekonstruktion der Büste in Auftrag, die am 22. Mai 2013 wieder an ihrem Platz vor dem Weindorf aufgestellt werden konnte. Das Replikat des Kopfes formte der Bildhauer Stefan Reckenthäler aus Montabaur, gegossen wurde es von Kai-Uwe Pelikan in Bendorf.

### Brückenmonument
Zwanzig Meter südlich der Pfaffendorfer Brücke erinnert das Brückenmonument (50° 21′ 10,5″ N, 7° 36′ 7,2″ O) an den Bau der Brücke (1862–1864), damals „Coblenzer Rheinbrücke“, genannt. Das Monument wurde von Königin Augusta gestiftet und an ihrem Geburtstag am 29. September 1864 eingeweiht. Eingraviert sind die Daten der Grundsteinlegung und der Eröffnung, sowie die Namen der Baumeister:

(Vorderseite:) 

(Rückseite:) 
Zur bleibenden Erinnerung an die Erbauer der Rheinbrücke
Geh. Oberbaurat HARTWICH
Abth. Baumeister SCHWARZ
Baumeister STERNBERG
Ingenieur BENDEL
_______
Über dem hohen Pfeilersockel mit den Inschriften erhebt sich die freistehende Säule mit korinthischem Kapitell. Bekrönt ist sie von der vollplastischen Figur des preußischen Adlers. Wegen seiner Ähnlichkeit mit der Berliner Siegessäule ist das Brückenmonument auch als „Koblenzer Siegessäule“ bekannt.
Im März 1876 zerstörte ein Orkan und das Hochwasser des Rheins die Säule, die daraufhin neu errichtet und am 24. Mai 1876 ein zweites Mal eingeweiht wurde. Von der ursprünglichen Säule ist nur noch ein Teil gegenüber dem wiederhergestellten Denkmal zu sehen und mit Hochwassermarken versehen worden. Deshalb wird die heute am Weindorf stehende, etwas versteckte Säule auch „Hochwassersäule“ genannt. Sie trägt folgende Inschrift: „Wasserstand Nov. 1882 – 12. März 1875 Hochwasser u. Orkan Zertrümmerung dieser Säule.“

### Weinbrunnen

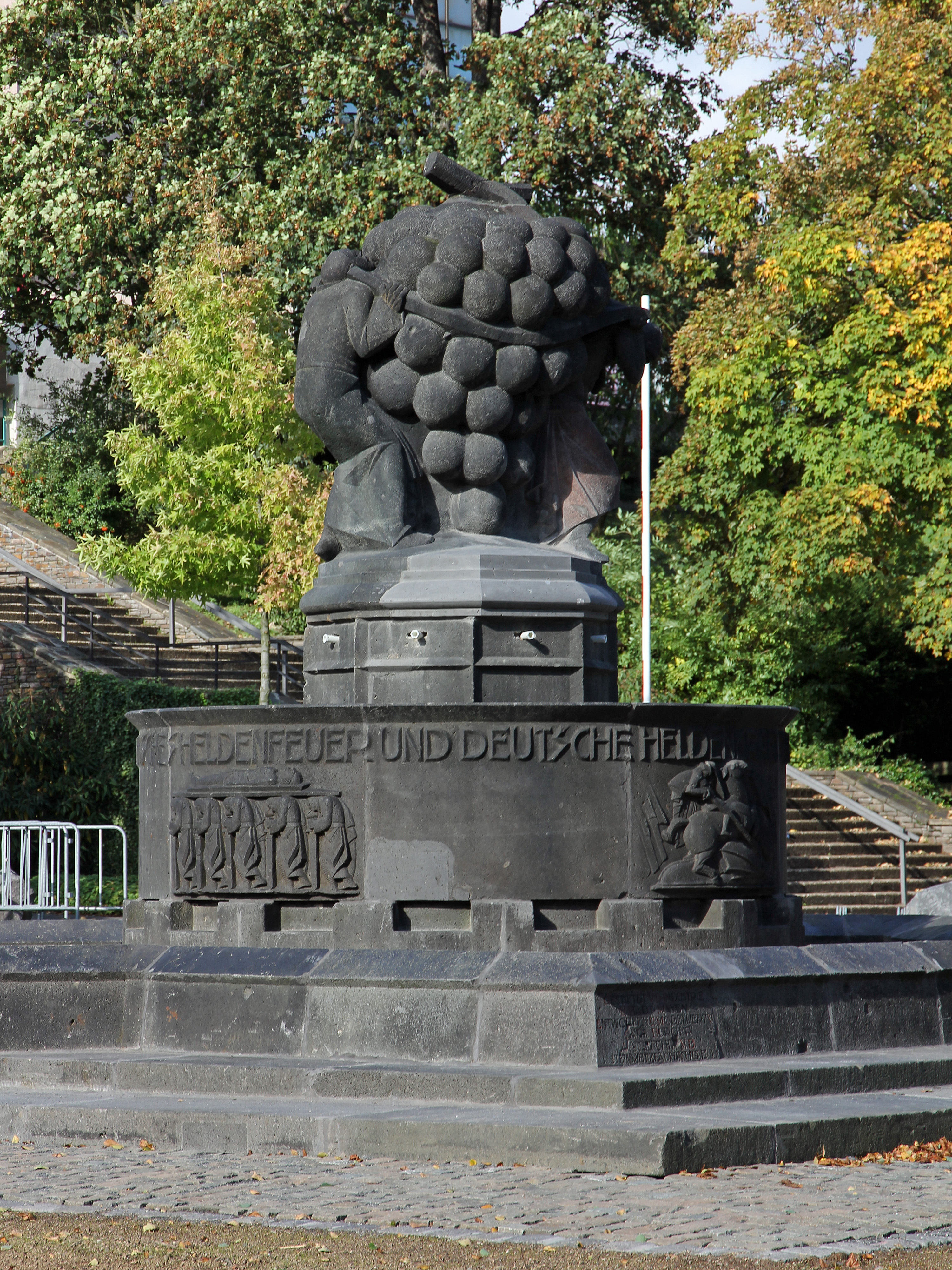
Der Weinbrunnen auf einer Wiese vor dem Weindorf

Auf einer Wiese südlich des Weindorfs wurde im Herbst 2013 der Weinbrunnen wiedererrichtet. Der Förderverein Rheinanlagen e. V. betrieb seit 2004 die Wiederaufstellung des vollständigen Weinbrunnens. Dazu wurden die fehlenden Teile des Brunnens gesucht, auf einem Bauhof in Niederberg wiederentdeckt und anschließend einem Restaurator zugeführt.
Aus Anlass der „Reichsausstellung Deutscher Wein“ wurde 1925 im Hof der Rheinhalle in der Mitte des Veranstaltungsgeländes das von Professor Josef Henselmann geschaffene Ehrenmal des Deutschen Weins aufgestellt. Aufgrund der Nacktheit der dargestellten Figuren verursachte es aber heftige Proteste in der Bevölkerung. Es wurde schließlich verhüllt und 1928 ganz entfernt.
Als Ersatz für das Ehrenmal wurde 1928 bei Carl Burger der Weinbrunnen in Auftrag gegeben und an gleicher Stelle aufgestellt. Der nach dem Zweiten Weltkrieg noch vollständig erhaltene Brunnen musste später bei der Enttrümmerung des Geländes dem Neubau der Rhein-Mosel-Halle (1959–1962) weichen. Danach wurden Reste der Skulptur vor dem Weindorf aufgestellt, der Brunnen selbst wurde demontiert und auf einem Bauhof in Niederberg eingelagert.

### Gedenkstein Geburtshaus von Valéry Giscard d’Estaing
Zur Erinnerung an das Geburtshaus des früheren französischen Staatspräsidenten und Koblenzer Ehrenbürgers Valéry Giscard d’Estaing wurde im September 2010 in den Rheinanlagen nahe dem Weindorf ein Gedenkstein mit Plakette aufgestellt (50° 21′ 9,5″ N, 7° 36′ 5,5″ O). Die Plakette trägt folgende Inschrift:

„An dieser Stelle stand das Haus, in dem der ehemalige französische Staatspräsident und Koblenzer Ehrenbürger Valéry Giscard d’Estaing am 2. Februar 1926 geboren wurde.“

Sein Vater war während der alliierten Rheinlandbesetzung in den 1920er Jahren in Koblenz stationiert. Das Geburtshaus wurde 1985 im Zuge eines Hotelbaus abgerissen.

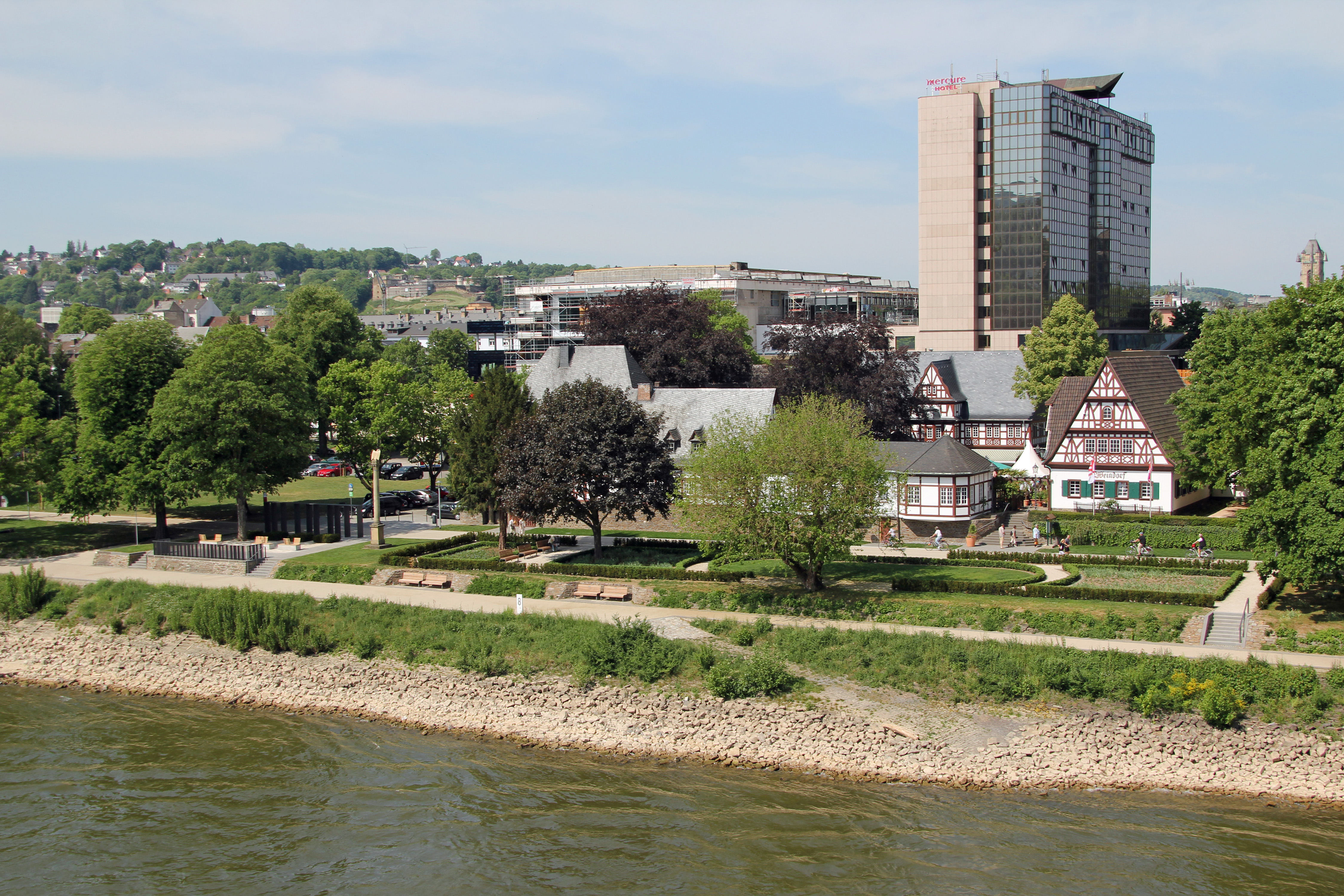
Das Weindorf mit dem zum Rhein zugewandten Mittelrheinhaus
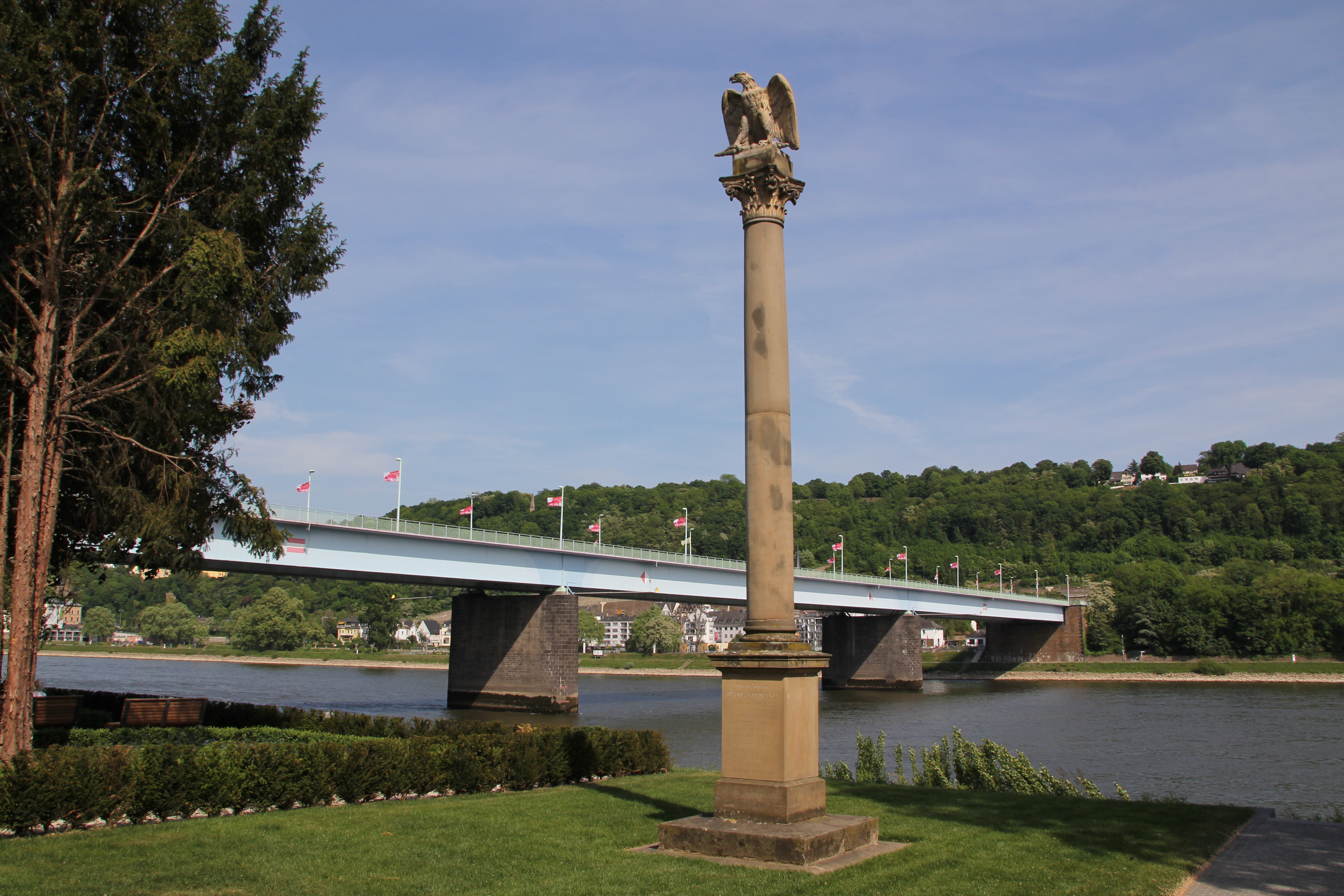
Nachbau des Brückenmonuments mit der Pfaffendorfer Brücke dahinter
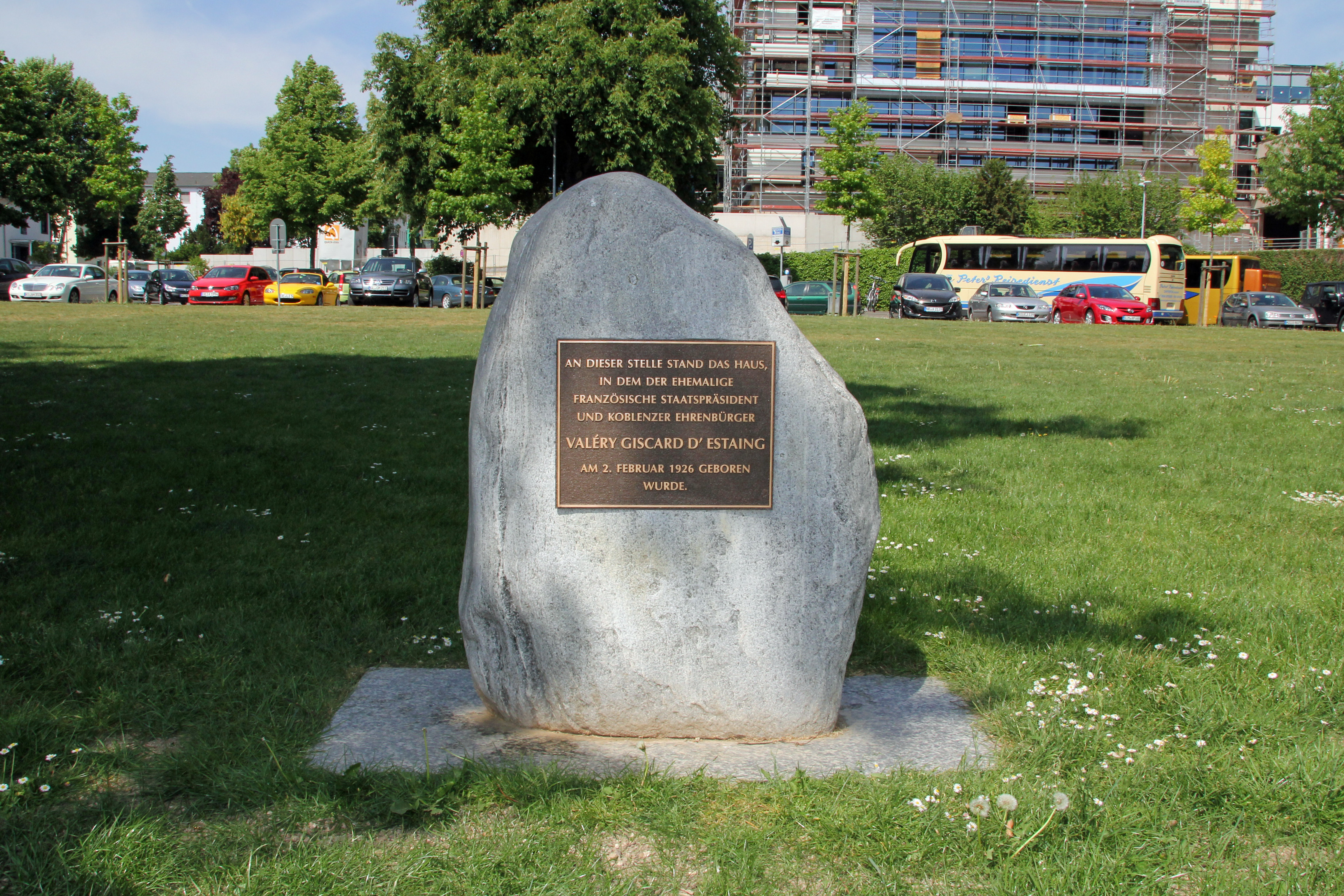
Gedenkstein zur Erinnerung an das Geburtshaus von Valéry Giscard d’Estaing
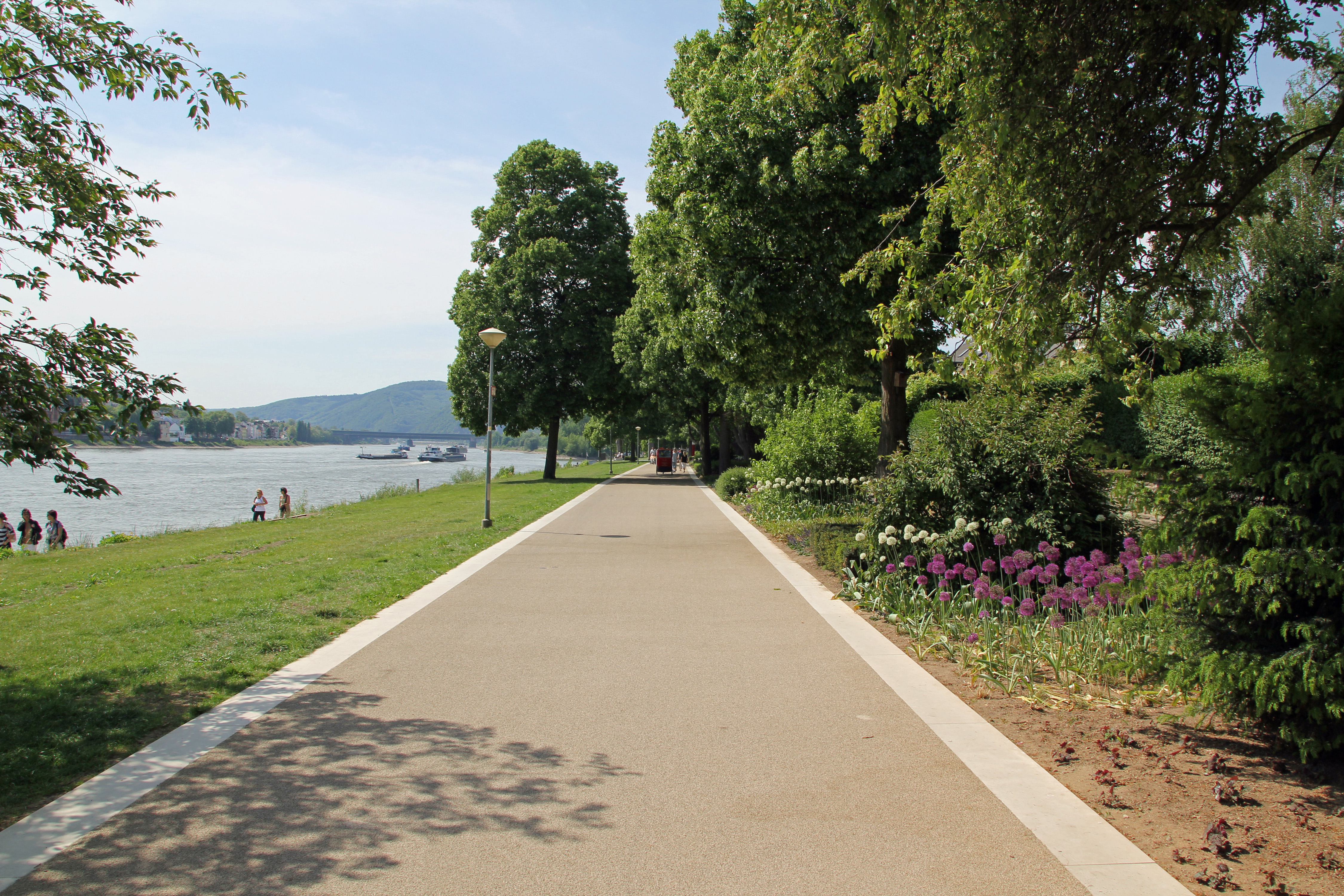
Die Kaiserin-Augusta-Anlagen zwischen Weindorf und Cafe Rheinanlagen

### Gedenkstein an den 14. Juli 1870
Der Gedenkstein aus Basaltlava steht am nördlichen Ende des Cafés Rheinanlagen (50° 20′ 56″ N, 7° 35′ 54,7″ O) und wurde am 22. März 1897, dem hundertsten Geburtstag von Kaiser Wilhelm I., aufgestellt. Er erinnert an das Verweilen des damals noch preußischen Königs Wilhelm in der ehemaligen Trinkhalle am 14. Juli 1870. Er kam von seiner Kur in Bad Ems nach Koblenz (Emser Depesche). Dies war wenige Tage vor der Kriegserklärung vom 19. Juli 1870, die zum Deutsch-Französischen Krieg führte. Auf dem Gedenkstein sind die folgenden Worte eingemeißelt:

„Hier verweilte am Donnerstage, dem 14. Juli 1870, dem denkwürdigen Tage vor der Kriegserklärung, nachmittags S.M. König Wilhelm an der Seite J.M. der Königin Augusta tiefbewegt inmitten des begeistert ihm huldigenden Volkes.“

### Café Rheinanlagen
Das heutige Café Rheinanlagen (50° 20′ 55,5″ N, 7° 35′ 53,5″ O) geht zurück auf eine an selber Stelle im Jahr 1861 errichteten Trinkhalle. Sie wurde bei Bombenangriffen im Zweiten Weltkrieg zerstört. Beim Wiederaufbau in den 1950er Jahren wurde das heutige Café Rheinanlagen mit einer Konzertmuschel daneben errichtet. Der Gastronomiebetrieb mit Biergarten am Rheinufer wurde 2011 verkauft. Der neue Betreiber plant, das Gebäude abzureißen und auf dem Gelände ein Hotel mit Café zu errichten. Eine Bürgerinitiative versucht aber diese Bebauungspläne zu verhindern.
Am 26. August 2011 kam es im Biergarten des Cafés Rheinanlagen zu einem folgenschweren Unglück. Bei einem Unwetter brach ein riesiger Ast eines Kastanienbaums ab und erschlug eine Besucherin des Biergartens.

### Denkmal für Josef Peter Lenné
In der Höhe der Lennéstraße (50° 20′ 51″ N, 7° 35′ 50,5″ O) befindet sich am Wegesrand die Porträtbüste von Peter Joseph Lenné. Sie wurde von Franz Adams dem Älteren, Geheimer Justizrat in Koblenz, in Auftrag gegeben und aufgestellt. Seine Erben schenkten sie 1895 der Stadt. Die Büste ist die Kopie einer 1847 von Heinrich Berges ausgeführten und nach einem Modell von Christian Daniel Rauch entstandenen Marmorbüste, die 1848 im Schlosspark Sanssouci aufgestellt wurde.
Die Büste steht auf einem sich nach unten verjüngenden Hermensockel aus Kalkstein. Auf der Brust der Büste steht sein Name, der Sockel darunter trägt folgende Inschrift: „Dr. h. c. Peter Josef Lenné, Gartenbaudirektor der königl. Gärten, 1789–1866.“

### Luisen- oder Salvetempel

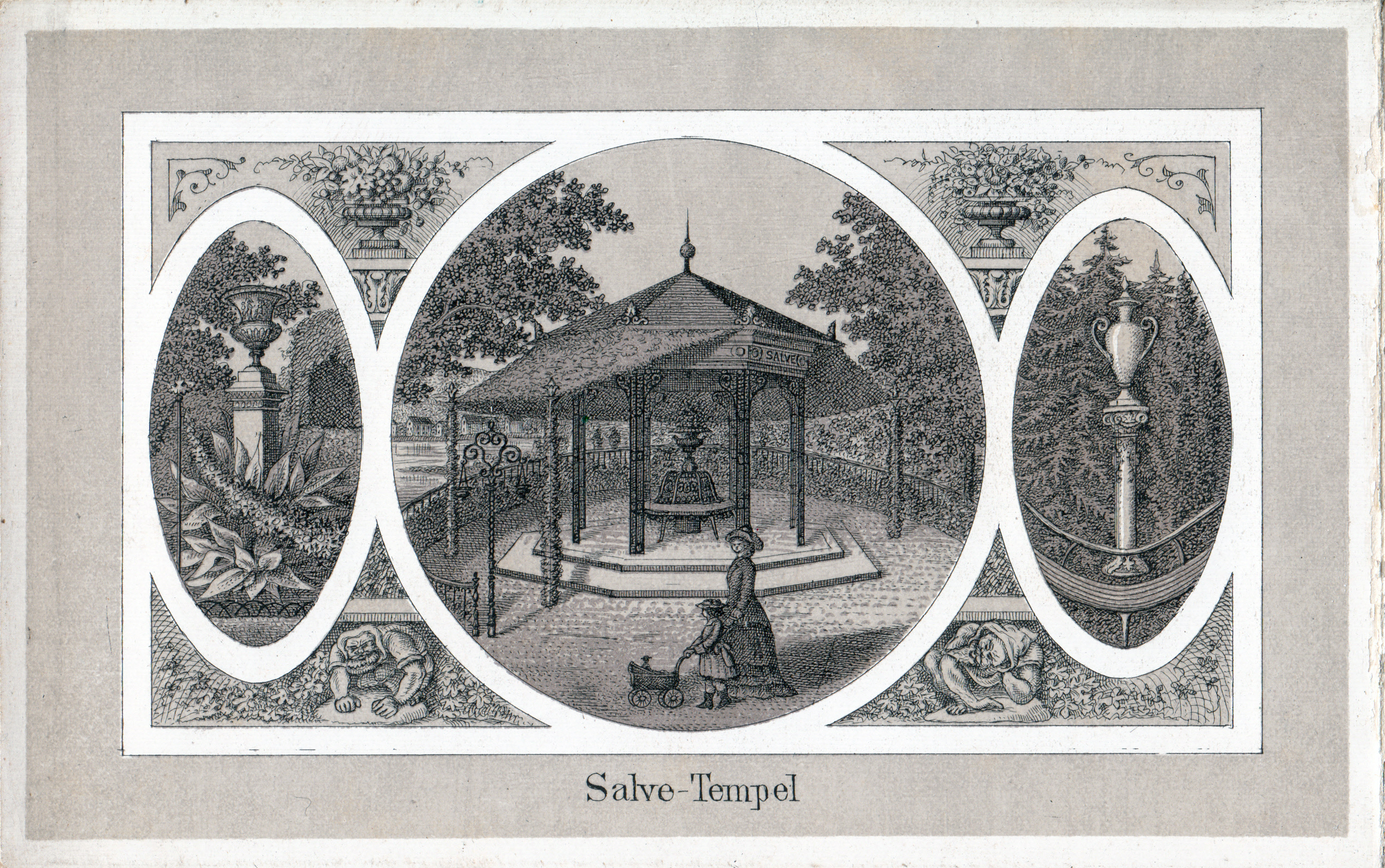
Salve- oder Luisentempel, 1876

Der Luisen- oder Salvetempel (50° 20′ 49″ N, 7° 35′ 48,7″ O) ist ein offener, spätklassizistischer Pavillon mit achteckiger Grundfläche, der um 1862 errichtet wurde. Sein pyramidales Zeltdach wird von acht in der Sayner Hütte gegossenen Eisensäulen gestützt. Das Gebälk ist mit Lorbeerkränzen geschmückt und trägt im Inneren auf dem Friesstreifen die folgende nach 1871 angebrachte Inschrift:

„Ihrer königl. Hoheit der Prinzessin Augusta nachmals Königin + Kaiserin, verehrt von Allerhöchst dero Kindern S.K.H dem Prinzen Friedrich Wilhelm + I.K.H. der Prinzessin Luise“

Weil der Tempel die Bauarbeiten für das Kaiserin-Augusta-Denkmal behinderte, wurde er am 1. Oktober 1893 rheinabwärts verschoben. Der originäre Standort markiert die Stelle, wo Augusta 1856 einen Spielplatz für ihre Tochter Luise errichten ließ. Dieser Platz hieß bald darauf Luisenplatz und wurde von einer Gruppe aus Zwergen aus Terrakotta geziert. Der Luisenplatz befand sich zwischen dem „Englischen Platz“ rheinaufwärts im Norden und dem Platz „Vaterland“ rheinabwärts. Nach den Zerstörungen im Zweiten Weltkrieg wurden die Plätze samt Ausstattung nicht wiederhergestellt.

### Kaiserin-Augusta-Denkmal
Das Kaiserin-Augusta-Denkmal wurde am 18. Oktober 1896 zur Erinnerung an die 1890 verstorbenen Kaiserin Augusta enthüllt. Es steht am Ausgangspunkt der historischen Rheinanlagen, dem Luisenplatz, wo Augusta 1856 einen Spielplatz für ihre Tochter Luise errichten ließ. Um die Marmor-Skulptur der sitzenden Augusta in antikem Gewand im siebzigsten Lebensjahr wurde ein architektonischer Überbau aus istrischem Kalkstein errichtet. Die Skulptur stammt von Karl Friedrich Moest, während Bruno Schmitz den architektonischen Überbau schuf. Der Errichtung war eine 6-jährige Planungsarbeit, Organisation von finanziellen Mitteln und zwei Preisausschreiben vorausgegangen.
Das Denkmal überstand die Luftangriffe auf Koblenz unbeschadet. Es wurde 1979 und 2014 wegen starker Verwitterungserscheinungen renoviert.

### St.-Georg-Bildstock

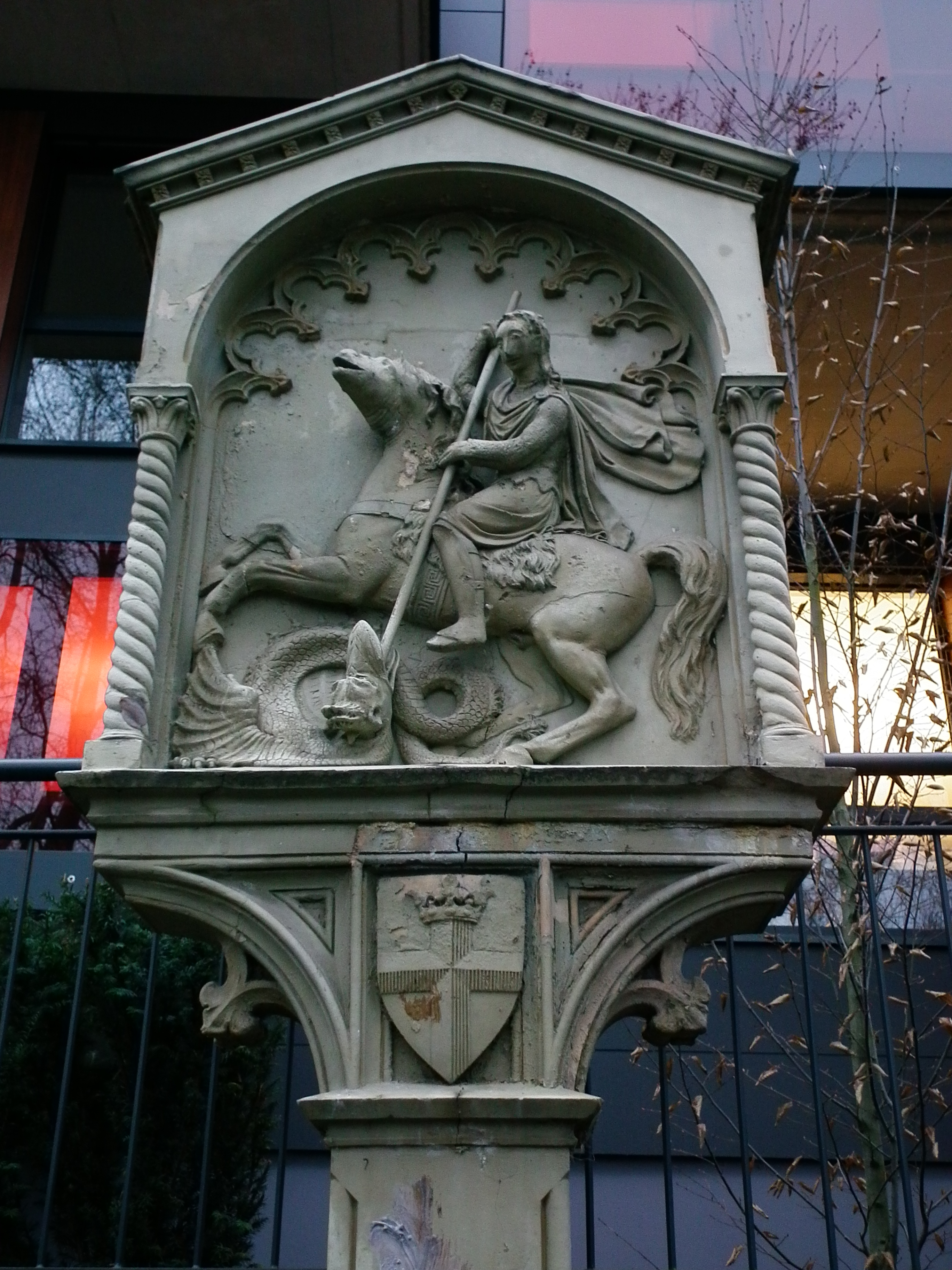
St.-Georg-Bildstock

Am südlichen Ende der Kaiserin-Augusta-Anlagen (50° 20′ 39,3″ N, 7° 35′ 32,5″ O) steht etwas versteckt abseits des Hauptweges ein Bildstock aus Sandstein für den heiligen Georg. Er geht auf einen Entwurf von Hermann Nebel zurück und entstand 1860. Die Errichtung des Bildstocks steht wohl im Zusammenhang mit der Kaltwasserheilanstalt Bad Laubach und wurde erst nach dem Zweiten Weltkrieg an seinen jetzigen Standort versetzt. Er wurde 1984 von Rudi Scheuermann restauriert, wobei der Kopf des Heiligen und des Pferds in modernen Formen erneuert wurde.
Der in neuromanisch-neugotischen Formen errichtete Bildstock auf einem hohen Pfeiler stellt den heiligen Georg auf einem Pferd reitend mit einer Lanze in der Hand einen Drachen tötend dar. Darunter in der Konsole befindet sich das Wappen der Stadt Koblenz. Die Sandsteinplastik war ursprünglich farbig gefasst.

### Schwanenteich
Der Schwanenteich ist ein ehemaliger Rheinarm am südlichen Ende der Rheinanlagen (50° 20′ 26″ N, 7° 35′ 16″ O). Er trennt sie von der Halbinsel Oberwerth zwischen der Oberwerther Brücke, über die die Mozartstraße führt, und dem Bahndamm, dessen Gleise über die Horchheimer Eisenbahnbrücke auf die rechte Rheinseite führen.
1878/79 wurden parallel mit der Horchheimer Eisenbahnbrücke die Oberwerther Brücke nebst Brückendamm über den Rheinarm zur Insel Oberwerth gebaut. Der Rheinarm wandelte sich damit in einen 4 ha großen Teich mit einer kleinen Insel. Das Areal um den Schwanenteich wurde nach seiner Bepflanzung zeitgenössischen Quellen gemäß „Die kleine Schweiz“ genannt. Der Name stammt von für den Brückenbau ausgeschachtetem Kies, der um den Teich als kleine Hügel verteilt wurde. Ursprünglich standen am Ufer noch ein Pfauenhaus sowie ein Blockhaus für den Teich-Wärter. Dahinter befand sich noch ein „Karthäuserquelle“ genannter Schlangenkopf-Brunnen. Den neuen Abschluss der Kaiserin-Augusta-Anlagen bildete neben der Eisenbahnbrücke ein aus Holzästen gezimmerter Pavillon.
Anlässlich des Neubaus der Oberwerther Brücke beschloss der städtische Anlagenausschuss im Februar 1907 die Umgestaltung und bessere Integration des Areals um den Schwanenteich in die Rheinanlagen. Die Verhandlung mit den beteiligten Behörden Rheinstrombauverwaltung als Verwalter und der königlichen Eisenbahndirektion als Eigentümerin der Grundstücke dauerten bis 1911 an. Bis August 1911 schuf das beauftragte Gartenbauunternehmen „Gebrüder Siesmayer“ größere Wiesenflächen, begradigte die verschlungenen Wege und integrierte den alten Leinpfad. Er war zwar seit Langem nicht mehr genutzt worden, befand sich aber immer noch im Eigentum der Rheinstrombauverwaltung. Pfauenhaus, Blockhaus, Brunnen und Pavillon verbrannten bei Bombenangriffen im Zweiten Weltkrieg und wurden nicht wiederhergestellt.
Gartendirektor Mutzbauer plante 1953 eine Regulierung und Instandsetzung von Uferbereich und Fußweg nebst neuem Schutzgeländer. Anstelle eines Steingartens sollte ein weiterer Spielplatz entstehen. Von diesen Plänen wurden bis 1955 nur einige Reinigungsarbeiten ausgeführt. Nachdem sich der Unmut der Bevölkerung über den allgemeinen Zustand in diesem Bereich in Presseartikeln gezeigt hatte, wurden Mutzbauers Pläne bis 1965 erweitert. Dabei stiegen die projektierten Kosten von 85.000 DM auf 239.500 DM an. Für diesen Kostenrahmen fand sich keine Zustimmung im Stadtrat, sodass das Areal um den Schwanenteich unberührt blieb.

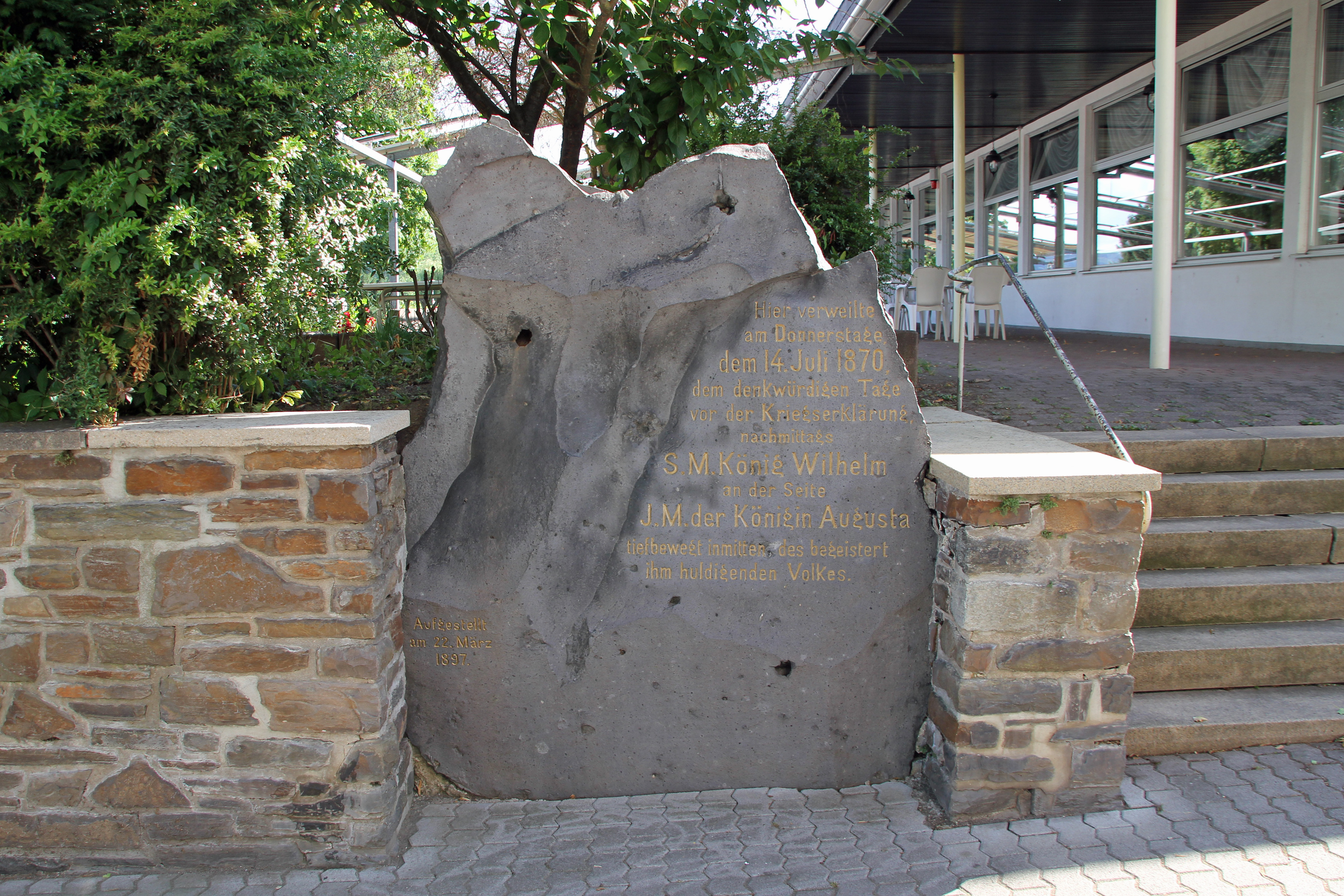
Der Gedenkstein 14. Juli 1870 neben dem Café Rheinanlagen
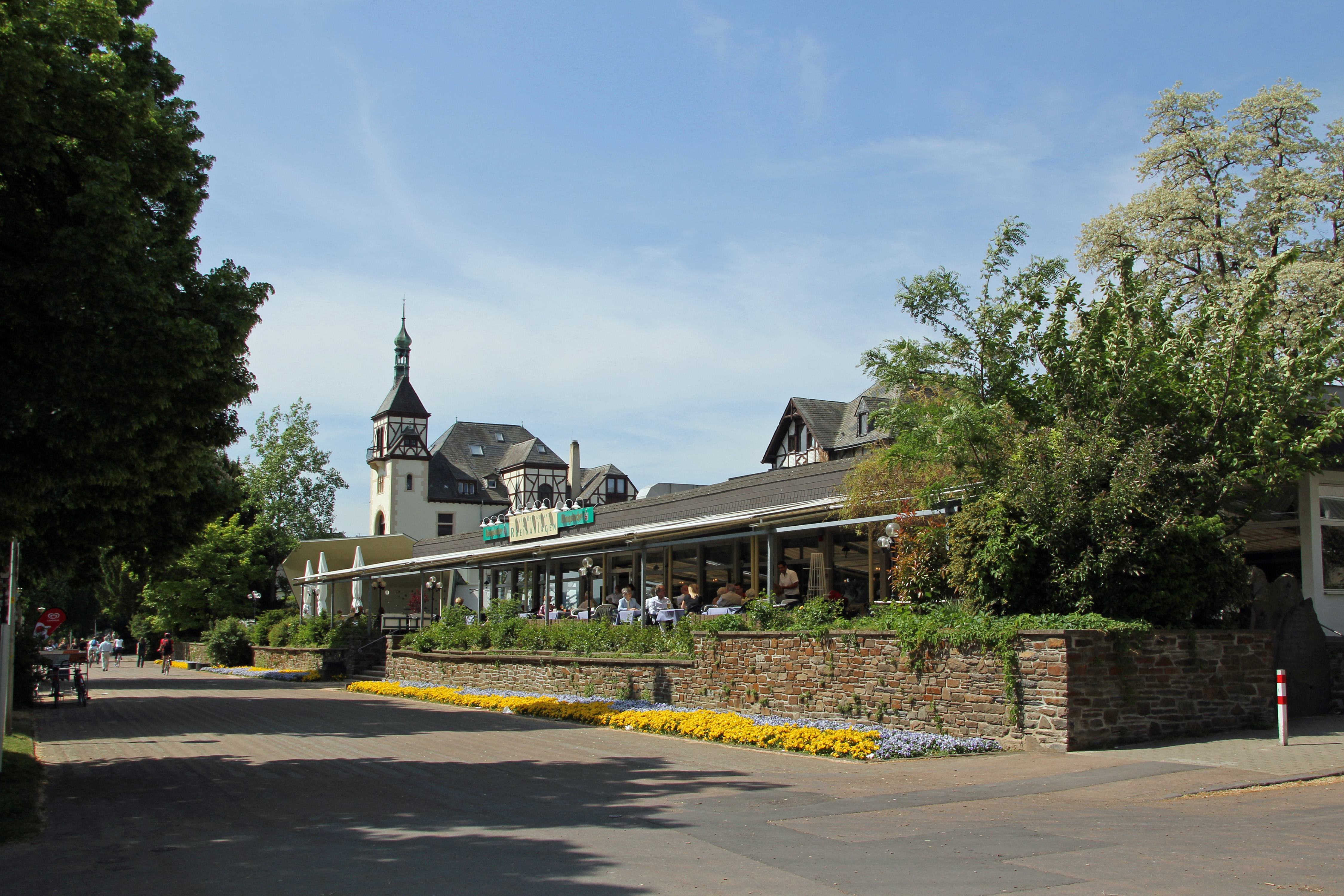
Das Café Rheinanlagen
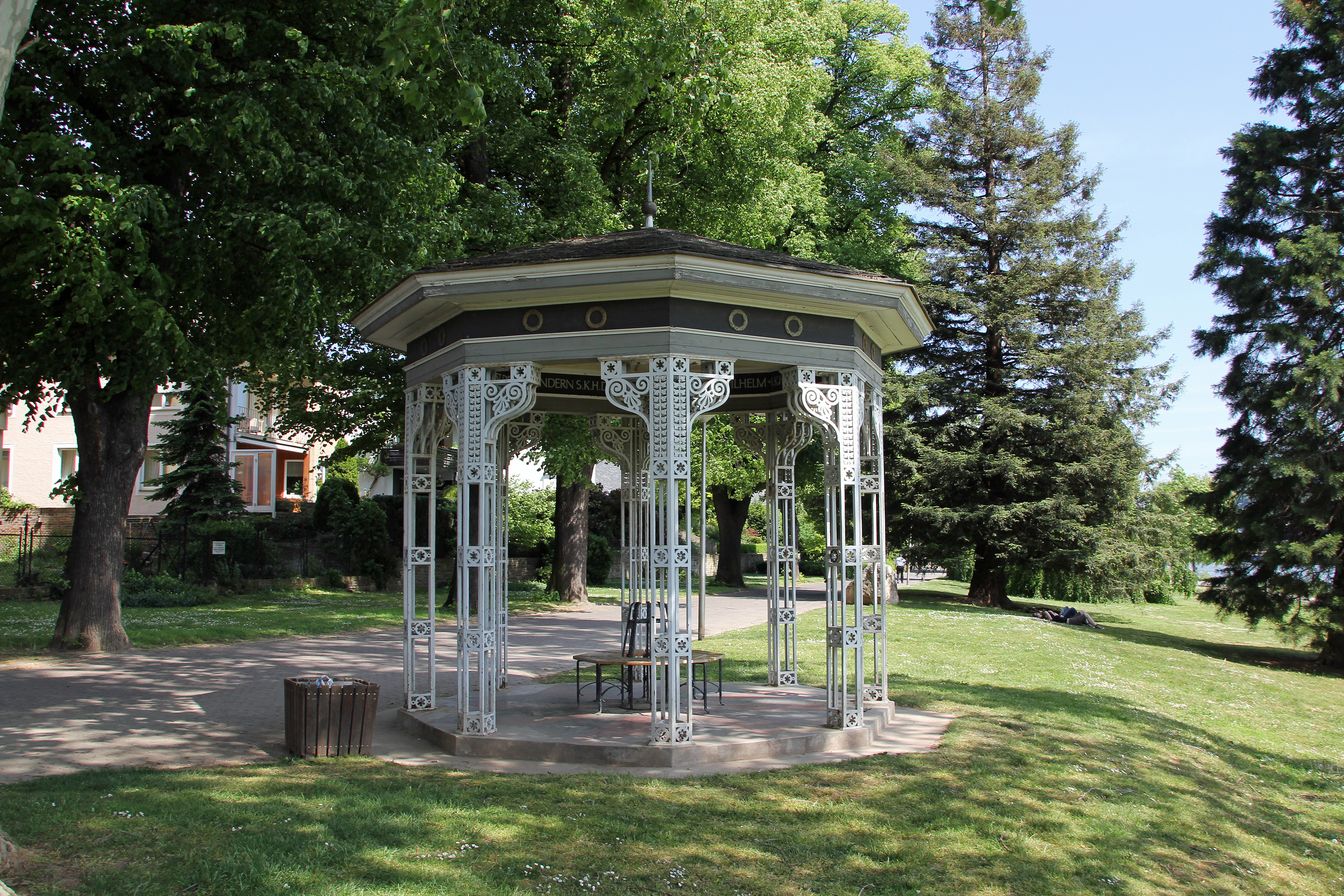
Der Luisen- bzw. Salvetempel
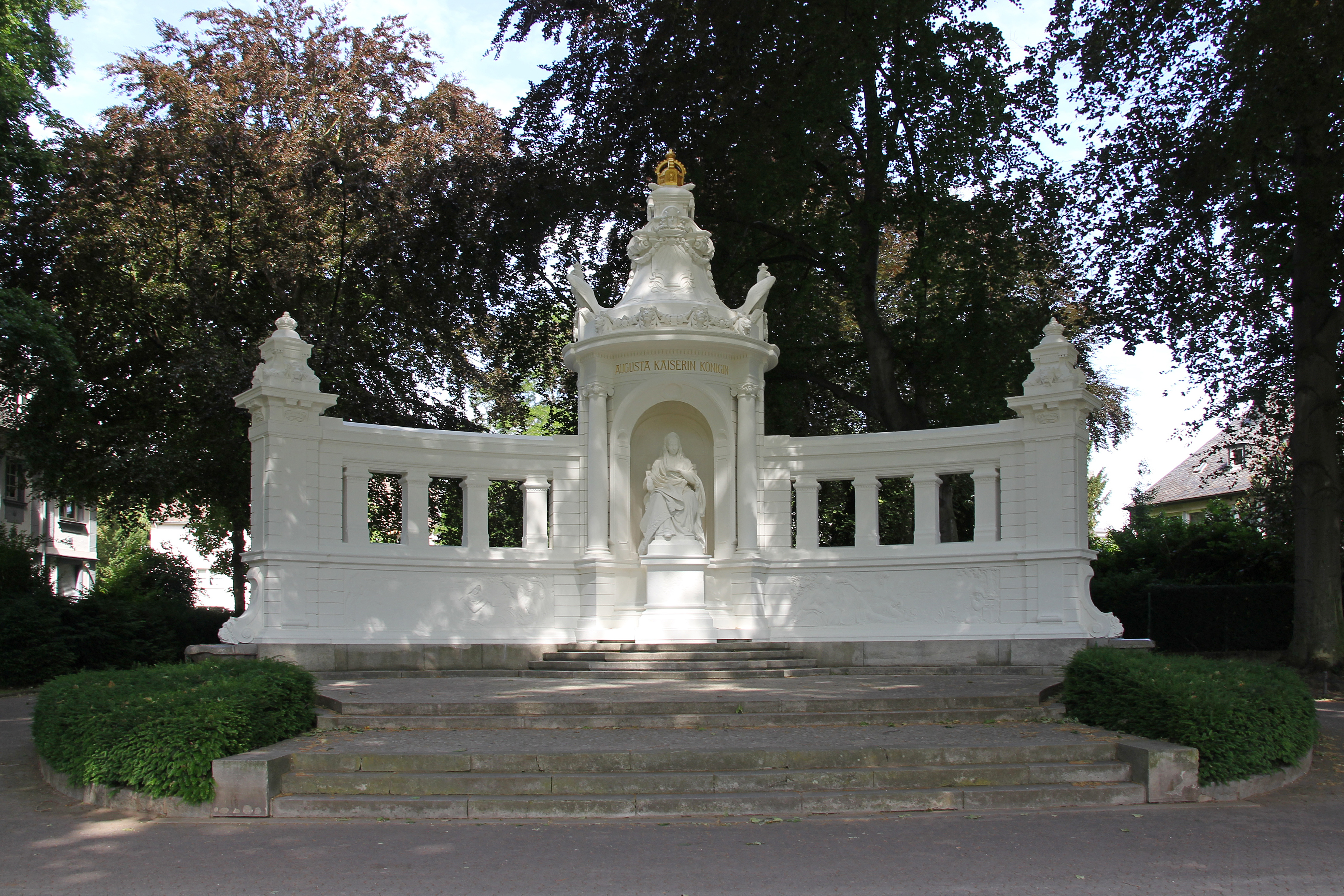
Das Kaiserin-Augusta-Denkmal
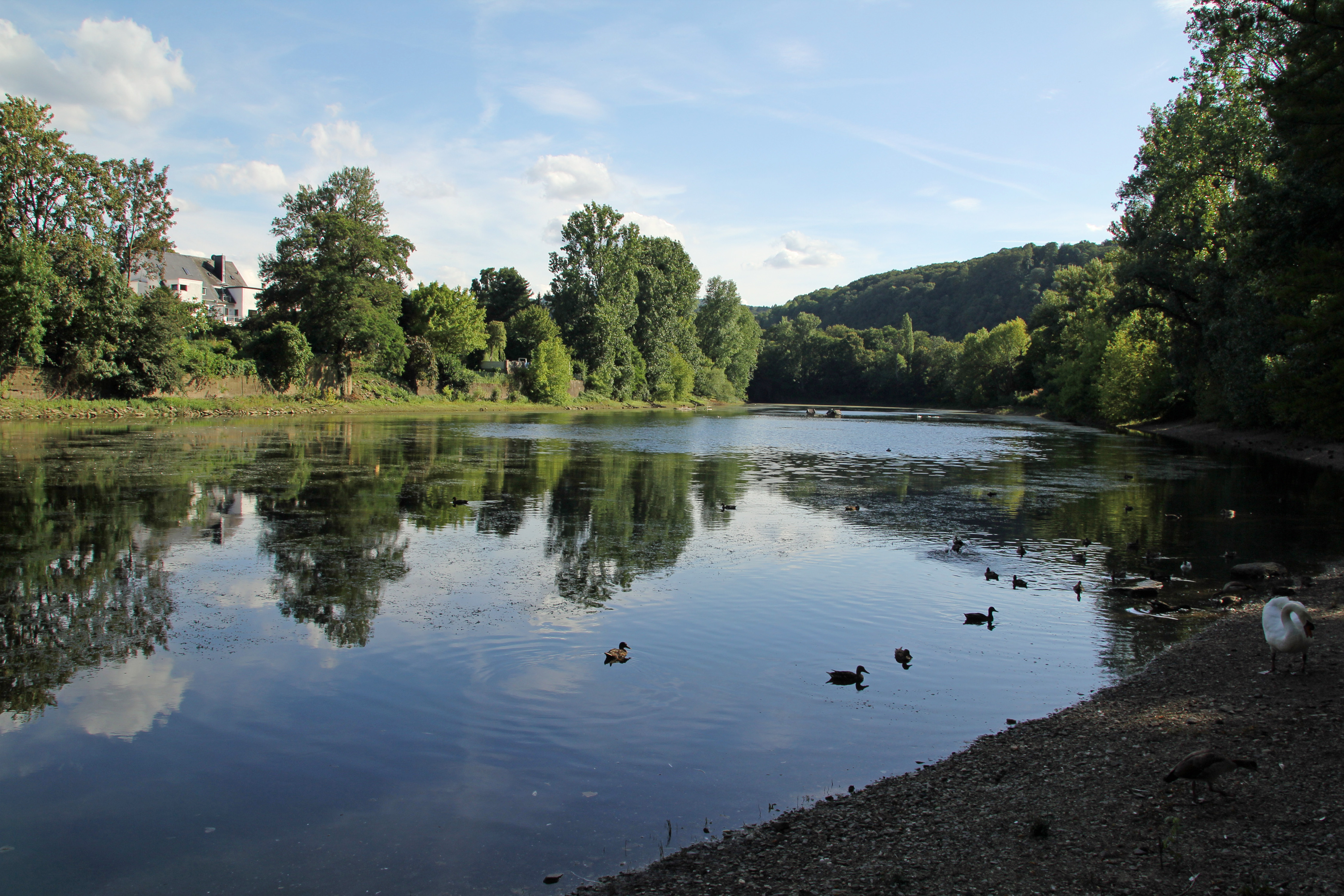
Blick auf den Schwanenteich

## Ehemalige Orte / Objekte
Zahlreiche Kunstdenkmäler und Plastiken säumten den Park im Laufe seiner Geschichte, von denen aber die meisten im Zweiten Weltkrieg zerstört wurden. Auch von der ursprünglich prunkvollen Ausstattung der Gärten existiert nur noch wenig. Ihr Zweck war neben den ästhetischen Gesichtspunkten auch die Bildung, die von Porträtbüsten, der Bibliothek in der Trinkhalle und dem Observatorium, in dem wissenschaftliche Geräte ausgestellt wurden, vermittelt wurden.

### Plätze
Die Promenade der Kaiserin-Augusta-Anlagen führte über folgende sechs Plätze:
- der Platz „Gruppe von vier Knaben“, die den Handel, das Gewerbe, die Wissenschaft und die Wehrkraft symbolisierten. Diese Figuren stammten aus der Charlottenburger Kunstwerkstätte von Ernst March und wurden von Alexander Calandrelli entworfen.[R 21]
- der Platz „Vier Jahreszeiten“, in dessen Mitte eine Statue von vier Knaben, die eine Empore tragen.[S 4]
- der „Englische Platz“ mit einer auf zwei Säulenstühlen ruhenden Sonnenuhr in der Mitte.[S 3] Der halbrunde Platz wurde von Nordmannstannen umrundet und mit Immergrün geschmückt.[R 22]
- der „Luisenplatz“ an der Stelle der 1856 aufgestellten Spielbank für Augustas Tochter Luise. Er wurde von Zwergen aus Terracotta geziert.[S 3] Auf ihm wurde 1866 der Luisentempel errichtet.
- der 1863 eingerichtete halbrunde Platz „Vaterland“ mit vier Frauengestalten, die als Genien Kunst, Wissenschaft, Handel und Gewerbe mit entsprechenden Emblemen symbolisierten. Der Platz war das Gegenstück zur Gruppe von vier Knaben. Die Figuren wurden ebenfalls von Ernst March gefertigt und von Alexander Calandrelli entworfen.[R 23]
- der „Italienische Platz“ mit mediterranen Pflanzen und Fächerpalmen. In seiner Mitte stand ein Springbrunnen, den Augustas Tochter Luise stiftete, nachdem sie Großherzogin von Baden wurde.[R 23]

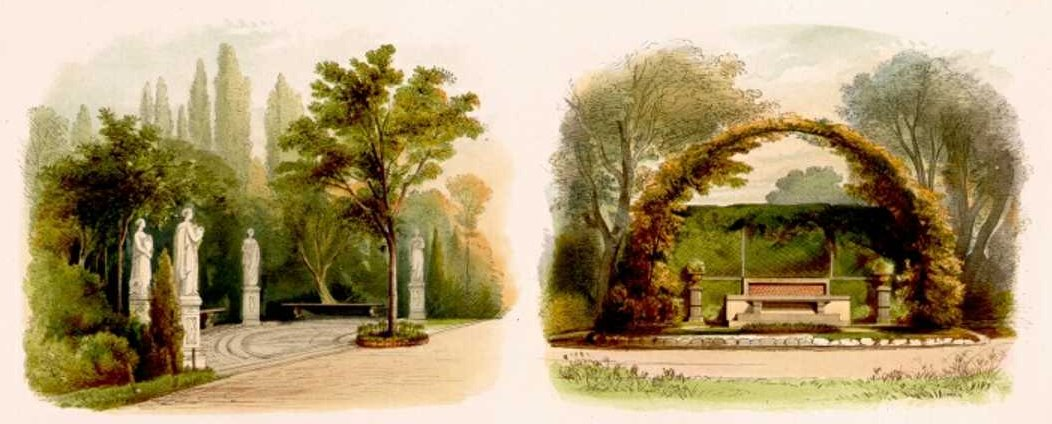
Zwei nicht mehr existente Plätze: „Vaterland“ (links) und der Italienische Platz
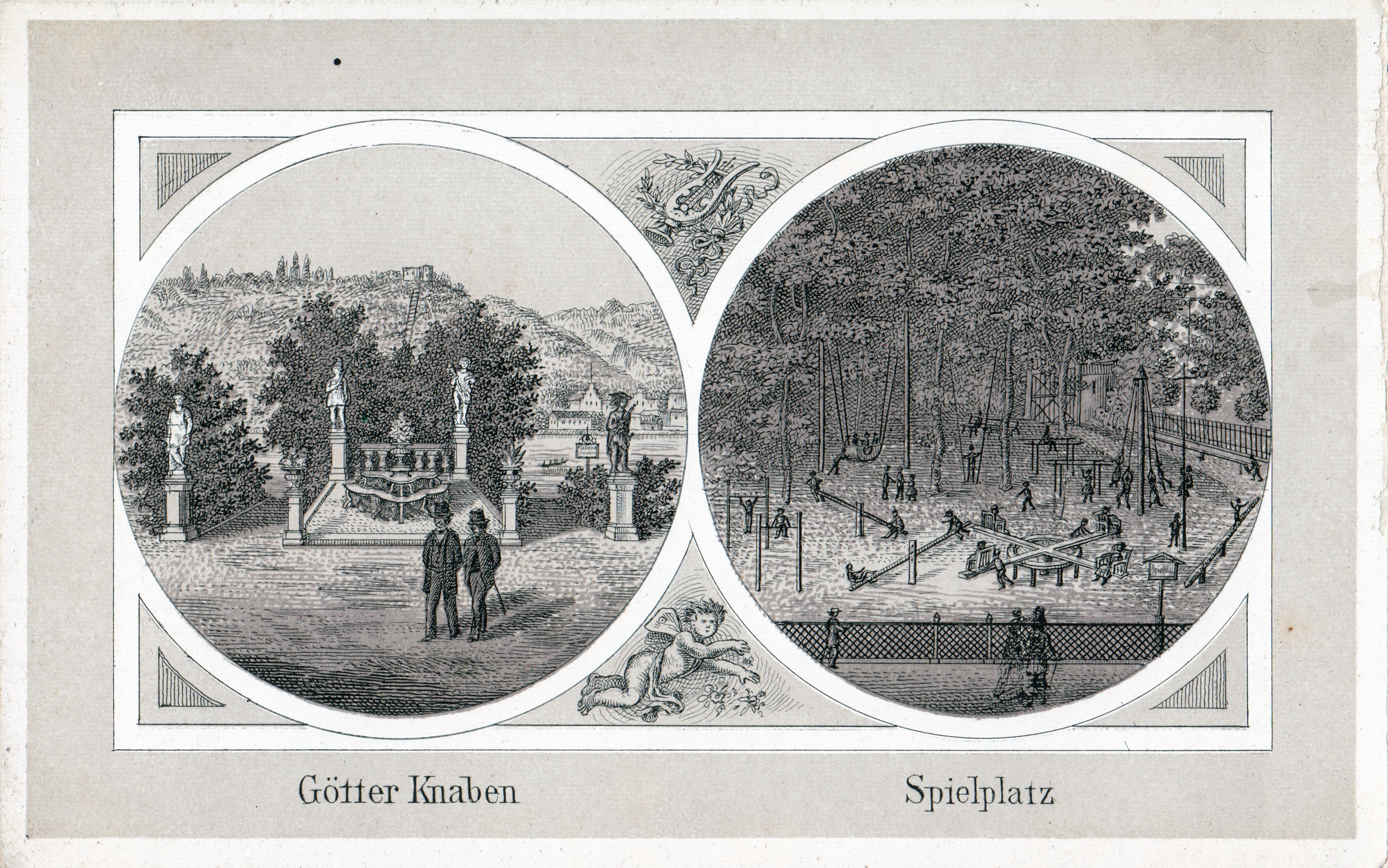
Vier Knaben, 1876
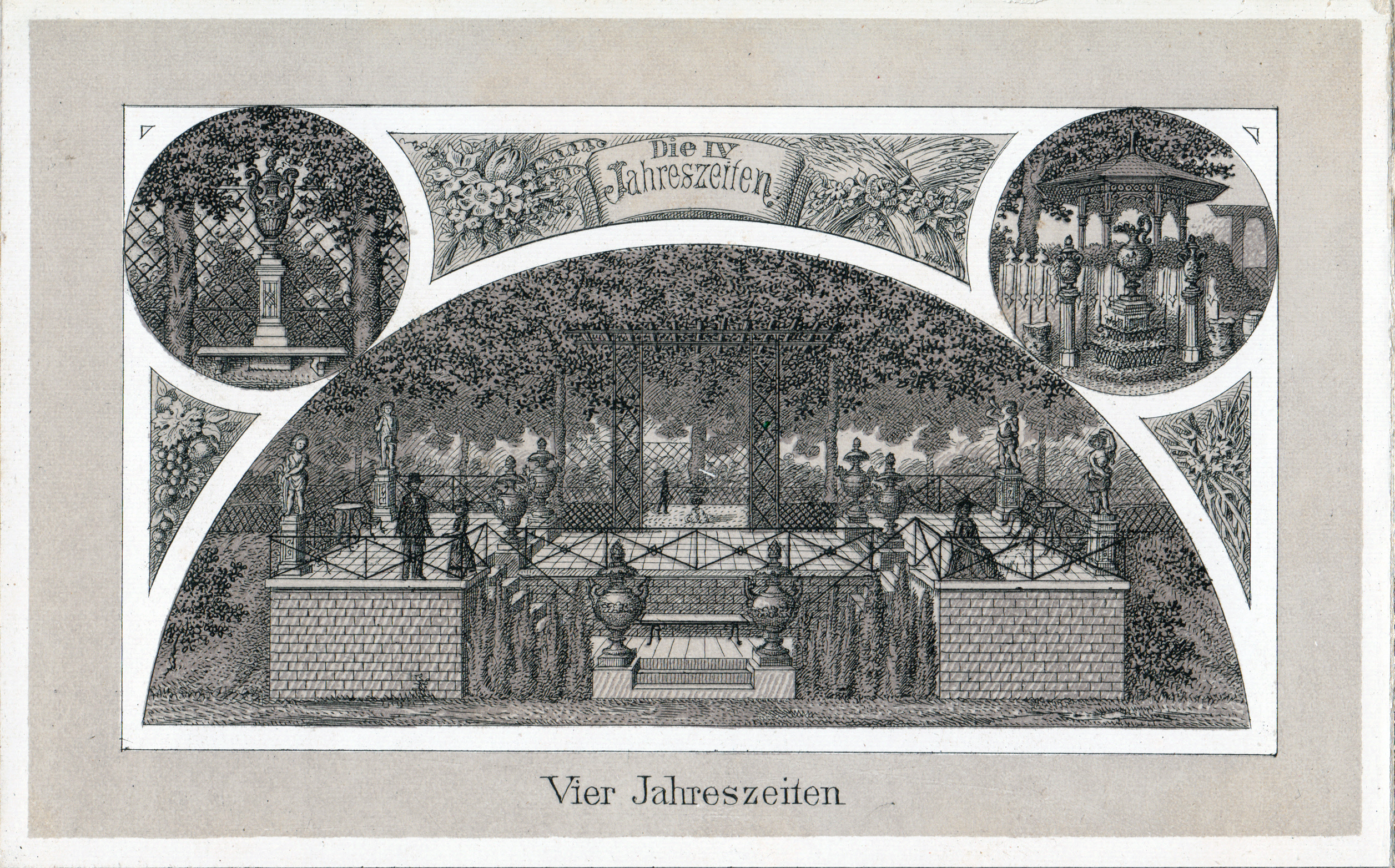
Vier Jahreszeiten, 1876
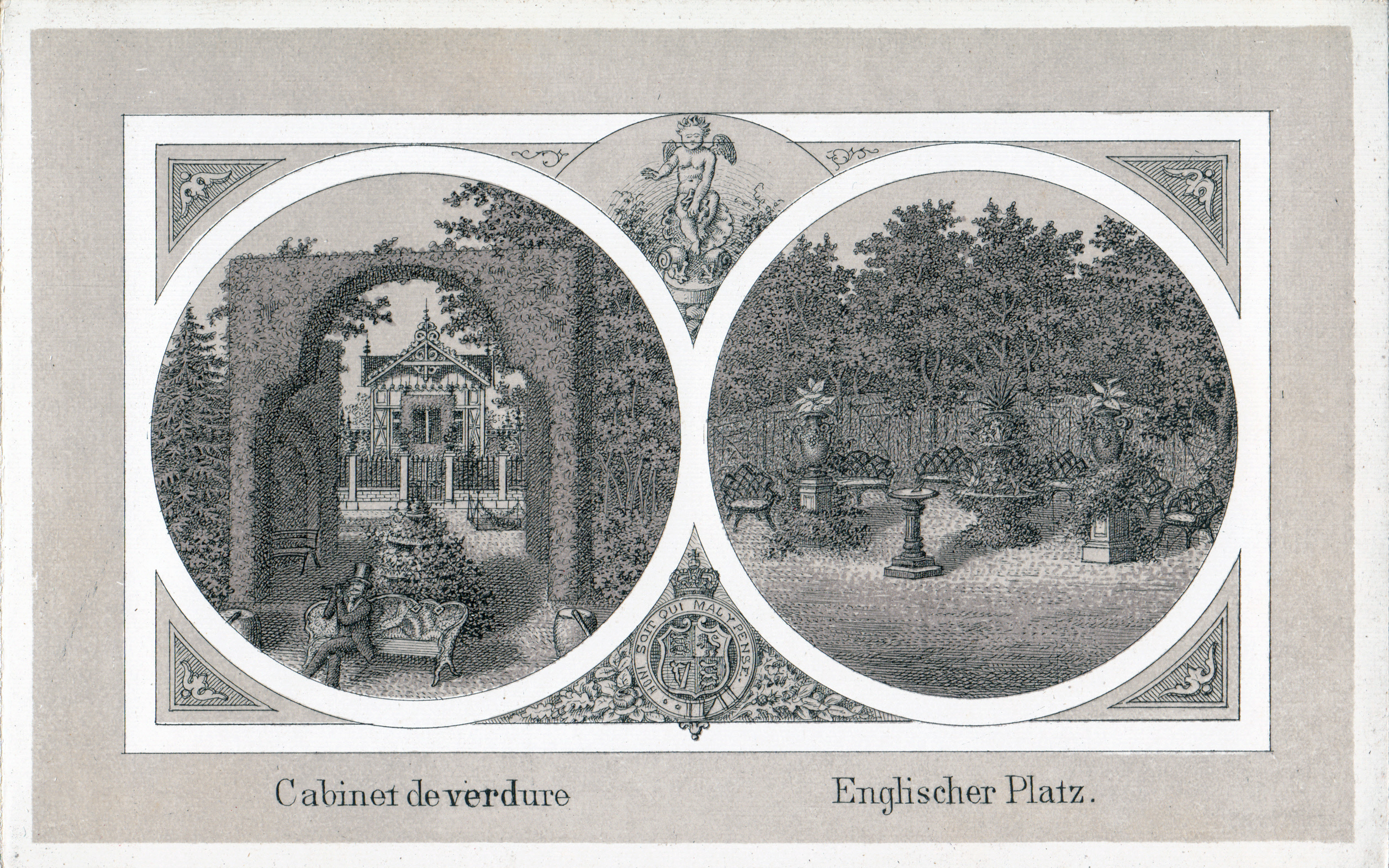
Englischer Platz, 1876
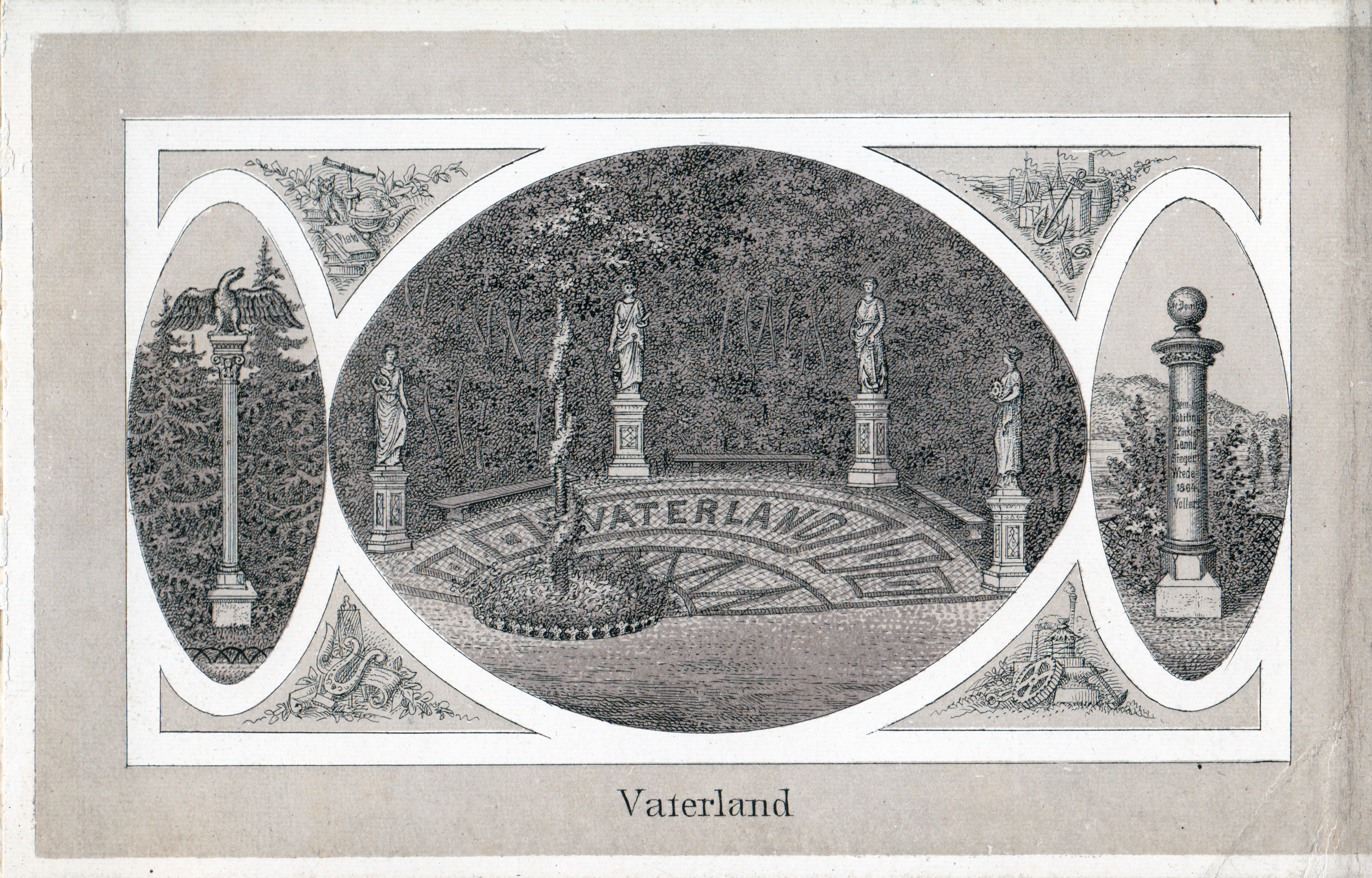
Vaterland, 1876
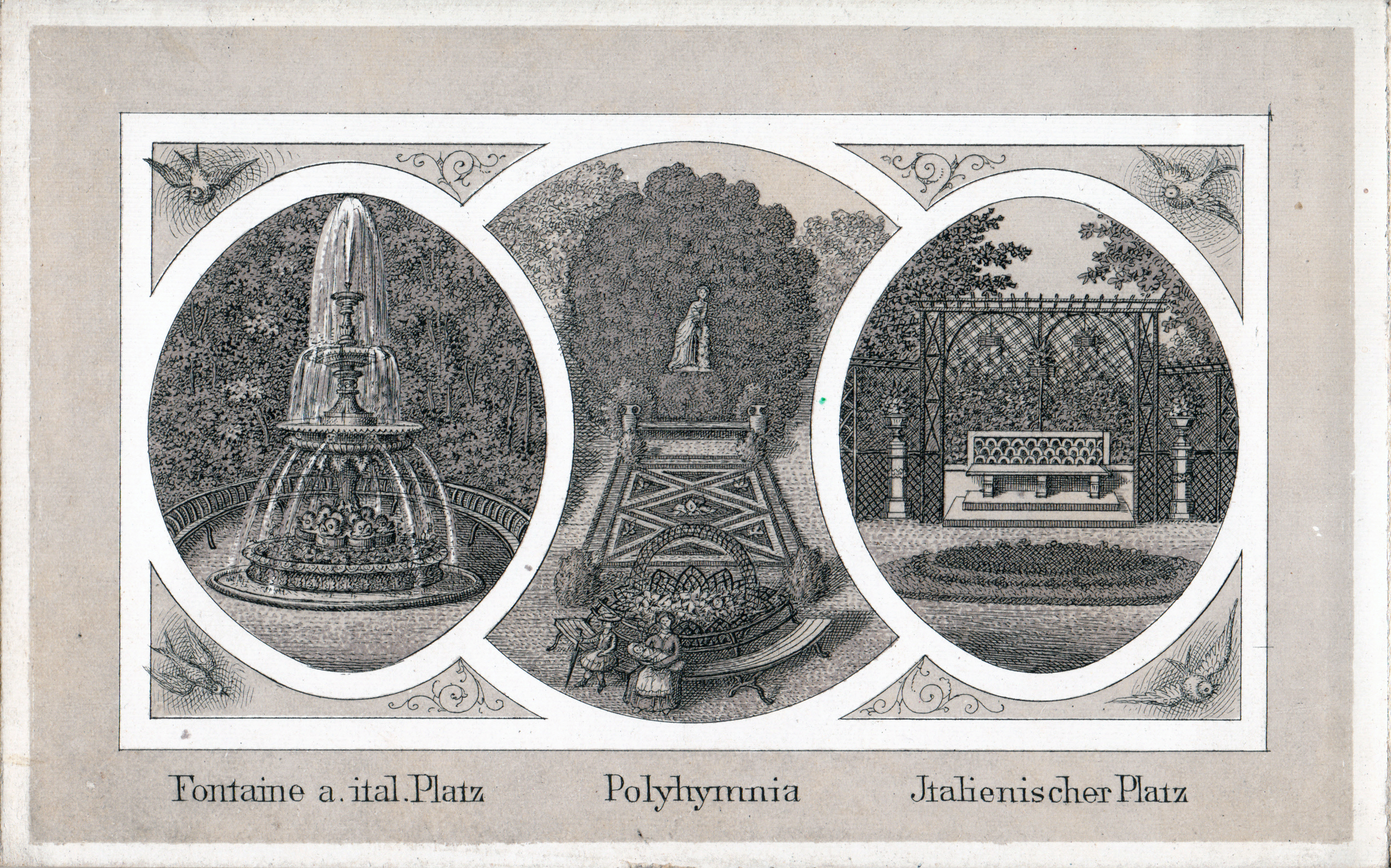
Polyhymnia und italienischer Platz, 1876

### Muschelbrunnen

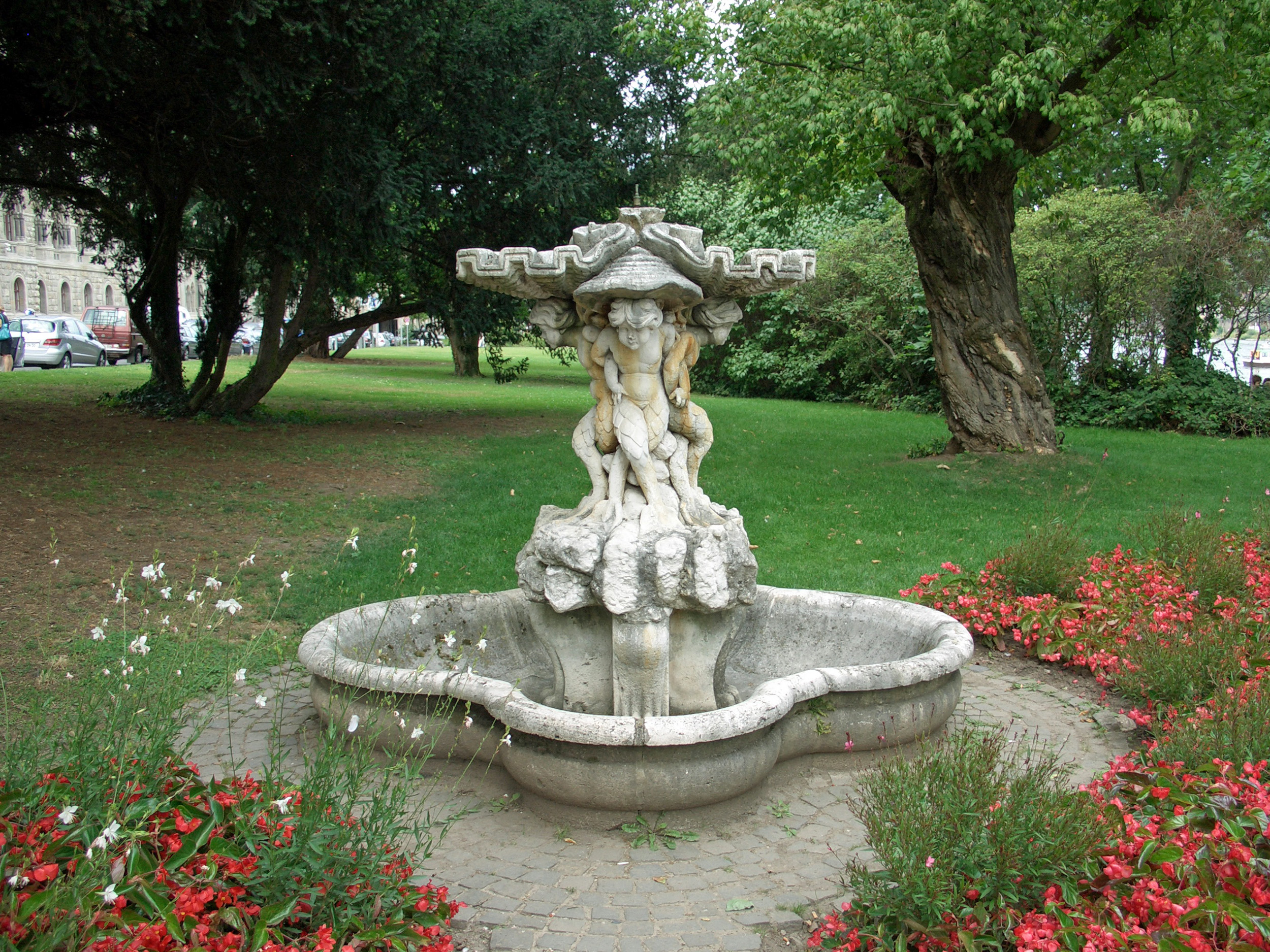
Der Muschelbrunnen 2008

Der Muschelbrunnen befand sich bis zur Umgestaltung zur Bundesgartenschau 2011 am Südende des Konrad-Adenauer-Ufers. Der neubarocke Brunnen aus Kalkstein entstand etwa um 1900. Über dem vierpassigen Becken erhob sich eine Figurengruppe mit vier Putten, deren Beine geschuppt waren und in Flossen endeten. Er wurde etwa 1936 im Lützeler Volkspark aufgestellt und um 1950 in die Rheinanlagen versetzt. 2023 wurde der Brunnen wieder am ursprünglichen Standort im Lützeler Volkspark aufgestellt.

### Pionier-Gedenkstein
Verschollen seit Ende des Zweiten Weltkriegs ist ein an das 1. Rheinisches Pionier-Bataillon Nr. 8 erinnernder Gedenkstein. Das Motiv, ein rudernder Pionier in einem Boot mit kurzen Texten zu vergangenen Kriegen und Opfern des Bataillons, hatte Professor Carl Burger aus Mayen entworfen.
An seinen damaligen Platz neben der Pfaffendorfer Brücke kam der Stein 1939 wegen Platzmangels an seinem vorherigen Aufstellungsort, dem Hof der Falckenstein-Kaserne. Dort wurde er am 18. Mai 1935 enthüllt. Gestiftet hatten ihn ehemalige Angehörige des seit August 1842 in Koblenz stationierten Pionier-Bataillons.
Mehr als zwei Jahre nach dem Krieg berichtete die Stadtverwaltung dem Regierungspräsidenten im Zuge einer Nachfrage der französischen Militärregierung über Kriegsdenkmäler in Rheinland-Pfalz, dass das Denkmal zerstört sei. Überreste konnten am ehemaligen Standpunkt allerdings nicht gefunden werden, weshalb man von einer beabsichtigten Entfernung ausgeht.

### Die Wacht am Rhein

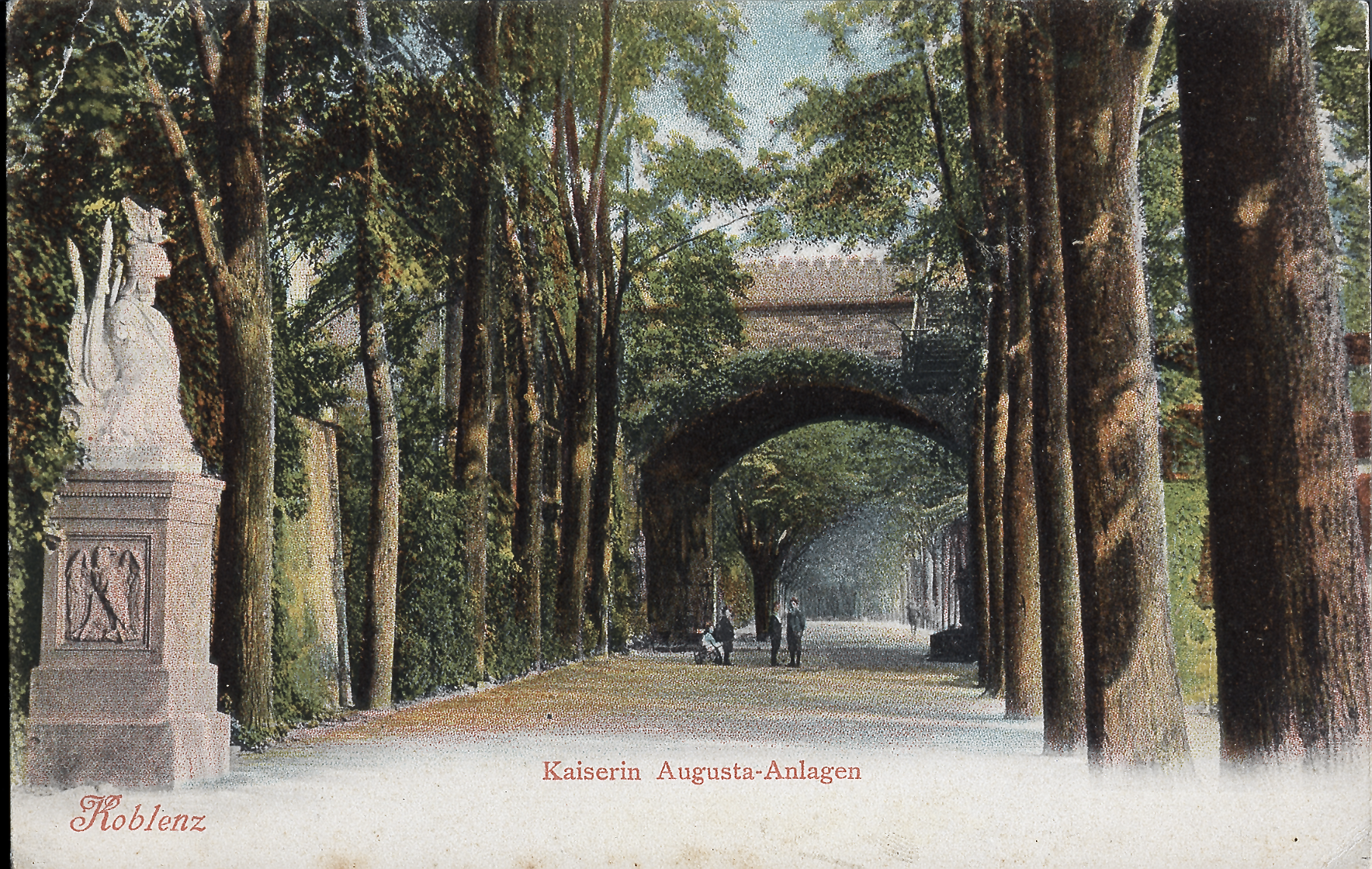
Skulptur „Die Wacht am Rhein“ und die Königshalle, Postkarte vor 1919

Unweit des Brückenmonuments und der Königshalle stand von 1881 bis zu seiner Entfernung 1919 ein weiterer Gedenkstein. Der Basaltsockel mit der Aufschrift „Die Wacht am Rhein“ trug eine antike, stilisierte, von zwei Lanzen gestützte Rüstung. Unter dem Schriftzug befand sich ein Eisernes Kreuz, links und rechts jeweils ein zum Rhein blickender preußischer Adler. Links daneben stand eine von Christian Daniel Rauch geschaffene Viktoria-Statue auf einer Empore.
Die Stelle markiert den Punkt, an dem König Wilhelm I. von Preußen am 14. Juli 1870 den Koblenzer Soldaten ein letztes Mal vor ihrem Abmarsch nach Frankreich zuwinkte. Zehn Jahre nach dem Deutsch-Französischen Krieg ließ ihn der Coblenzer Verschönerungsverein aufstellen.
Auf den verlorenen Ersten Weltkrieg folgte die alliierte Rheinlandbesetzung; in Koblenz zunächst durch amerikanische Truppen von Dezember 1918 bis Januar 1923. Der Umgang der Soldaten mit der Skulptur erregte in der Bevölkerung großen Unmut, sodass sie die Entfernung der Skulptur beantragte. Am 6. November 1919 wurde die Skulptur gegen eine Bank ausgetauscht.
Unter dem Titel The Watch on the Rhine (deutsch: „Die Wacht am Rhein“) erschien ab Februar 1919 auch eine Truppenzeitung der Dritten Division der „Army of Occupation of Germany (US)“. Diese Division war Teil der amerikanischen Besatzungsmacht. Die Truppenzeitung hatte eine Auflage von 30.000 Exemplaren.

### Trinkhalle

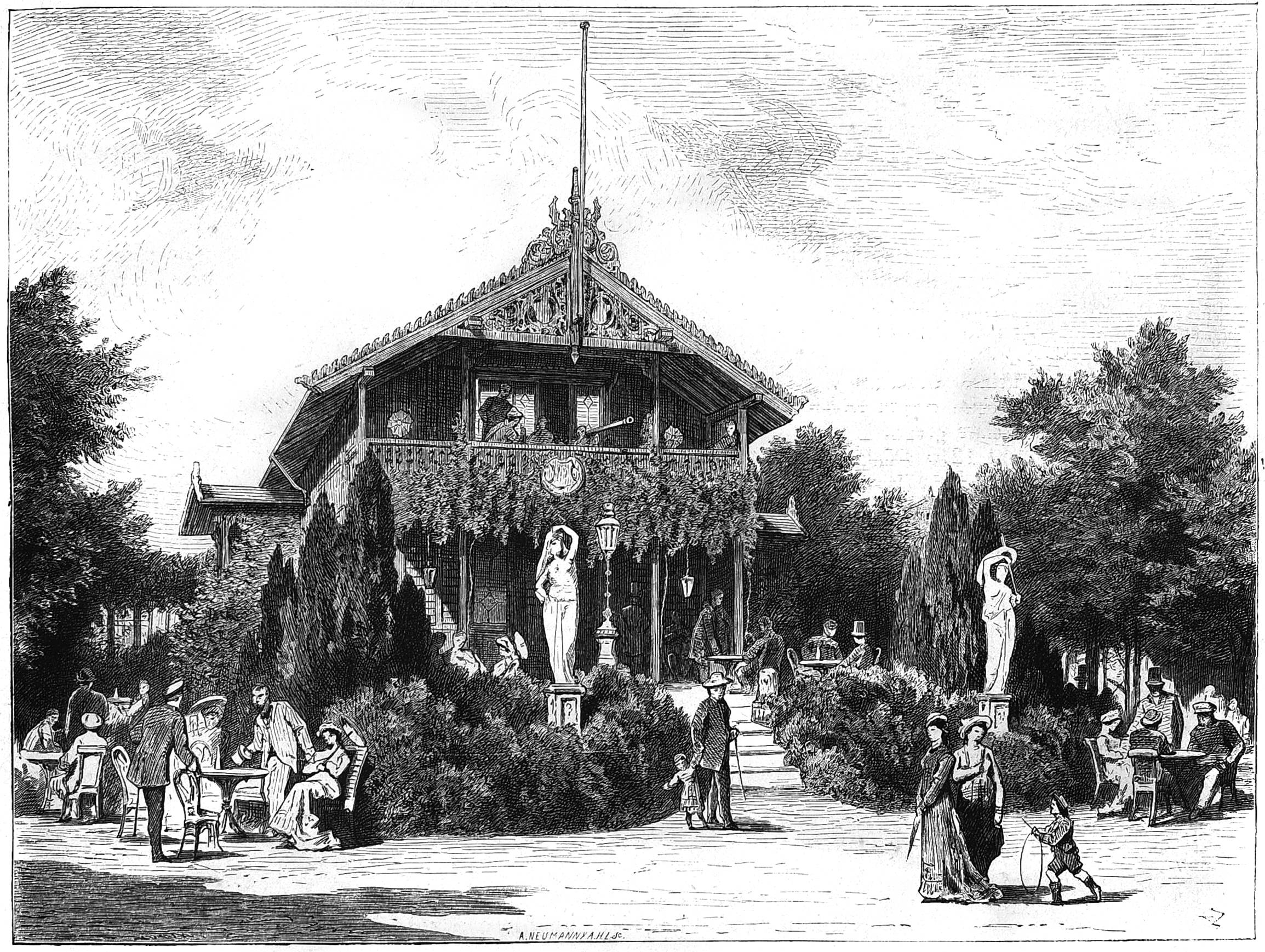
Trinkhalle in einer Abbildung von Alexander Zick für die Zeitschrift Die Gartenlaube, 1879

Die Trinkhalle im Stil eines Schweizerhäuschen war eine Gastwirtschaft, die am 18. Juni 1861 von Königin Augusta eröffnet wurde. Dort wurde u. a. das Tafelwasser „Emser Kränchen“ aus der Bad Emser Kurquelle ausgeschenkt, weshalb die Trinkhalle die Kaltwasserheilanstalt Bad Laubach ergänzte. Orchester und Gesangsvereine traten meist an den Wochenenden auf. Zur Trinkhalle gehörte auch eine kostenfreie Bibliothek. Vor der Trinkhalle befand sich ein Platz mit einem von Kaiser Wilhelm I. gestifteten Brunnen.
Königin Augusta ermöglichte den Bau des Hauses durch den Ankauf des Geländes und beteiligte sich darüber hinaus mit 500 Talern am Bau. Die Stadt Koblenz zahlte die verbliebenen 2000 Taler. Aufgrund der hohen Beliebtheit wurde der Platz mit ausgebaggertem Kies aufgeschüttet und die Trinkhalle in den Folgejahren erweitert.
Am 27. Juli 1915 wurde in der Trinkhalle eine sogenannte Brunnenkur eingerichtet. Täglich von 19.00 bis 21.00 Uhr konnten die Gäste eine ärztlich verordnete Kur einnehmen. Zu diesem Zweck wurde auf dem Emporplatz ein großer Springbrunnen mit verzierenden Knaben aufgestellt. Die rund 555 Mark teure Einrichtung wurde von der Finanzkommission mit 300 Mark und aus dem Titel VII no 372 „Unterhaltung der städtischen Trinkhalle“ finanziert. Das Projekt hatte sich bei den Koblenzern schnell amortisiert, doch bereits fünf Jahre später wurde es wegen mangelnden Interesses wieder eingestellt. Dies rührt wohl auch von der eher negativen Gesamtsituation der Anlagen her.
Die Trinkhalle wurde bei den Luftangriffen im Zweiten Weltkrieg zerstört. Auf diesem Platz wurde daher die Restauration Café Rheinanlagen neu errichtet.

### Lenné-Haus

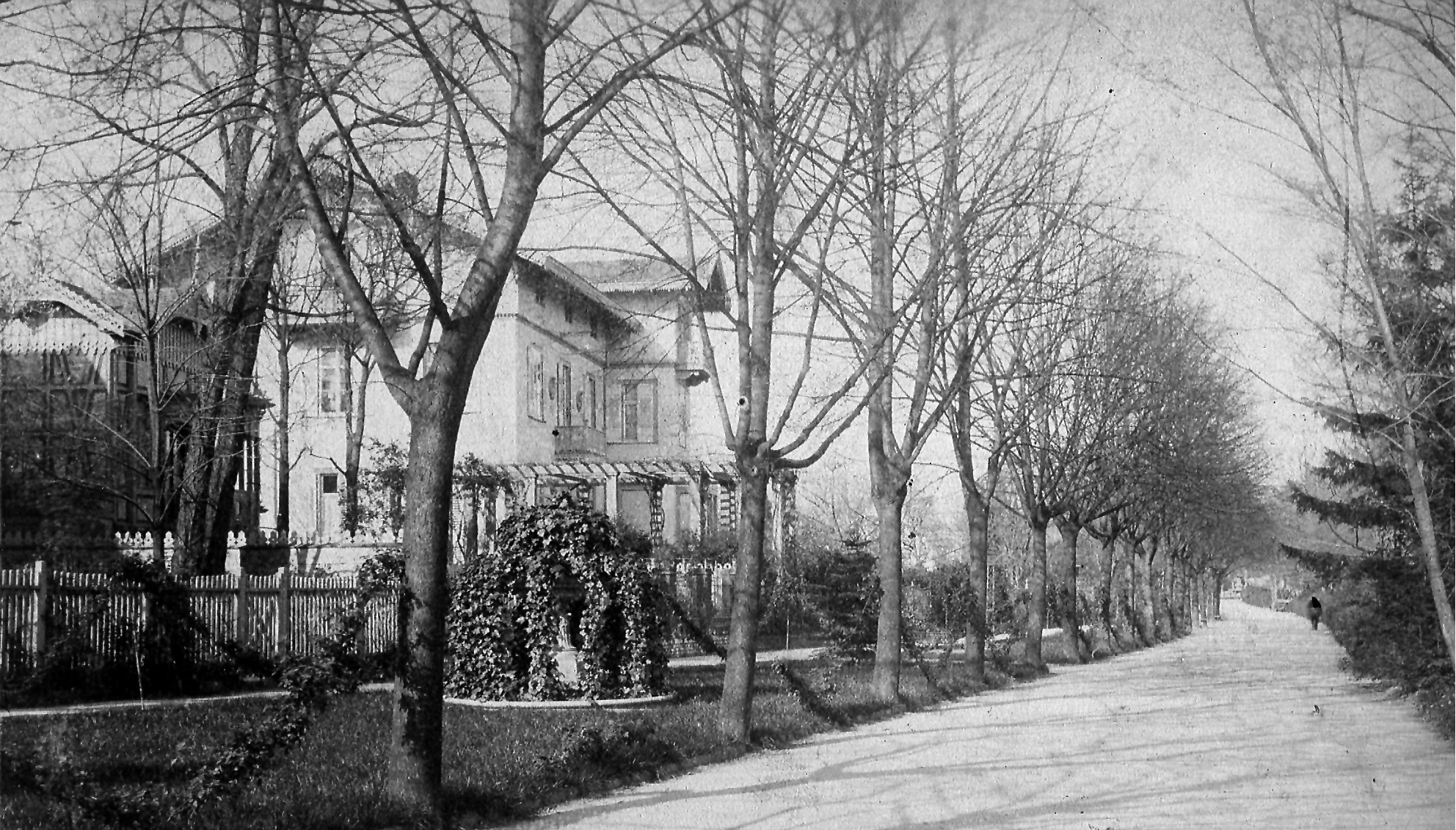
Das Haus von Peter Joseph Lenné, Fotografie von 1884

Auch der Protektor der Koblenzer Rheinanlagen, der Gartenbaudirektor Peter Joseph Lenné, war von seiner Arbeit und der schönen Residenzstadt angetan. Aufgrund seiner hervorragenden Verbindungen zum königlichen Haus war er der einzige, der ein befestigtes Haus außerhalb der damals noch bestehenden Stadtbefestigung bauen durfte. Deren Schusslinie durfte eigentlich kein Gebäude stören, damit keine Steintrümmer dem Feind hätten Schutz bieten können. Erst mit der Sprengung und Auflösung der Stadtmauer wurde diese Sperre aufgehoben und der Weg zur Besiedlung der südlichen Vorstadt freigemacht.
„Die Liebe zu seiner rheinischen Heimat wird durch die Tatsache erhellt, dass er sich mit spezieller königlicher Genehmigung im Festungsrayon der Stadt Koblenz ein Haus erbaute hatte, in dem er ruhigen Lebensabend verbringen wollte. Zu diesem schönen Abschluss ist er aber nicht mehr gekommen“, denn er starb vor der Fertigstellung 1866. Das Haus blieb nicht erhalten.

### Operette auf der Rheinlache

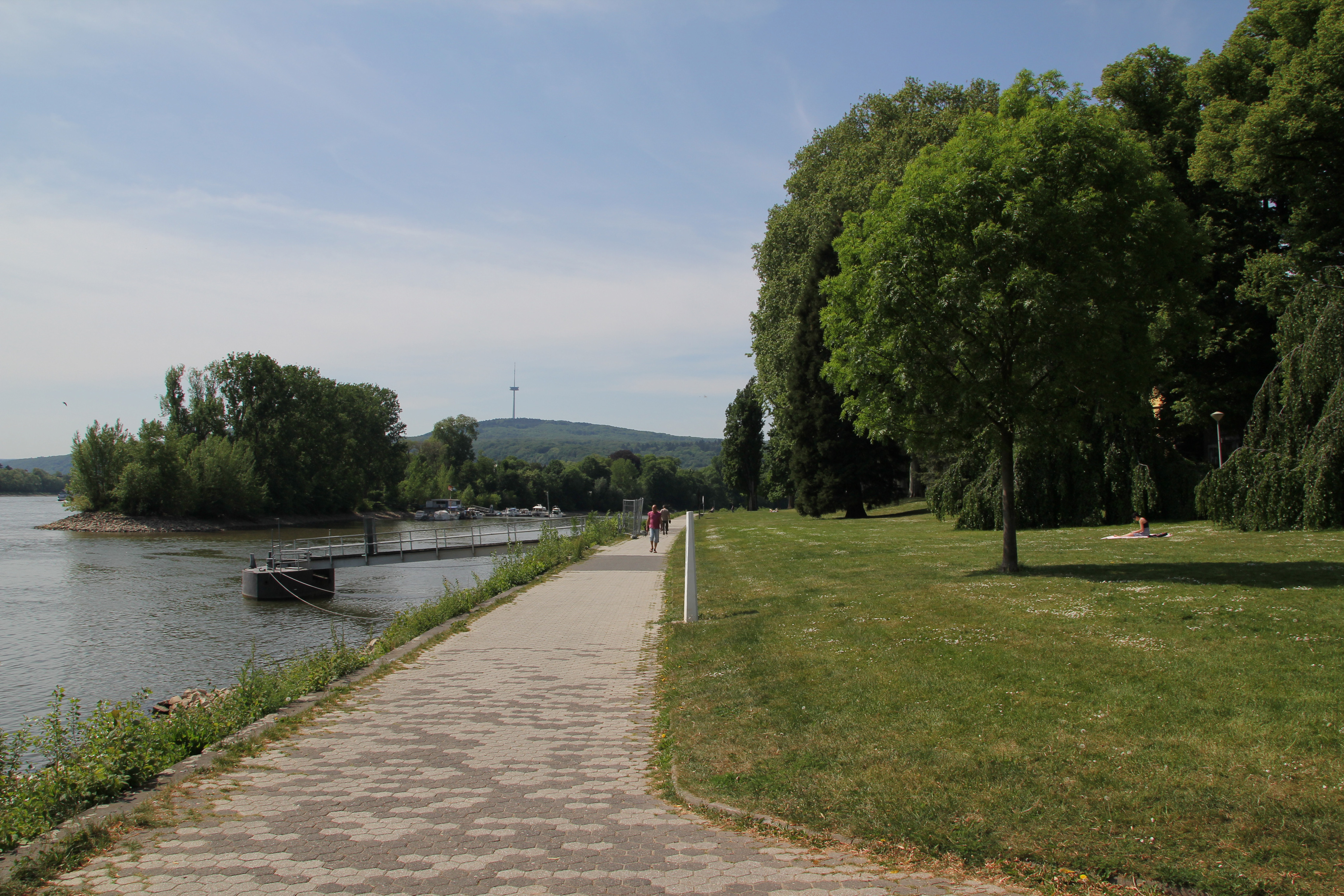
Der Rheinarm an der Halbinsel Oberwerth im südlichen Abschnitt

Im Jahr 1950 führte das Koblenzer Stadttheater erstmals Sommerspiele als Operette auf einer schwimmenden Bühne durch. Bis dato waren die Sommerspiele des Theaterensembles seit 1930 meist Freilichtaufführungen oder Gastspiele. Intendant Otto Krauß schlug 1949/1950 vor, die Sommerspiele als Operette auf der Rheinlache (dem Rheinarm zwischen Rheinanlagen und der Oberwerth) durchzuführen. Auf Vorschlag von Gartenbaudirektor Hans Wilhelm Mutzbauer wurde eine schwimmende hölzerne Drehbühne errichtet. Wegen des großen auch finanziellen Erfolges dieser Saison mit dem Stück „Eine Nacht in Venedig“ wurde aus den einmaligen Sommerfestspielen die dauerhafte Operette auf der Rheinlache. Daher wurde die Konstruktion stetig ausgebaut und erweitert.
1970 musste der Betrieb der Sommerspiele eingestellt werden. Anlieger hatten im Jahr zuvor die Stadt im sogenannten „Sommerspielprozeß“ wegen Lärmbelästigung verklagt und gerichtlich den unverzüglichen Abriss der Tribüne durchgesetzt. Die Operette auf der Rheinlache, auf der nicht nur das Theater-Ensemble spielte, zog bis zu ihrer letzten Saison 1970 über eine Million Besucher an. Die endgültige Beseitigung zog sich jedoch aus Kostengründen (1972 wurden 60.000 D-Mark veranschlagt) bis 1978 hin. Die wiedergewonnene Fläche wurde mit Zierpflanzen geschmückt und die Lücke des alten Leinpfades am Rheinufer wieder geschlossen.

## Tourismus und Veranstaltungsort

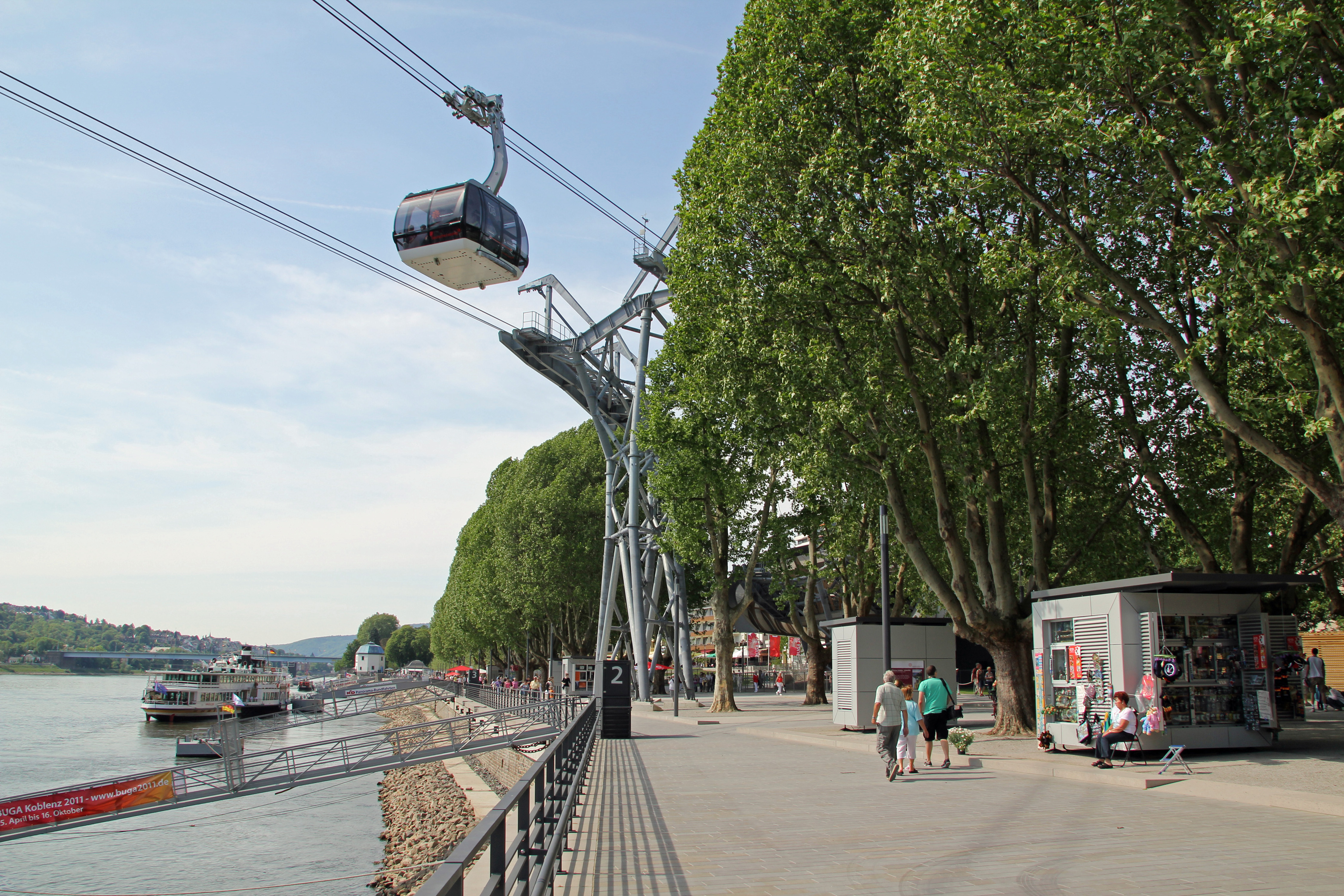
Die Schiffsanlegestellen mit der Goethe (Hintergrund), die Seilbahn und neue Verkaufsstände in den Rheinanlagen

Die Rheinanlagen spielen eine wichtige Rolle im Tourismus der Stadt Koblenz. Entlang des Konrad-Adenauer-Ufers befinden sich die wichtigen Anlegestellen der Rheinschiffe. Von hier erkunden die Schiffstouristen die Stadt, sie sind aber auch Startpunkt der Schiffsverbindungen ins UNESCO-Welterbe Oberes Mittelrheintal. So startet beispielsweise der historische Schaufelraddampfer Goethe von hier auf seine Fahrt durch das Welterbegebiet nach Rüdesheim. Die Rheinfähre Koblenz nach Ehrenbreitstein verkehrt ab den Rheinanlagen in Höhe des Pegelhauses. Während der Bundesgartenschau 2011 waren die Rheinanlagen ein zentraler Verbindungsweg zwischen den drei Kernbereichen. Die erstmals gelungene Erschließung der Festung Ehrenbreitstein wird über die Talstation der Seilbahn in den Rheinanlagen in Höhe der Basilika St. Kastor erst möglich.
Die Rheinanlagen sind ein beliebter Aussichtspunkt für das jährlich im August stattfindende Feuerwerk Rhein in Flammen. Während des Volksfestes, das etwa von 300.000 bis 500.000 Menschen besucht wird, sind entlang der Rhein- und Moselanlagen Verkaufsstände aufgebaut und ein Jahrmarkt wird gefeiert. Alljährlich am UNESCO-Welterbetag – dem ersten Sonntag im Juni – findet in den Rheinanlagen das „Kaiserin Augusta Fest“ statt.
Auch bei Sportveranstaltungen wie dem Mittelrhein-Marathon oder der Rheinland-Pfalz-Rundfahrt waren die Rheinanlagen Teil des Veranstaltungskonzepts.

## Denkmalschutz
Die Kaiserin-Augusta-Anlagen sind ein geschütztes Kulturdenkmal nach dem Denkmalschutzgesetz (DSchG) und in der Denkmalliste des Landes Rheinland-Pfalz eingetragen. Sie liegen in Koblenz-Südliche Vorstadt in der Denkmalzone Kaiserin-Augusta-Anlagen. Denkmalgeschützt sind in diesem Bereich das Fischerrelief, das Joseph-Görres-Denkmal, der linksrheinische Brückenkopf der Pfaffendorfer Brücke, die Königshalle samt den Überresten der Rheinanschlusskaserne, das Max-von-Schenkendorf-Denkmal, das Brückenmonument samt der alten Hochwassersäule, das Weindorf, der Gedenkstein 14. Juli 1870, das Denkmal für Josef Peter Lenné, der Luisen- oder Salvetempel, das Kaiserin-Augusta-Denkmal sowie der St.-Georg-Bildstock. Daneben stehen angrenzend an die Kaiserin-Augusta-Anlagen das Kurfürstliche Schloss sowie einige Wohnhäuser und Villen unter Denkmalschutz.
Am Konrad-Adenauer-Ufer sind die Brückenhäuser, der linksrheinische Kopf der Schiffbrücke, das Pegelhaus, der Koblenzer Hof und das Preußische Regierungsgebäude denkmalgeschützt, in der angrenzenden Stresemannstraße ist dies das Oberpräsidium der Rheinprovinz. In diesem Bereich schließen sich die beiden Kulturdenkmäler Basilika St. Kastor und Deutsches Eck an.
Seit 2002 sind die Rheinanlagen von Koblenz Teil des UNESCO-Welterbes Oberes Mittelrheintal. Des Weiteren ist das Preußische Regierungsgebäude ein geschütztes Kulturgut nach der Haager Konvention und mit dem blau-weißen Schutzzeichen gekennzeichnet.

## Chronologie
| 9 v. Chr.           | Errichtung eines Erdkastells an der Moselmündung |
| 925                 | Koblenz fällt an das ostfränkische Reich. |
| 1018                | Koblenz fällt als Geschenk an Kurtrier. |
| 1609                | Errichtung des Rheinkrans durch Johann Pasqualini d. J. (bis 1611) und des Rheinkavalliers                                                           |
| 1794                | Einnahme von Koblenz durch die Franzosen |
| 1800                | Ernennung von Koblenz zur Präfektur |
| 1801, 9. Februar    | Koblenz wird Hauptstadt des „Département Rhin-et-Moselle“, Präfekt de Lezay-Marnesia (bis 1810) fördert Gartenanlagen am Rhein                       |
| 1809                | Aufbau einer parkähnlichen Baumschule |
| 1813, 31. Dezember  | Einnahme von Koblenz durch die Russen |
| 1814/1815           | Koblenz wird durch den Wiener Kongress preußisch. |
| 1815, 11. März      | Stadtbefestigung, Stadtmauer am Rhein wird errichtet                                                                                                 |
| 1818, 12. November  | Verstaatlichung des Leinpfads aus Geldmangel |
| 1827                | Baumschule wird durch Rheinanschlusskaserne ersetzt                                                                                                  |
| 1850                | Augusta von Sachsen-Weimar-Eisenach zieht nach Koblenz in das Kurfürstliche Schloss.                                                                 |
| 1856                | Peter Joseph Lenné und Hermann Fürst von Pückler-Muskau errichten einen Landschaftspark nach Wünschen Augustas (bis 1861).                           |
| 1860, 4. August     | Vertrag zur Erhaltung und Pflege des Parks zwischen Stadt Koblenz und dem Oberpräsidium der Rheinprovinz wird geschlossen.                           |
| 1861                | Offizielle Fertigstellung des Parks am Rheinufer |
| 1861, 18. Juni      | Einweihung der Trinkhalle |
| 1861, 11. Dezember  | Einweihung der Büste von Max von Schenkendorf |
| 1862, 19. Mai       | Schenkendorf-Büste wird der Stadt Koblenz übergeben.                                                                                                 |
| 1864, 29. September | Einweihung des Brückenmonuments |
| 1870, 31. März      | Gründung des „Coblenzer Verschönerungsvereins“ |
| 1876, 24. Mai       | Einweihung der Replik des Brückenmonuments |
| 1881                | Einweihung des Denkmals „Die Wacht am Rhein“ durch den „Coblenzer Verschönerungsverein“                                                              |
| 1890                | Beschluss der Stadtentfestigung, Weg frei zur Bebauung der südlichen Vorstadt und des Rheins südlich der Moselmündung bis zum Kurfürstlichen Schloss |
| 1893, 1. Oktober    | Verschiebung des Salvetempels wegen Bauarbeiten zum neuen Kaiserin-Augusta-Denkmal                                                                   |
| 1895                | Grundsteinlegung des Kaiserin-Augusta-Denkmals |
| 1896, 18. Oktober   | Einweihung des Kaiserin-Augusta-Denkmals |
| 1897                | Verlängerung der Rheinanlagen bis zum Stadtwald |
| 1897, 31. August    | Einweihung des Deutschen Ecks |
| 1902                | Grundsteinlegung für das Preußische Regierungsgebäude                                                                                                |
| 1902, 16. Juli      | Firma Siesmayer aus Frankfurt am Main unterschreibt Vertrag zur Übernahme der Pflege der Rheinfront für 17. 200 Goldmark                             |
| 1907                | Grundsteinlegung für das Oberpräsidium der preußischen Rheinprovinz                                                                                  |
| 1910                | Einweihung des Oberpräsidiums |
| 1912                | Errichtung des Hotel Coblenzer Hof (bis 1913) |
| 1915                | Schenkung des Fischerreliefs vom Preußischen Ministerium der geistlichen und Unterrichtsangelegenheiten an die Stadt Koblenz                         |
| 1917                | Einlassung des Fischerreliefs in die Mauer des Kurfürstlichen Schlosses                                                                              |
| 1919, 6. November   | Entfernung des Denkmals „Die Wacht am Rhein“ aus politischen Gründen                                                                                 |
| 1926, 15. September | Grundsteinlegung des Josef-Görres-Denkmals |
| 1928, 24. Juni      | Einweihung des Görres-Denkmals |
| 1938, 3. November   | Umbenennung eine Teils der Kaiserin-Augusta-Anlagen in SA-Ufer                                                                                       |
| 1939                | Verlegung des Pionier-Gedenksteins in die Rheinanlagen                                                                                               |
| 1939, 16. März      | Genehmigung der Hirschen Umgestaltungspläne und 300.000 RM                                                                                           |
| 1944–1945           | Verwüstungen in den Rheinanlagen durch die Luftangriffe auf Koblenz                                                                                  |
| 1950                | Bau der Operettenbühne auf der Rheinlache |
| 1960                | Max-von-Schenkendorf-Büste wird an den Rheinkavallier verschoben                                                                                     |
| 1969                | Sommerspielprozess: Anwohner erreicht, dass die Operette auf der Rheinlache den Spielbetrieb einstellen muss                                         |
| 1970, 30. August    | Letzter Spieltag der Operette auf der Rheinlache |
| 1974, 13. Februar   | Rheinufergestaltungsplan wird dem Oberbürgermeister vorgelegt                                                                                        |
| 1975, 5. Januar     | Umsetzung des Rheinufergestaltungsplan beginnt |
| 1976, Januar        | Umbenennung der nördlichen Rheinanlagen in Konrad-Adenauer-Ufer                                                                                      |
| 1992                | Fertigstellung der Restaurierung des Preußischen Regierungsgebäudes                                                                                  |
| 2008–2011           | Umgestaltung und Restauration der Rheinanlagen zur Bundesgartenschau 2011                                                                            |
| 2010                | Aufstellung eines Gedenksteins in Erinnerung an das Geburtshaus von Valéry Giscard d’Estaing                                                         |
| 2011                | Bundesgartenschau 2011 |
| 2012–2013           | Weiterführung der Restauration im südlichen Abschnitt der Rheinanlagen                                                                               |
| 2013, 6. Oktober    | Einweihung des wiedererrichteten Weinbrunnens |